# Emilia-Romagna
L'Emilia-Romagna (AFI: /eˈmilja roˈmaɲɲa/) è una regione italiana a statuto ordinario dell'Italia nord-orientale di 4 471 014 abitanti.
Prefigurata nel 1948, venne istituita ufficialmente il 7 giugno 1970 con le prime elezioni regionali. Il capoluogo è la città metropolitana di Bologna.
Confina a nord con Lombardia e Veneto, a ovest ancora con la Lombardia e con il Piemonte, a sud con Liguria, Toscana, Marche e la Repubblica di San Marino. A est è bagnata dal mare Adriatico.
L'Emilia-Romagna è composta dall'unione delle parti comprese entro il territorio regionale di due regioni storiche con caratteristiche linguistiche, geografiche e storico-culturali distinte:
- l'Emilia, che comprende le province di Piacenza, Parma, Reggio Emilia, Modena, Ferrara e la maggior parte della città metropolitana di Bologna;
- la Romagna, che comprende le province di Ravenna, Forlì-Cesena, Rimini e i comuni della città metropolitana di Bologna situati a est del torrente Sillaro (Dozza, Imola, Mordano, Casalfiumanese, Borgo Tossignano, Fontanelice, Castel del Rio).

## Geografia fisica
La via Emilia, fatta costruire dal console romano Marco Emilio Lepido, con il suo percorso che segue approssimativamente la linea pedecollinare in direzione nord-ovest/sud-est (da Piacenza a Rimini) divide il territorio della regione in due parti (aree) aventi estensioni pressoché equivalenti: quella settentrionale-orientale (47,8% della superficie complessiva, tutta pianeggiante) e quella meridionale-occidentale (collinare per il 27,1% del territorio e montana per il 25,1%).

### Orografia
L'Emilia-Romagna è ripartita orograficamente in maniera quasi simmetrica tra Pianura Padana e rilievi, con la porzione orientale dell'Appennino settentrionale (tosco-emiliano e tosco-romagnolo) che costituisce l'entroterra di ogni provincia eccetto Ferrara.
La parte pianeggiante della regione (zona centro-meridionale della Pianura Padana), compresa tra la linea pedemontana e il Po, si allarga progressivamente da ovest verso est, mentre la zona montuosa-collinare conserva per tutto il suo sviluppo una larghezza quasi costante. La proiezione della via Emilia sul territorio coincide quasi perfettamente con la linea esatta di transizione tra la piana e le prime colline adiacenti.

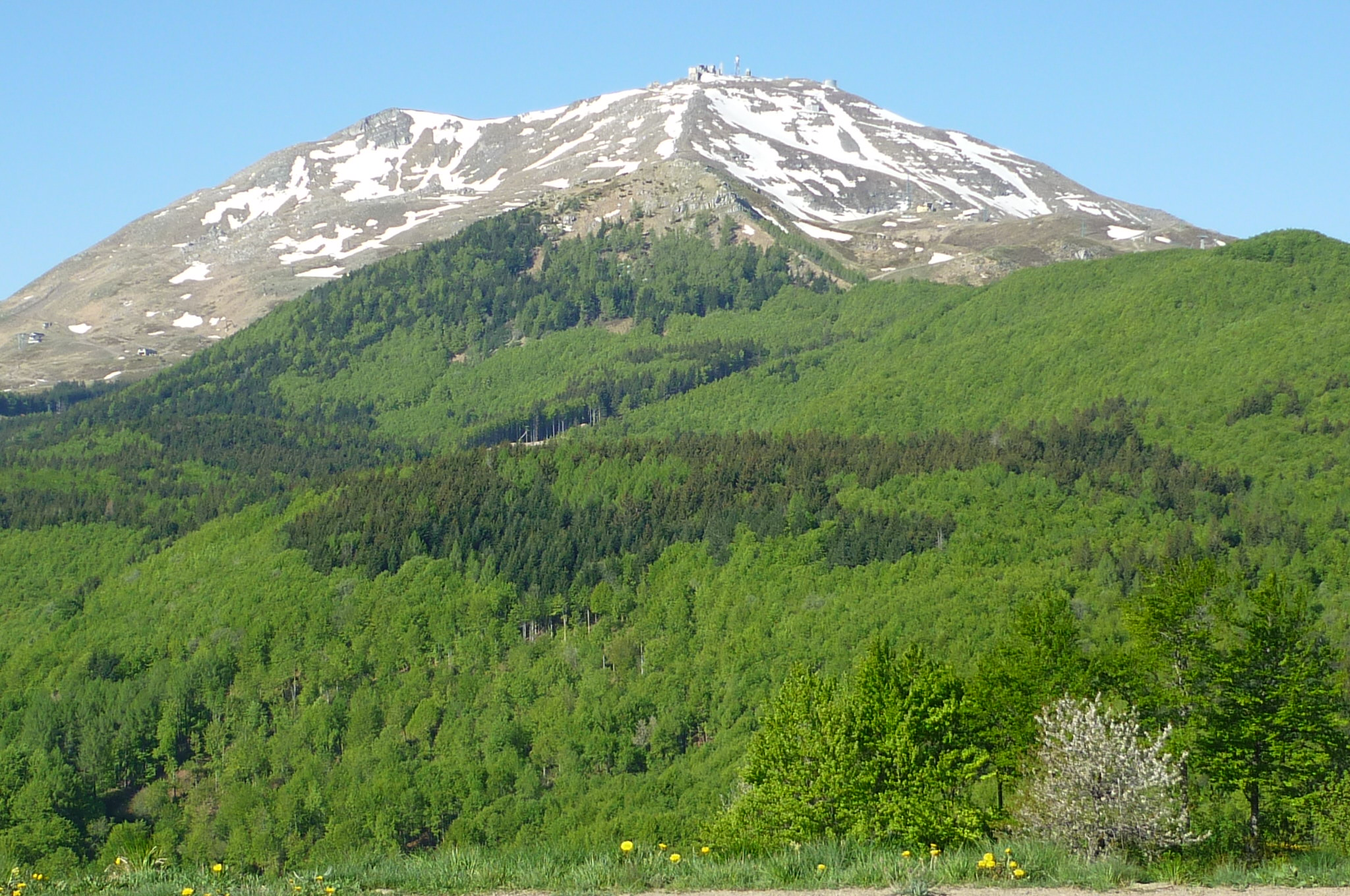
Il monte Cimone

Le maggiori altitudini si trovano nel settore appenninico centrale: il monte Cimone (2165 m) è la vetta più alta dell'Emilia-Romagna e dell'Appennino settentrionale, ricadente per intero entro i confini amministrativi regionali (provincia di Modena). La pianura è il risultato dei depositi alluvionali portati dal Po e dagli altri fiumi nel corso di migliaia di anni: nell'alta padana emiliano-romagnola si sono depositati i materiali più grossolani come ghiaia, sabbia e piccole rocce, pertanto il suolo risulta molto permeabile e privo di ristagni idrici; nella bassa pianura i depositi sono invece più minuti (limo e argilla) e perciò meno permeabili. Tra le due zone si trova la fascia delle risorgive. Nella parte orientale della regione, rivolta all'Adriatico, si passa da un settore interno di terre già da tempo rassodate e messe a coltura alle vaste aree di recente bonifica idraulica, come i lidi e le valli ferraresi e ravennati.
La Pianura Padana si affaccia sul mare con una costa bassa e sabbiosa assai uniforme; gli ampi arenili e il mare poco profondo si prestano assai bene all'attività turistica balneare.

### Idrografia
Il reticolo idrografico è esteso e sviluppato ed è costituito, nella metà occidentale della regione, da una serie di corsi d'acqua ad andamento più o meno parallelo che percorrono le valli e poi divagano nella pianura fino a sfociare nel fiume Po o nei principali corpi idrici. Nella parte orientale, a cominciare dal Reno, i fiumi si gettano invece direttamente nell'Adriatico in estuari poco o nulla rilevati sul profilo costiero. A parte il Po, tutti i corsi d'acqua della regione hanno portate irregolari con andamento torrentizio. Notevole è anche la rete di canali artificiali di derivazione che prelevano acqua per usi civili, industriali e per l'irrigazione di vaste aree della Pianura Padana, primo fra tutti il Canale Emiliano-Romagnolo (una delle più importanti opere idrauliche agrarie della regione e d'Italia) e l'Acquedotto della Romagna (la più costosa opera pubblica realizzata in Romagna nel XX secolo). Si ha così, grazie soprattutto al CER, una “bassa piana” irrigua dedicata all'allevamento per la produzione di latte e formaggio (Parmigiano Reggiano e Grana Padano), poi le "valli" bonificate (in buona parte investite a cereali), quindi la pianura non irrigata coltivata a frutticoltura specializzata (Cesenate) e infine le colline adibite a vigneto o a coltura promiscua. Oltre queste (salendo di quota verso l'interno della regione) abbiamo i prati, i pascoli e i boschi dell'alta collina e degli Appennini, che si sviluppano sulle testate del reticolo idrografico.

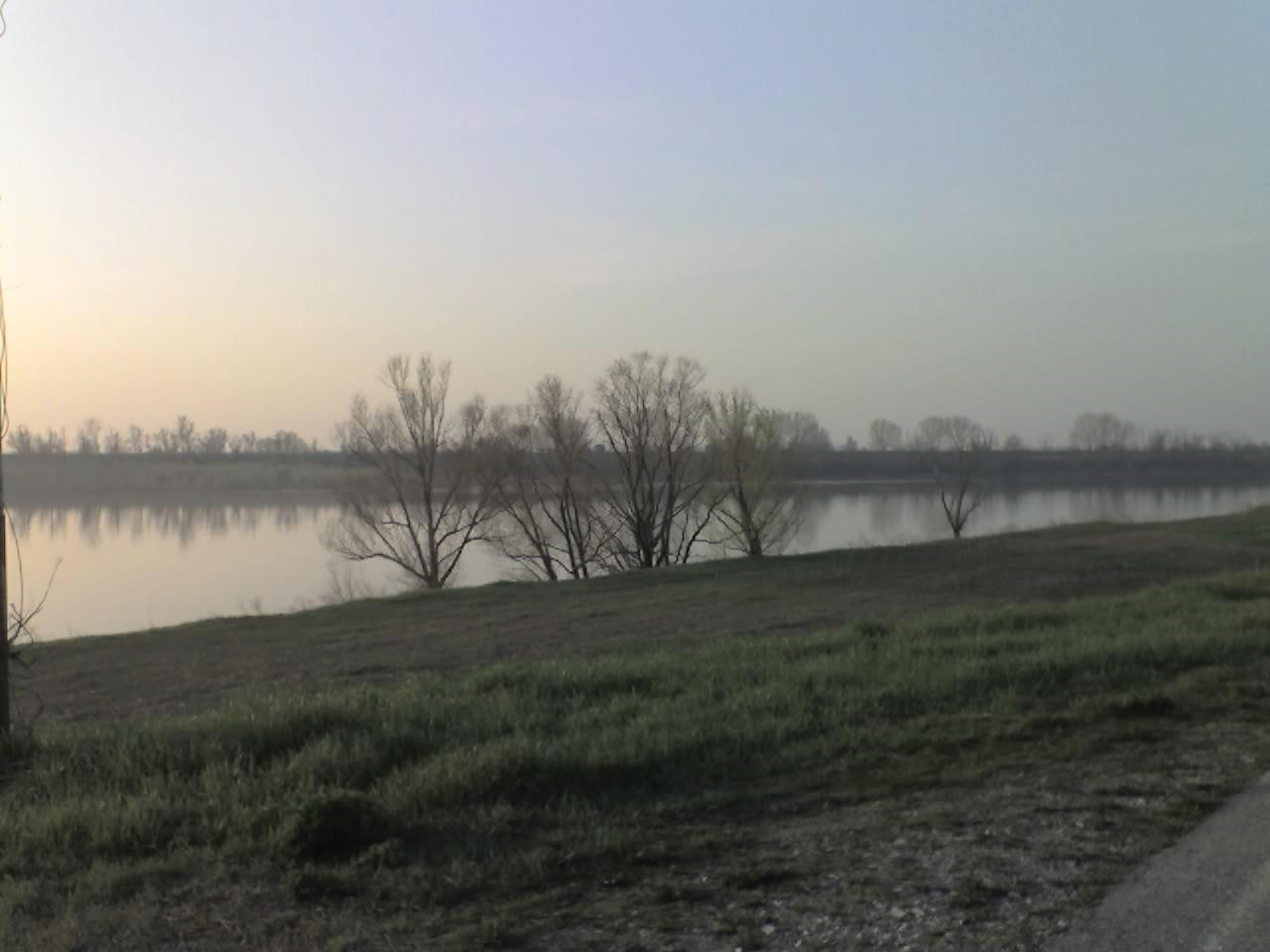
Il Po in provincia di Ferrara

I fiumi presenti nel territorio sono classificabili in quattro ordini:
- Ordine principale: Po (il più importante della regione. Il suo corso segna anche parte del confine amministrativo regionale settentrionale).
- Second'ordine: Enza, Panaro, Parma, Reno, Secchia, Taro, Trebbia.
- Terz'ordine: Arda, Baganza, Bidente, Ceno, Conca, Crostolo, Diversivo del Volano, Fiorillo, Fiumi Uniti, Idice, Lamone, Marecchia, Montone, Nocerino, Nure, Po di Goro, Po di Volano, Rabbi, Ronco, Samoggia, Santerno, Savio, Senio, Setta, Sillaro, Tidone.
- Quart'ordine: Acerreta, Ausa, Aveto, Bevano, Bidente di Corniolo, Bidente di Pietrapazza, Bidente di Ridràcoli, Borello, Brasimone, Canale Bianco (nord di Ferrara), Canale bonifica destra del Reno, Canale della Botte, Canale derivatore, Canale di Burana, Canale diversivo, Canale Emiliano-Romagnolo, Canale Morozzo, Canale Naviglio, Canale Navile, Canale Poatello, Cavo Fiuma, Cavo Lama, Cedra, Chero, Chiavenna, Collettore acqua basse modenesi, Collettore acque basse reggiane, Dolo, Dragone, Fossa di Spezzano, Fossa Zena, Gaiana, Ghiaia di Serravalle, Guerro, Lavino, Leo, Limentra di Treppio, Luretta, Marano, Marzeno, Ongina, Para, Parola, Pisciatello, Po morto di Primaro, Quaderna, Recchio, Riglio, Rigossa, Rossenna, Rovacchia, Rubicone, Samoggia, Sàvena, Scoltenna, Secchiello, Sellustra, Silla, Sintria, Stirone, Tassobbio, Tavollo, Termina, Tiepido, Tramazzo, Tresinaro, Uso, Ventena, Voltre, Zena. Sfociano quasi tutti nell'Adriatico o sono affluenti del Po.

### Clima
Il clima prevalente dell'Emilia-Romagna è di tipo temperato subcontinentale, con estati calde e umide seguite da inverni freddi e rigidi. Questo assume caratteri marcatamente oceanici in Appennino, mentre tende al sub-mediterraneo (di passaggio verso il clima mediterraneo come si riscontra a partire dal monte Conero verso sud) solo lungo la fascia costiera. L'Adriatico infatti è un mare troppo ristretto per influire significativamente sulle condizioni termiche della regione. Caratteristiche di base di questo clima sono il forte divario di temperatura fra l'estate e l'inverno, con estati molto calde e afose e inverni freddi e prolungati. L'autunno è umido, nebbioso e fresco fino alla metà di novembre. Con il procedere della stagione le temperature scendono fino a poter rasentare, e spesso oltrepassare, il valore di 0 °C durante dicembre e i mesi invernali. La primavera rappresenta la stagione di transizione per eccellenza, e nel complesso risulta mite e piovosa.

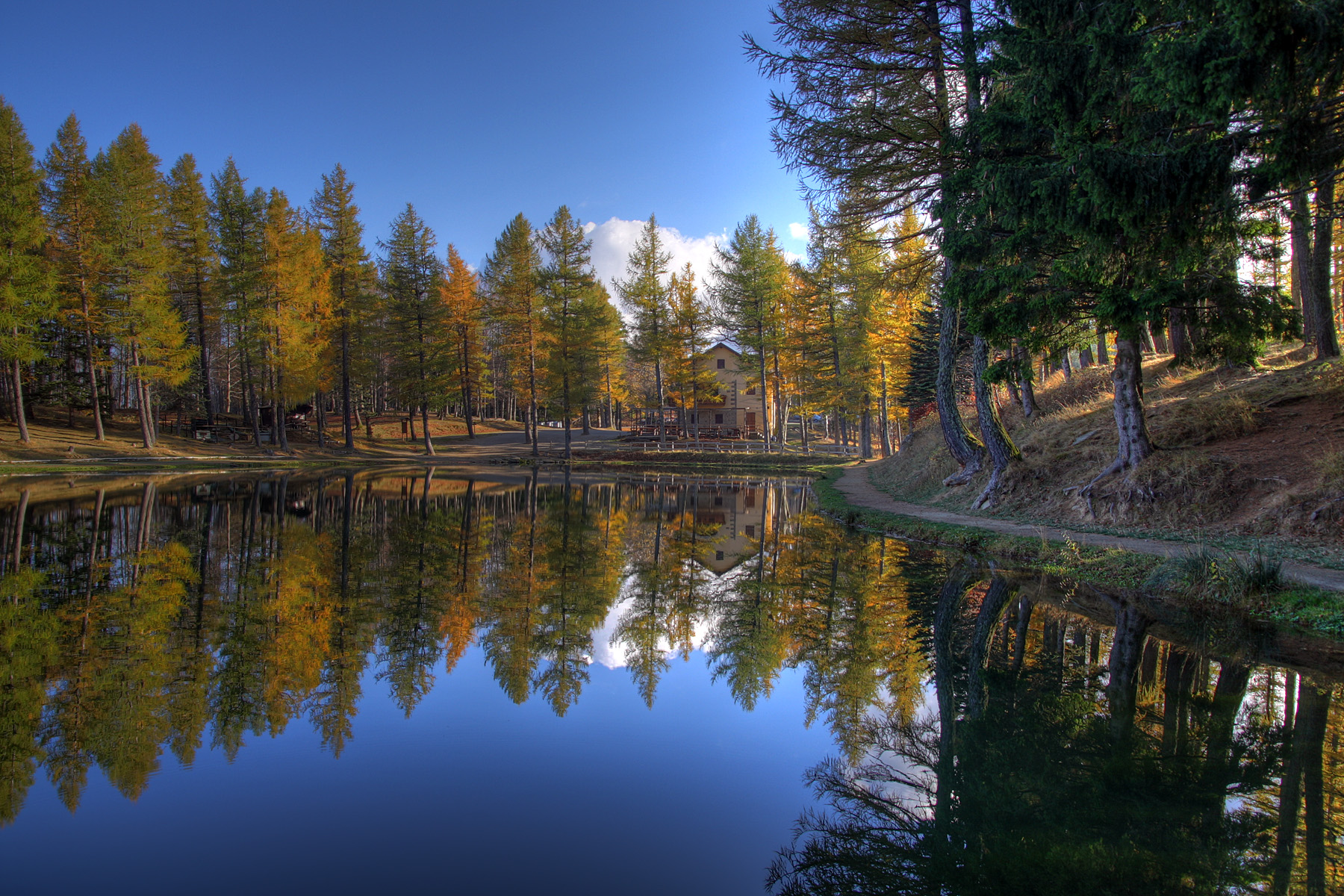
Il lago della Ninfa a Sestola (MO), formatosi grazie all'accumulo delle abbondanti precipitazioni appenniniche

Le precipitazioni nella pianura vanno in genere dai 650 agli 800 mm medi per anno. Via via che si passa alla fascia collinare e a quella montana, esse aumentano rapidamente e si fanno decisamente più copiose: si superano infatti i 1500 mm in quasi tutti i rilievi interni e anche i 2000 mm nelle zone prossime al crinale dell'Appennino Emiliano centro-occidentale. Qui è abbondante la neve, che cade soprattutto nei mesi fra novembre e marzo, per quanto nevicate di minore entità si verifichino spesso anche in aprile. Anche la pianura è visitata non di rado (durante l'inverno) dalla neve, in quantità che aumenta generalmente spostandosi verso le zone pedecollinari e procedendo da oriente verso occidente. Il regime generale delle precipitazioni è caratterizzato da due massimi, uno primaverile e uno autunnale, che non divergono molto fra loro per millimetri caduti, ma segnano quasi ovunque la prevalenza del secondo; al contrario, le stagioni più asciutte (ma non secche, in quanto quello emiliano-romagnolo è un clima temperato senza stagione secca, per quanto definito dalla classificazione mondiale dei climi di Köppen) sono l'inverno e l'estate, che segnano i due minimi precipitativi annuali. In media, nessuna delle due stagioni prevale sull'altra in termini di accumuli, dato che circa metà della regione presenta accumuli leggermente maggiori in estate che in inverno e l'altra metà il contrario, senza un pattern preciso e uniforme di distinzione tra le due zone; si tratta di un regime di precipitazioni pienamente tipico dei climi continentali, che in Italia è presente soltanto in questa regione e tra basso Piemonte e bassa Lombardia-basso Veneto. In conseguenza di questo andamento pluviale, il regime dei corsi d'acqua è spiccatamente torrentizio, con forti piene improvvise alternate a periodi di grandi magre. L'Emilia-Romagna presenta quindi fondamentalmente tre climi, che possono essere sommariamente divisi nel padano (temperato semi-continentale), nel montano appenninico (oceanico) e nel marittimo temperato sublitoraneo.
Dall'inizio degli anni novanta la regione, come tutta l'Italia e l'Europa, ha subito un mutamento piuttosto drastico del proprio clima, con aumenti significativi delle temperature medie (+1,1 °C) ed estreme (in particolare durante la stagione estiva, +2 °C) uniti a cambiamenti nei regimi stagionali e di intensità delle precipitazioni, vedendo una rapida diminuzione delle stesse soprattutto in Appennino.
Il Servizio Idrometeorologico dell'ARPA Emilia-Romagna è l'ente regionale preposto a svolgere le attività operative relative all'idrologia, alla meteorologia e alla climatologia.

## Ambiente
In Emilia-Romagna ricadono due parchi nazionali, entrambi in comune con la Toscana: il Parco nazionale delle Foreste Casentinesi, Monte Falterona e Campigna e il Parco nazionale dell'Appennino Tosco-Emiliano. Nel territorio della regione sono compresi anche quattordici parchi regionali nonché numerose altre aree naturali protette. I principali problemi ambientali riscontrati sia in Emilia sia (in minor misura) in Romagna risiedono nella libertà lasciata ai comuni nel campo dell'urbanizzazione, che è vista come causa preminente del consumo di suolo, e nell'inquinamento dell'aria dei grandi centri urbani dovuto ai veicoli e alle attività industriali.

### Flora e fauna
La vegetazione spontanea è stata ridotta nel corso del tempo dall'intervento umano, particolarmente in pianura. Sopravvivono qui alcune aree boscate rilevanti come il Bosco della Mesola, divenuta riserva naturale, e la pineta di Ravenna (seppur di origine artificiale). Ben diverso è l'Appennino, dove i boschi sono assai più diffusi e ricchi di specie.

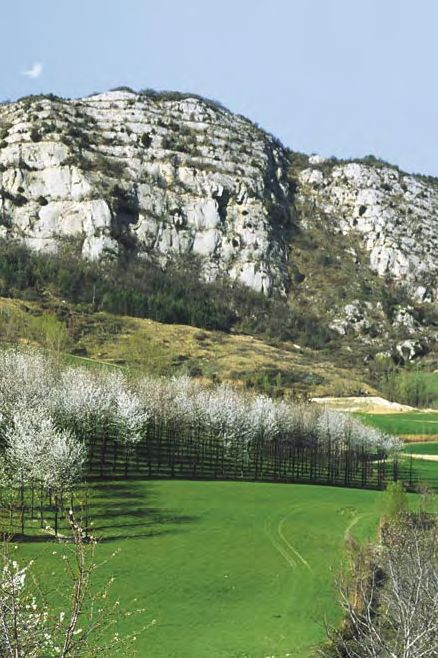
Parco regionale della Vena del Gesso Romagnola

Anche la fauna è stata molto impoverita dalle modificazioni dell'ambiente operate dall'uomo: nei campi sono presenti lepri, ricci, fagiani e tanti altri animali, mentre nelle zone umide costiere (specialmente nel Delta del Po) troviamo i fenicotteri rosa anche detti flamingo (Phoenicopterus roseus) gli aironi, anatre, gabbiani e anche nutrie.
Nei boschi dell'Appennino vivono la maggior parte delle specie censite, come numerosi uccelli, volpi, tassi, istrici, cervi, caprioli, daini, mufloni, cinghiali, lupi e scoiattoli. Oggi la superficie forestale regionale risulta in aumento, a causa dei rimboschimenti e dell'abbandono delle colture nelle aree meno remunerative che sta portando a una ricolonizzazione da parte della vegetazione.

#### Fascia pianeggiante
La pianura rientra nella fascia del tipico clima medio europeo, fattore riscontrabile anche dalla flora presente: gli alberi qui più comuni sono latifoglie decidue come il pioppo nero, il pioppo bianco, gli ontani, i salici, la farnia, l'olmo e il carpino bianco. Tutte queste sono specie mesofile, tipiche di molte aree dell'Europa centrale e orientale. La Pianura Padana è infatti una delle zone più meridionali del continente dove si rinvengono queste tipologie forestali, di cui il querco-carpineto a Quercus robur e Carpinus betulus è l'associazione più rappresentativa e predominante (anche in Emilia-Romagna). Gli unici lembi di vegetazione mediterranea residuale sono situati lungo la costa adriatica nel Bosco della Mesola (provincia di Ferrara, dove troviamo relitti di piante di leccio) e nella Pineta di Ravenna (dove però il pino domestico è stato introdotto dagli Etruschi e dai Romani).

#### Fascia collinare e montana
La porzione del territorio regionale che dalle prime colline prospicienti la pianura si estende fino al piano montano inferiore (700-800 metri) è contraddistinta dalla presenza di boschi misti di latifoglie decidue. Questo ampio settore è la sede naturale di formazioni costituite da querce, castagni e altre specie arboree a foglia caduca quali aceri, tigli, carpini, ciliegi, sorbi e frassini. Si tratta di una vegetazione meso-termofila che è ben adattata al clima temperato-mite tipico di queste zone basso-appenniniche.
Estese superfici boschive di tale fascia si presentano oggi come castagneti e non più come querceti: fu infatti l'uomo che in tempi passati diffuse progressivamente il castagno (Castanea sativa) sostituendolo alle querce e alle altre specie arboree spontanee.
Molte delle componenti floristiche dei castagneti e querceti dell'Emilia-Romagna appartengono alla flora delle foreste di latifoglie decidue dell'Europa centrale (per esempio rovere, acero campestre e tiglio) mentre altre fanno parte dei boschi decidui dell'Europa sud-orientale mesoterma (cerro, carpino nero, orniello).

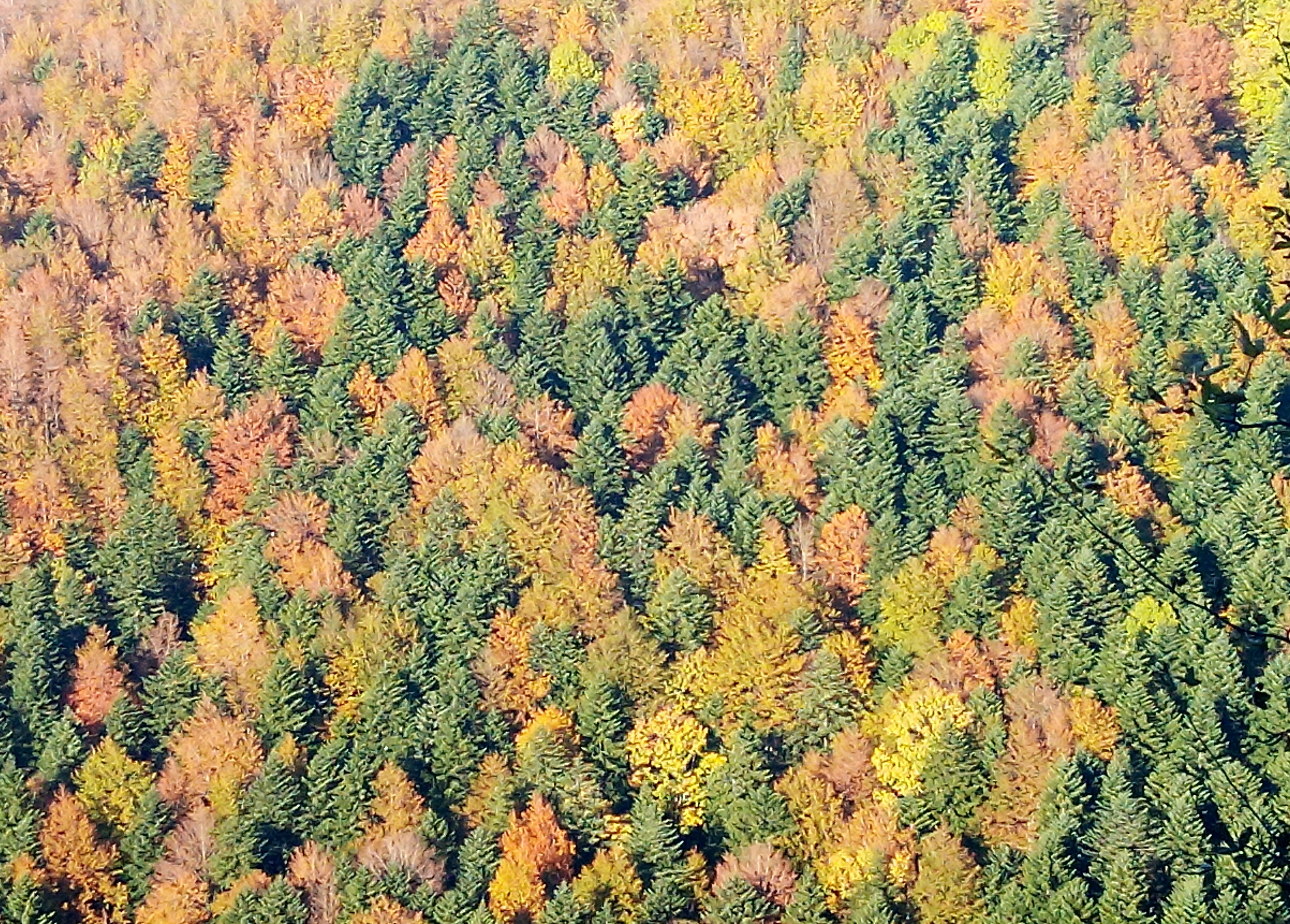
Colori autunnali delle Foreste Casentinesi

In Appennino sono presenti inoltre numerosi rimboschimenti di conifere esotiche ed europee, soprattutto in ex coltivi abbandonati e vecchi pascoli. Nella parte della regione propriamente collinare (per le zone vallive e inferiori fino a circa 500 metri di altitudine) si rinvengono, nei boschi, alcune specie termofile che sono assenti a quote più elevate.
Tra le sud-europee spiccano il pungitopo e la piracanta, mentre tra quelle che differenziano la parte superiore dei querceti (piano alto-collinare) va ricordato il sorbo montano. Questa fascia delle colline è caratterizzata da specie mesofile, termofile e xerofile differenziate e disposte sulla base dell'esposizione dei versanti e dell'altitudine. Specie tipiche mediterranee si trovano qui assai raramente, solo su rupi ben esposte al sole nei versanti meridionali e in particolari condizioni.
Nell'Appennino emiliano, in zone alto-collinari e submontane, vivono le popolazioni di pino silvestre più a sud d'Italia: grandi esemplari di questo albero tipico delle aree alpine e boreali si possono rinvenire nel parmense e anche nel bolognese (Parco storico di Monte Sole). Queste formazioni sono relitti di epoche più fredde che si sono conservati in zone dove il clima risulta loro più idoneo.
Essendo la fascia collinare caratterizzata da foreste di latifoglie decidue termofile, varie discussioni hanno riguardato l'inquadramento vegetazionale di tali aree, se inserirle ossia nell'orizzonte mediterraneo mesofilo o in quello propriamente temperato. Molte sono le tesi contraddittorie ma generalmente, dato l'inquadramento climatico continentale e i corteggi floristici differenti rispetto a quelli delle foreste dell'Italia centro-meridionale, la maggior parte dei botanici tende oggi a inserire queste formazioni tra le temperate centro-europee. Salendo di quota nella fascia prettamente montana dell'Appennino, tra gli 800 e i 1800 m, troviamo estese e diffuse faggete (oltre 100 000 ettari in tutta l'Emilia-Romagna) non di rado con conifere: rimane infatti discretamente conservato l'abete bianco, rinvenibile in foreste miste o abetine pure dagli 800 m ai 1700 m e oggi protetto in varie riserve e nei due parchi nazionali della regione. Presente inoltre l'abete rosso in nuclei relitti spontanei lungo il confine con la Toscana. Al superare dei 1 800 metri sul livello del mare abbiamo il limite superiore della vegetazione arborea, con la dominanza delle brughiere di mirtilli, prati e pascoli.

#### Fascia costiera

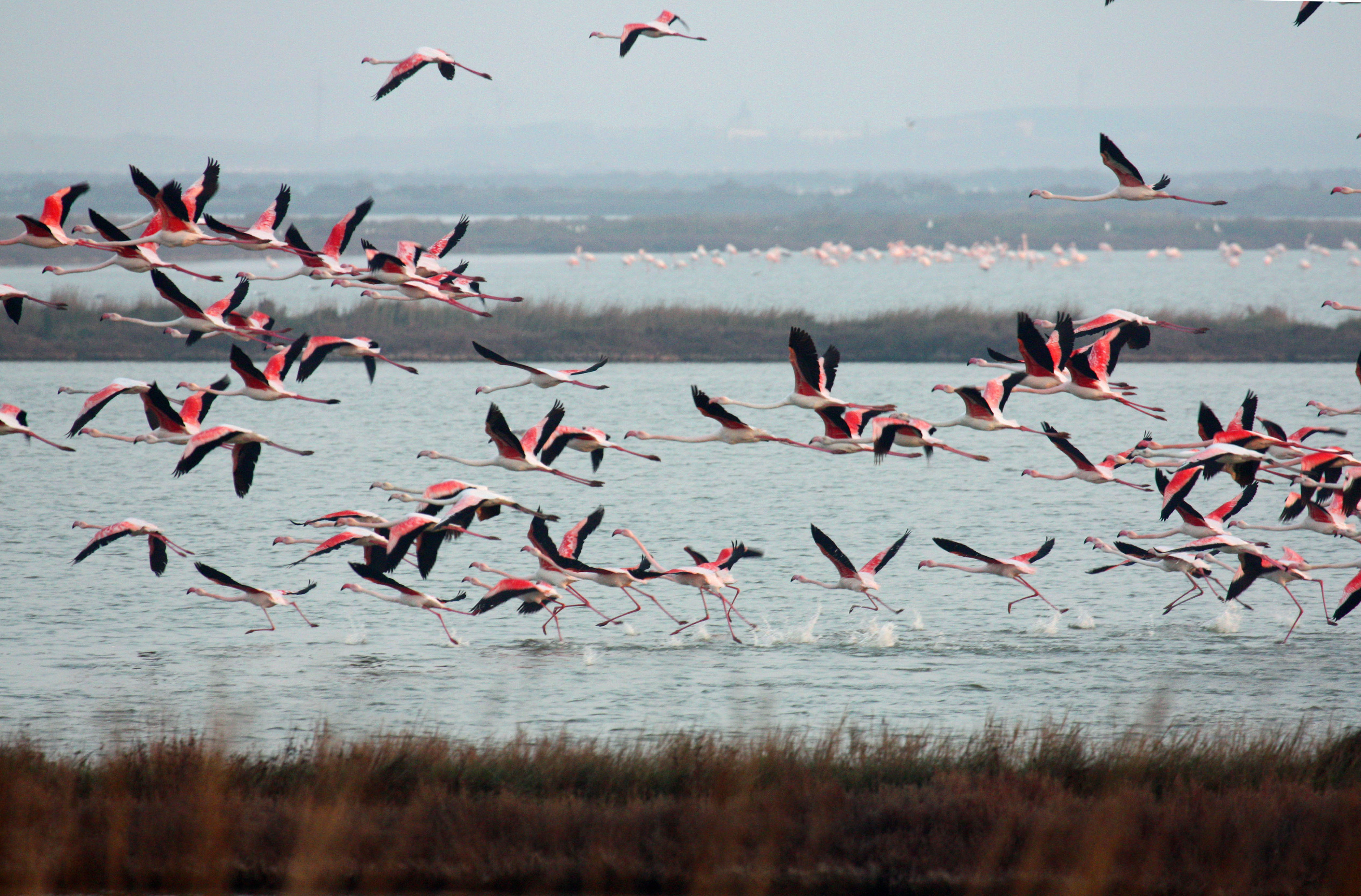
Fenicotteri rosa (Phoenicopterus roseus) in volo nel Parco regionale del Delta del Po dell'Emilia-Romagna, Valli di Comacchio (FE)

La vegetazione presente negli ambienti costieri dell'Emilia-Romagna è caratterizzata da specie vegetali psammofile e specie alofile.
Le specie psammofile sono in grado di sopravvivere su suoli sabbiosi a scarsa ritenzione idrica e caratterizzano gli ambienti della spiaggia e delle dune che solitamente presentano valori di salinità poco elevati grazie al dilavamento operato dall'acqua piovana. Le specie alofile sono invece tolleranti a elevati valori di salinità e sono quindi tipiche delle zone umide salmastre. Molto importante risulta l'area deltizia del Po, in particolar modo per quanto riguarda la flora e per la ricca e rara avifauna qui presente (fenicotteri rosa).

### Aree protette
In Emilia-Romagna troviamo due importanti parchi nazionali situati in Appennino, varie riserve statali e regionali nonché numerose altre zone tutelate dalla Rete Natura 2000 e non solo. La provincia di Ferrara è quella con la maggior percentuale di superficie soggetta a salvaguardia. Le principali aree protette sono:
- Parco nazionale delle Foreste Casentinesi, Monte Falterona e Campigna
  - Riserva naturale integrale Sasso Fratino: situata interamente all'interno del Parco nazionale delle Foreste Casentinesi (in provincia di Forlì-Cesena, nel versante romagnolo) questa riserva naturale integrale gestita dallo stato è oggi Patrimonio Mondiale dell'Umanità tra le faggete vetuste europee all'interno del sito seriale "Foreste primordiali dei faggi dei Carpazi e di altre regioni d'Europa"[18].
- Parco nazionale dell'Appennino Tosco-Emiliano
- Parco regionale del Corno alle Scale
- Parco regionale dell'Alto Appennino Modenese
- Parco regionale della Vena del Gesso Romagnola
- Parco regionale del Delta del Po dell'Emilia-Romagna: di notevole importanza biologica in quanto ospita l'unica popolazione nidificante di fenicottero rosa del centro-nord Italia e molteplici specie vegetali tipiche delle zone umide.

## Storia
L'Emilia-Romagna comprende due realtà storico-geografiche distinte: l'Emilia e la Romagna, che corrispondono rispettivamente all'antica area Ducale longobarda e all'antica area Bizantina e poi Pontificia. Anticamente tutta la Pianura Padana ha avuto il nome di Longobardia (o Lombardia) per più di 1 200 anni, come riporta l'esempio della città di Reggio Emilia chiamata "Reggio di Lombardia" fino all'Unità d'Italia o la stessa località di Massa Lombarda (RA) che ancora oggi lo riporta nel toponimo comunale. I territori della regione padana hanno avuto vicissitudini e destini intrecciati a partire dall'insediamento gallico (Gallia Cisalpina) e successiva conquista romana (come provincia senatoria) fino alla fine del Regno Longobardo. Fu solo a partire dal IX secolo che le cose cominciarono a cambiare: la Romagna divenne soggetta al dominio teocratico papale mentre l'Emilia all'autorità comunale e ducale. Da quel periodo in poi le due aree, così come tutta la Pianura, furono teatro per secoli di guerre sanguinose tra fazioni filo-papali (Guelfi) e filo-imperiali (Ghibellini). Dopo il breve periodo napoleonico della Repubblica Cisalpina i Ducati esistettero fino all'Unità d'Italia, quando l'autorità Ducale fu sostituita con quella del nuovo Re. Parallelamente il territorio pontificio della Romagna fu tolto al Papa. Emilia e Romagna entrarono infine a far parte del nuovo Stato Italiano simultaneamente, per volere dell'allora dittatore Carlo Farini che le unificò al Regno di Sardegna, poi Regno d'Italia, il 30 novembre 1859.

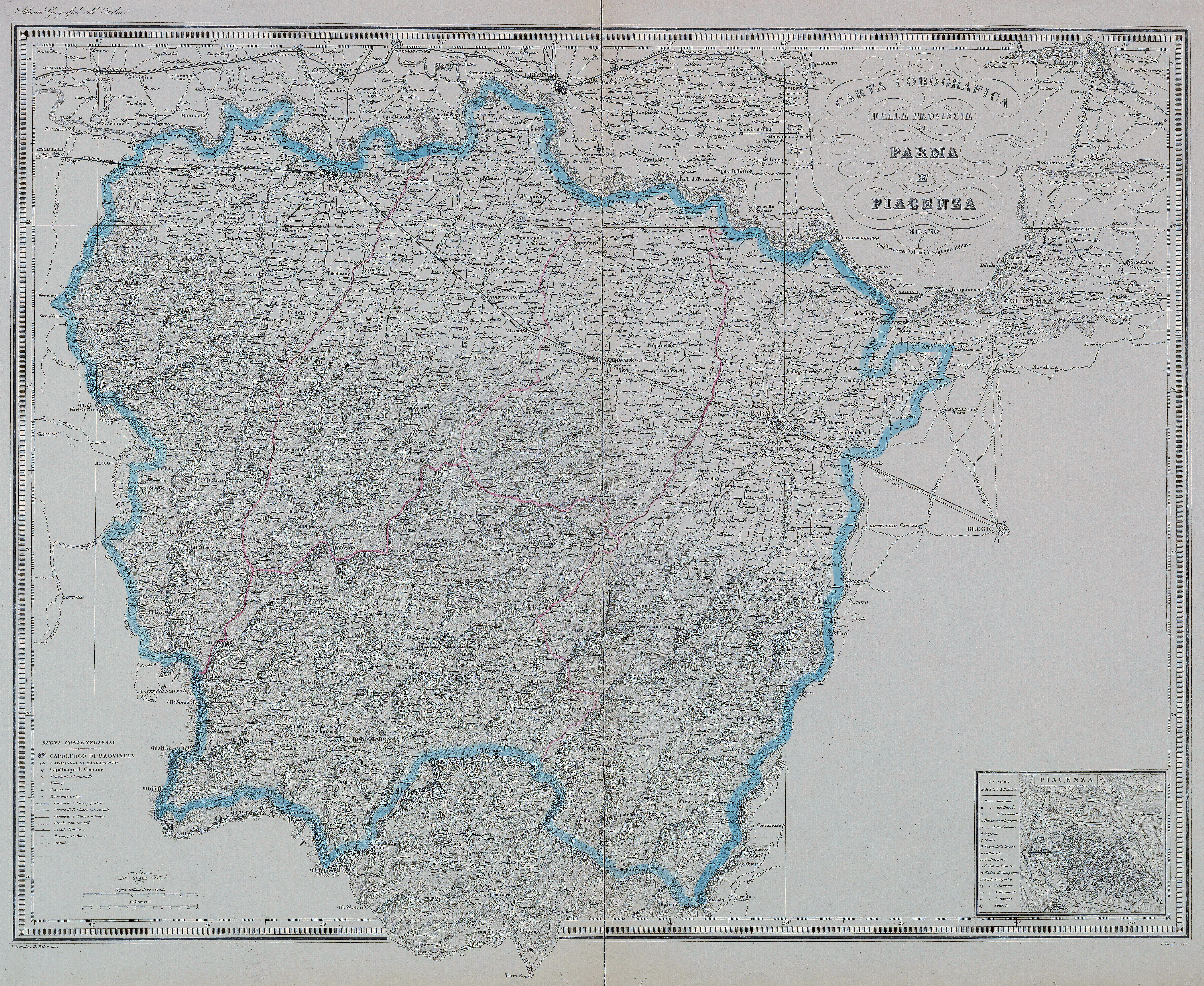
L'ex-ducato di Parma e Piacenza all'indomani dell'annessione al Regno d'Italia
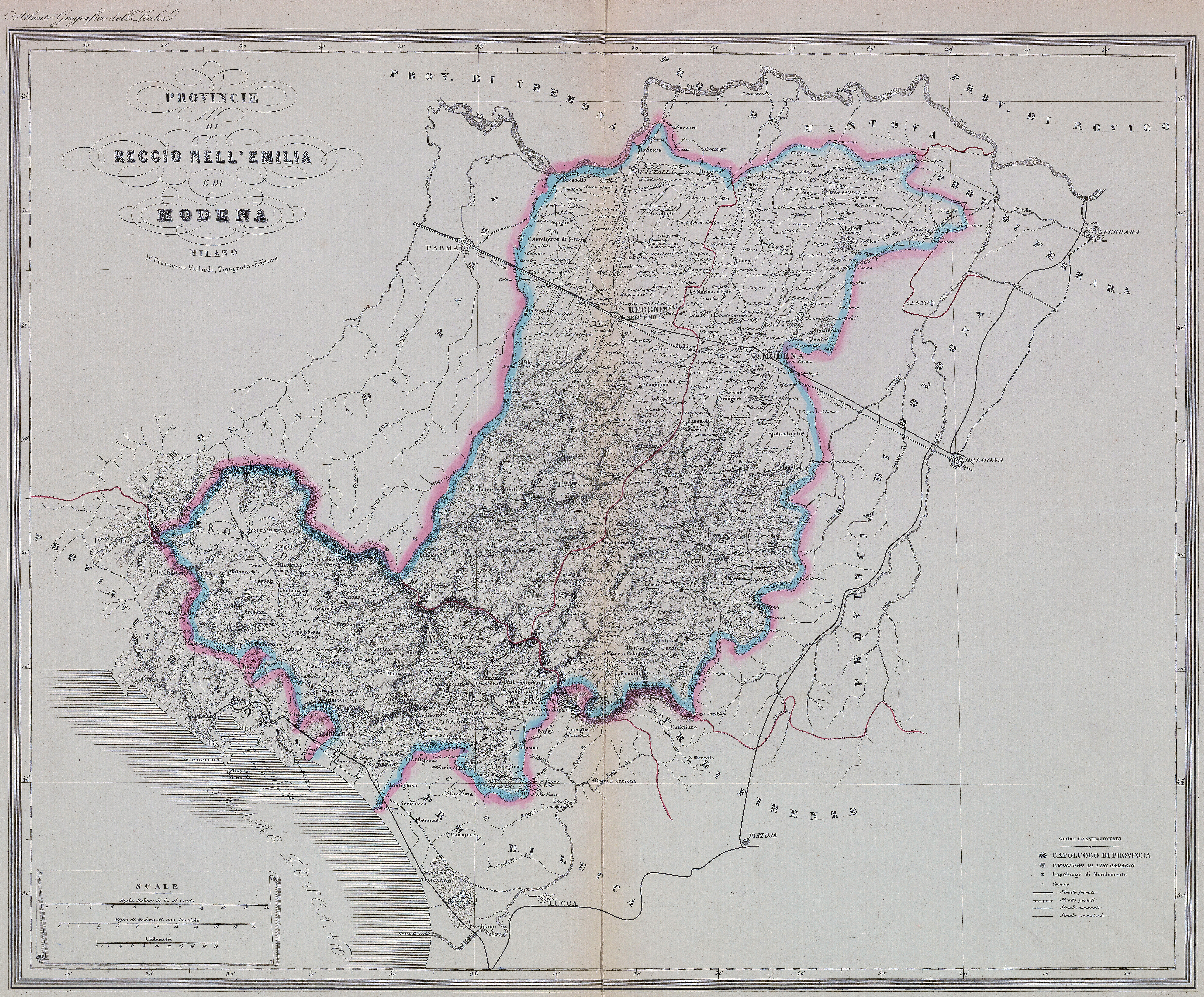
L'ex-ducato di Modena e Reggio all'indomani dell'annessione al Regno d'Italia
La Legazione delle Romagne all'interno dello Stato Pontificio
Il compartimento statistico dell'Emilia all'interno del Regno d'Italia

### Storia dell'Emilia

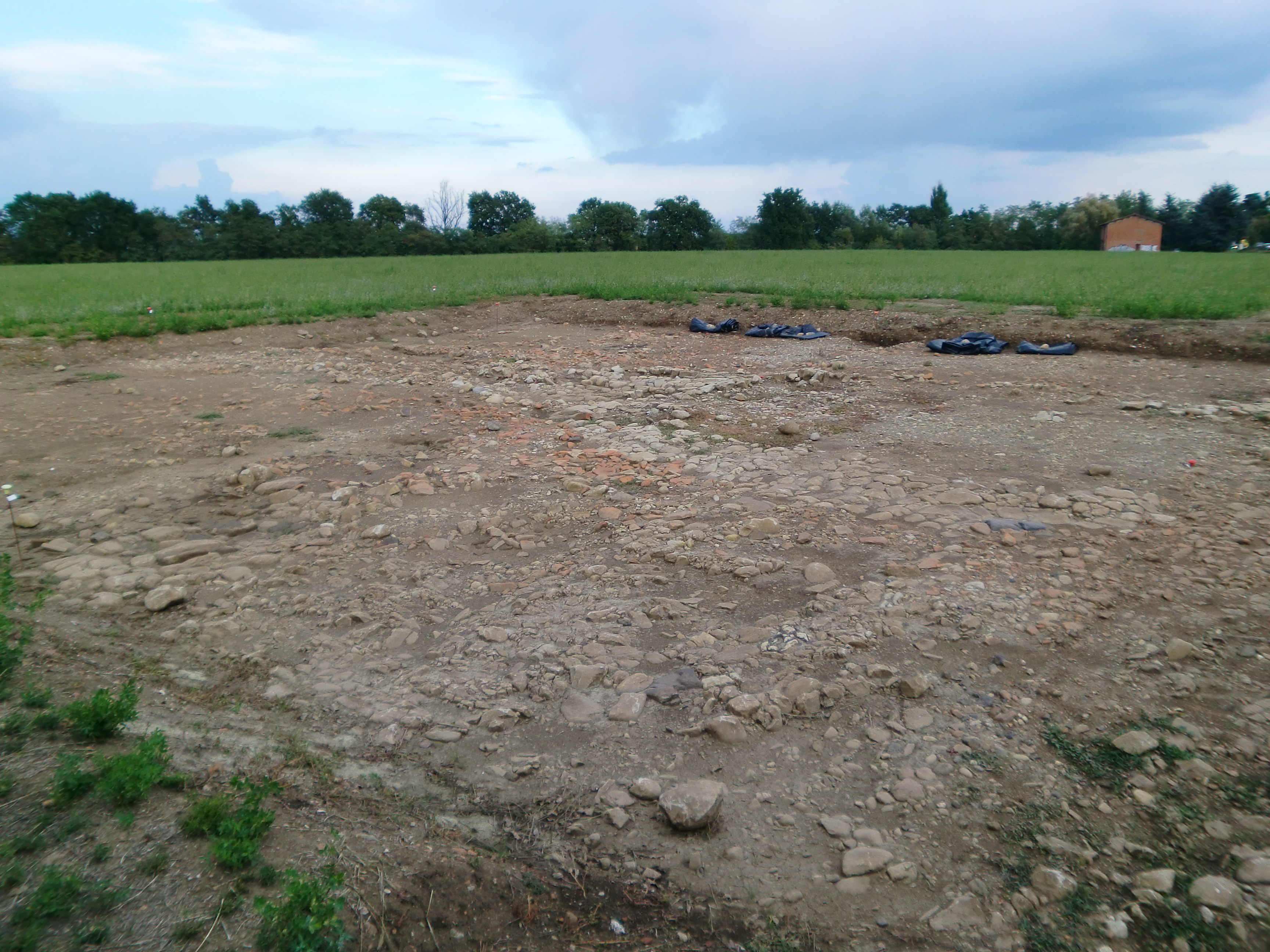
Resti della via Emilia a Claterna

Le principali popolazioni italiche insediatesi in Emilia nei tempi antichi furono quella degli Etruschi, come testimoniato da numerose città da essi fondate, tra le quali Felsina (Bologna), Parma, Spina e quella dei Celti, stanziati anche in numerose altre aree dell'Italia Settentrionale. A partire dal III secolo a.C. i Romani presero possesso del territorio, imponendosi sulle tribù celtiche. Già nel primo periodo della dominazione romana venne costruita, per volontà del console Marco Emilio Lepido, la via Emilia (187 a.C.), da cui oggi la regione prende il nome. Tale arteria viaria fu importante per l'intensificarsi del commercio e sul suo tragitto sorsero fiorenti centri urbani come Mutina (Modena, già di origine etrusca), Placentia (Piacenza), Fidentia (Fidenza) e Regium Lepidi (Reggio Emilia).
Con la caduta dell'impero romano d'Occidente nel 476 d.C., l'intera penisola Italica fu in balia delle invasioni delle varie popolazioni barbare, provenienti dal nord Europa. Nel corso del VI secolo d.C. l'Emilia, come gran parte del territorio italiano venne assoggettata dai Longobardi, mentre la vicina Romagna rimase, invece, per lungo tempo sotto il controllo bizantino. Seguendo il modello amministrativo longobardo, anche nella regione vennero creati una serie di ducati, tra cui spiccavano quello di Parma, quello di Piacenza, quello di Modena, quello di Reggio Emilia e quello di Persiceto. Bologna, invece, entrerà sotto il controllo longobardo solo nel 728.
Ai Longobardi si susseguirono, successivamente, i Franchi, chiamati in Italia da papa Stefano II. In questo periodo l'Emilia entrò nell'orbita del Sacro Romano Impero e il suo territorio venne suddiviso in una serie di feudi.

Enrico IV davanti a Matilde di Canossa e Ugo di Cluny

Particolarmente estesi nella regione erano i possedimenti della famiglia dei Canossa, che dal 1076 divennero patrimonio della grancontessa Matilde. Durante la lotta per le investiture dell'XI secolo, che coinvolse papato e impero, il castello di Canossa fu sede di uno dei principali e più significativi eventi di tale fase storica: l'umiliazione di Enrico IV. L'imperatore, infatti, scomunicato nel 1076 dal pontefice Gregorio VII, nel gennaio del 1077 si recò da quest'ultimo, ospite di Matilde, per chiedere la revoca di quel provvedimento. La riconciliazione tra i due avvenne dopo numerose trattative (mediate da vari esponenti politici e del clero, tra cui la stessa contessa) e la permanenza davanti al castello per tre giorni, di Enrico, vestito in abiti da penitente.

Dal XII secolo in poi numerose entità cittadine emiliane si costituiranno come comuni che, via via, si andranno a sostituire ai precedenti sistemi amministrativi di stampo feudale. Il comune che ebbe più prestigio e potere sul territorio fu Bologna, dove, nel 1088, venne fondata la celebre Università, la più antica in Europa. Molti comuni emiliani, sempre in questo periodo, aderirono alla Lega Lombarda che si oppose al progetto dell'imperatore Federico Barbarossa di restaurare un forte potere centrale nell'Italia settentrionale.

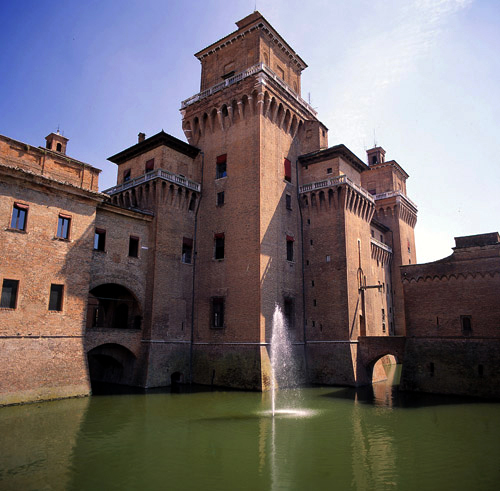
Castello Estense, Ferrara

Nel corso dei secoli successivi molte città passarono da un governo di tipo comunale a forme di governo signorili. Un esempio ne è Ferrara che, sotto il governo degli Estensi, acquistò notevole prestigio, diventando anche uno dei centri culturali più importanti dell'Umanesimo e del Rinascimento italiano (presso la corte estense operarono infatti intellettuali del calibro di Matteo Maria Boiardo, Ludovico Ariosto e Torquato Tasso).

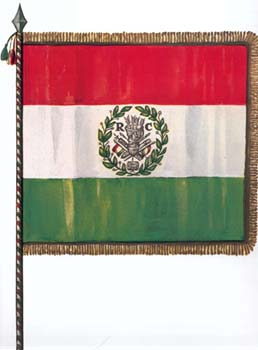
Bandiera della Repubblica Cispadana

L'intera Emilia, nel corso dei secoli successivi, mantenne un assetto politico su cui spiccavano principalmente le potenze politiche dei Ducati di Ferrara, di Modena e Reggio e di Parma e Piacenza.
A partire dal 1796, con l'arrivo delle truppe francesi di Napoleone Bonaparte, vennero create nell'Italia settentrionale una serie di repubbliche, dipendenti da quella francese, che tra i vari territori annoveravano anche quello emiliano, compreso nella Repubblica Cispadana (formata dal Ducato di Modena con la città di Reggio Emilia e la Repubblica Bolognese). Successivamente essa venne unita a quella Transpadana (corrispondente con il precedente ducato di Milano), andando così a costituire la Repubblica Cisalpina che ebbe come bandiera il Tricolore, nato per l'appunto a Reggio nel 1796.
In seguito al Congresso di Vienna del 1815 nella regione viene ristabilito l'antico sistema amministrativo che cadrà solo nel 1860 con l'annessione al Regno di Sardegna a seguito di plebisciti.
Evento particolarmente rilevante della storia emiliana nella seconda guerra mondiale fu la strage di Marzabotto, in cui vennero uccisi 1 830 civili, da parte delle truppe tedesche, in repressione della guerriglia partigiana, nel 1944, quando ormai le truppe alleate si accingevano a liberare definitivamente l'Italia del Nord.
Nel 1947 l'Emilia divenne, assieme alla Romagna, la regione Emilia-Romagna.

### Storia della Romagna
Fra le prime popolazioni che si insediarono nell'area compaiono Umbri ed Etruschi. In un secondo momento il territorio corrispondente all'attuale Romagna venne poi conquistato da alcune tribù celtiche provenienti dal nord Europa, tra cui i Lingoni, i Senoni e i Boi (IV secolo a.C.). 

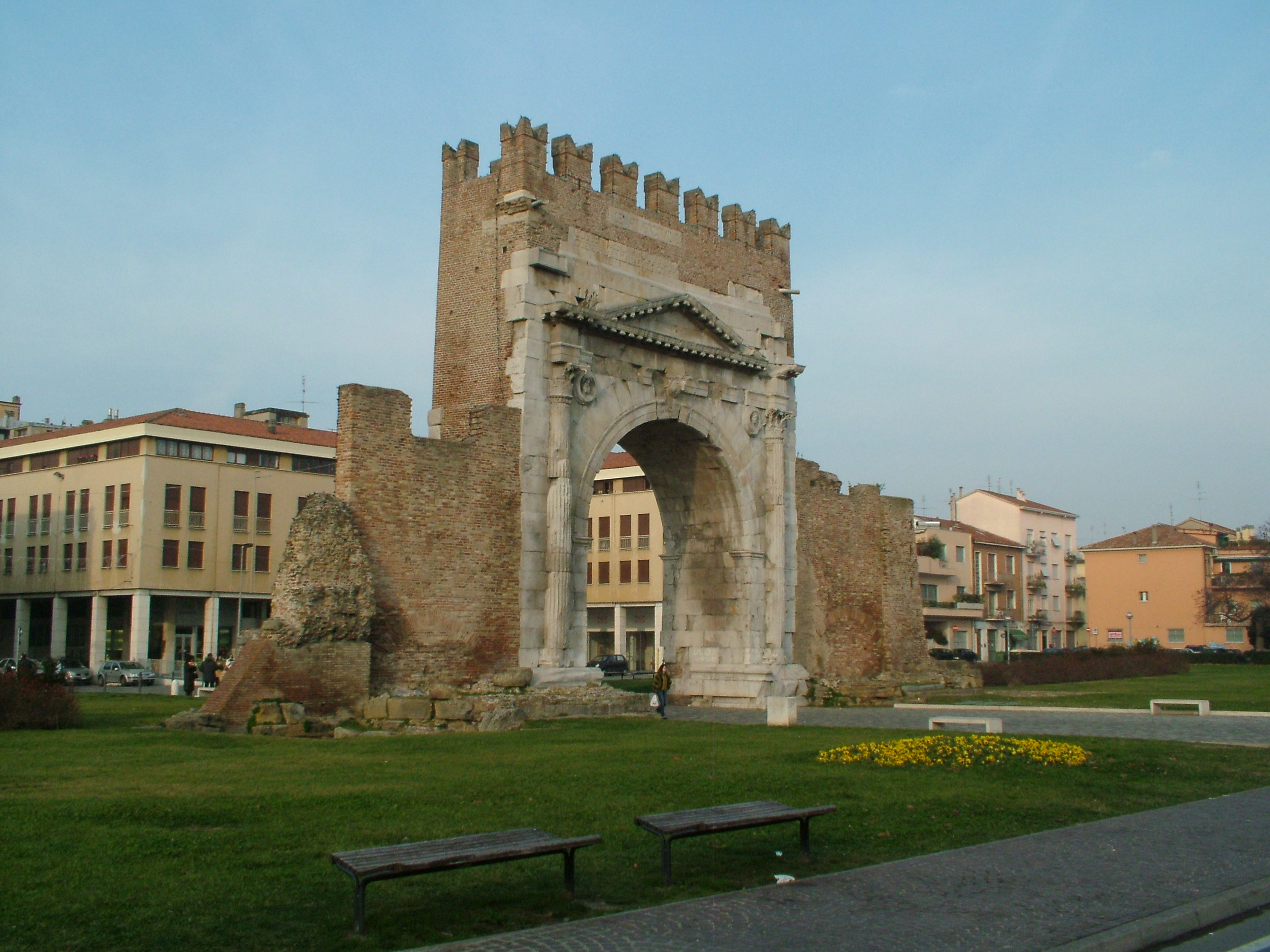
L’Arco di Augusto a Rimini

Nel III secolo a.C., in seguito a una serie di scontri, le popolazioni celtiche che occupavano la regione vennero sconfitte dai Romani i quali incominciarono a esercitare il loro dominio sulla regione. Numerosi sono i segni della dominazione romana, tra cui la fondazione di diverse città, tra le quali si possono ricordare Ariminum, Faventia, Forum Livii, Forum Cornelii, Forum Popili, rispettivamente le odierne Rimini, Faenza, Forlì, Imola e Forlimpopoli.

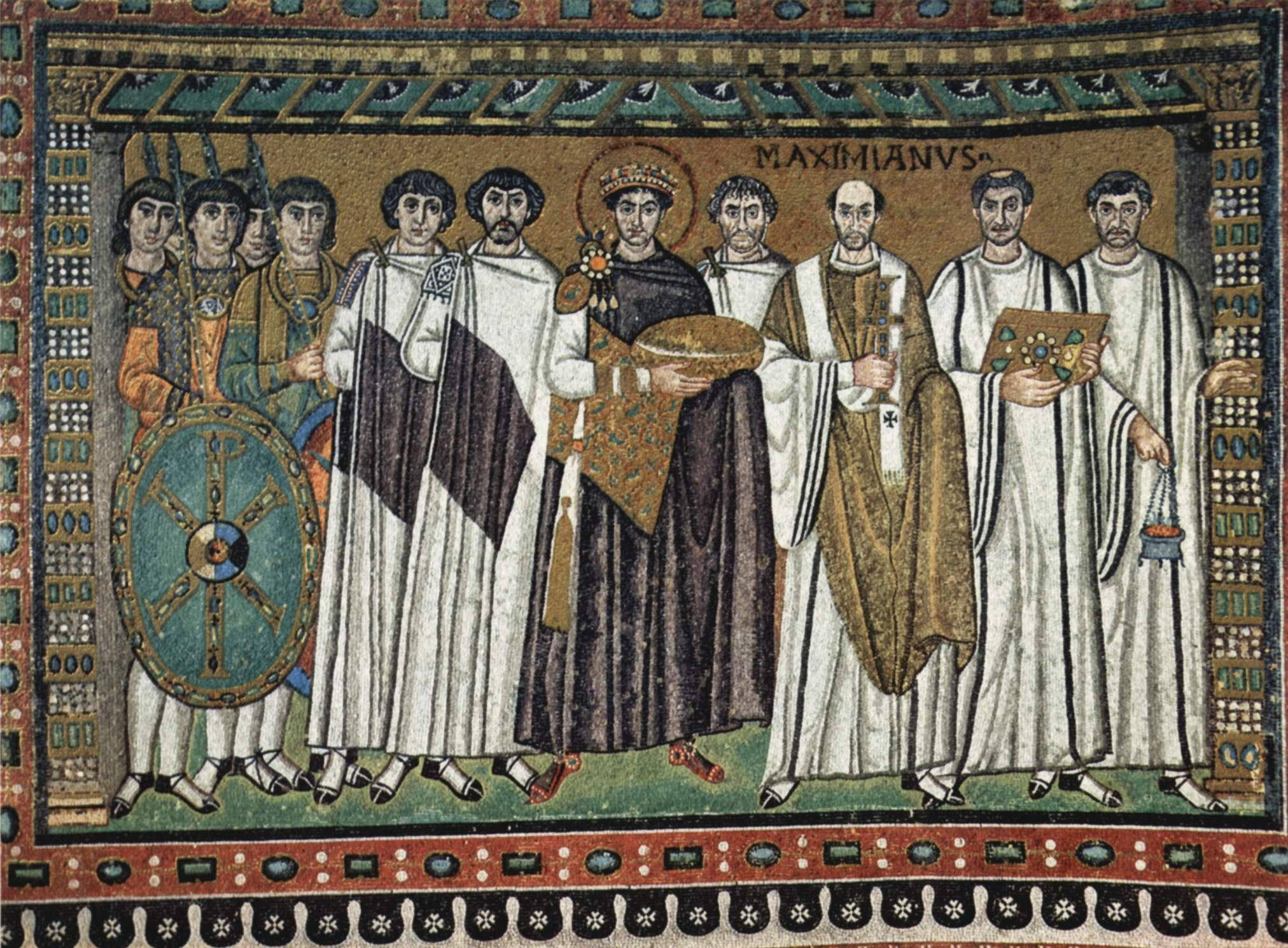
Mosaico raffigurante l’imperatore Giustiniano e il suo seguito. Basilica di San Vitale (Ravenna)

In epoca tardo-repubblicana il fiume Rubicone venne assunto come punto di riferimento per sancire il confine tra l'Italia e la provincia della Gallia Cisalpina. Importante avvenimento storico che consacrò tale corso d'acqua fu il suo attraversamento da parte di Giulio Cesare e il suo esercito il 10 gennaio del 49 a.C., alla fine delle campagne galliche. Tale evento sancì l'inizio della seconda guerra civile romana. Si tramanda che proprio in quell'occasione il celebre condottiero romano pronunciò la frase, ormai divenuta proverbiale, “Alea iacta est”.
Nel I secolo a.C., in età imperiale, Ottaviano Augusto pose presso Ravenna il principale presidio navale militare dell'Adriatico. Ciò andò ad accrescere il prestigio e la ricchezza della città. Proprio in virtù del fatto che il porto ravennate in età tardo-antica era divenuto il maggiore punto di contatto con la nuova capitale dell'impero d'Oriente, Costantinopoli, Ravenna, nel 402 d.C., divenne capitale dell'impero Romano d'Occidente, per volontà dell'imperatore Onorio. La presenza di paludi attorno alla città rendeva, inoltre, il luogo più sicuro per difendersi dagli attacchi dei Visigoti di Alarico, rispetto alla precedente capitale Milano.
Nel 476, sempre a Ravenna, venne deposto da Odoacre, re degli Eruli, il giovane Romolo Augusto, considerato l'ultimo imperatore romano d'Occidente. A Odoacre, seguirono, poi gli Ostrogoti di Teodorico.
Nel corso del VI secolo l'imperatore d'Oriente Giustiniano avviò una serie di campagne militari, per riprendere possesso di numerosi territori dell'impero d'Occidente caduti in mano a varie popolazioni barbare (Guerra gotica (535-553)). Tra i vari territori che i Bizantini riuscirono a prendere figura anche parte della Romagna e delle Marche settentrionali. Tali domini vennero, così, riuniti in un protettorato denominato Esarcato, con capitale Ravenna. Fu proprio in questo periodo, inoltre, che la regione acquistò il nome di Romagna, dal latino (e greco) Romania (designazione allora informale dell'impero). Tale termine differenziava, infatti, i possedimenti dell'impero romano d'Oriente dai territori occupati dai Longobardi, i quali detenevano il controllo di gran parte della penisola italica. L'Esarcato cadrà, infine, nel 751, proprio per mano di quest'ultima popolazione.
Nello stesso periodo, il pontefice Stefano II, temendo che i Longobardi potessero impossessarsi di Roma, chiamò in suo aiuto i franchi di Pipino il Breve, i quali sconfissero i Longobardi e cedettero allo Stato Pontificio i territori appartenuti all'impero d'Oriente, tra cui, appunto la Romagna.

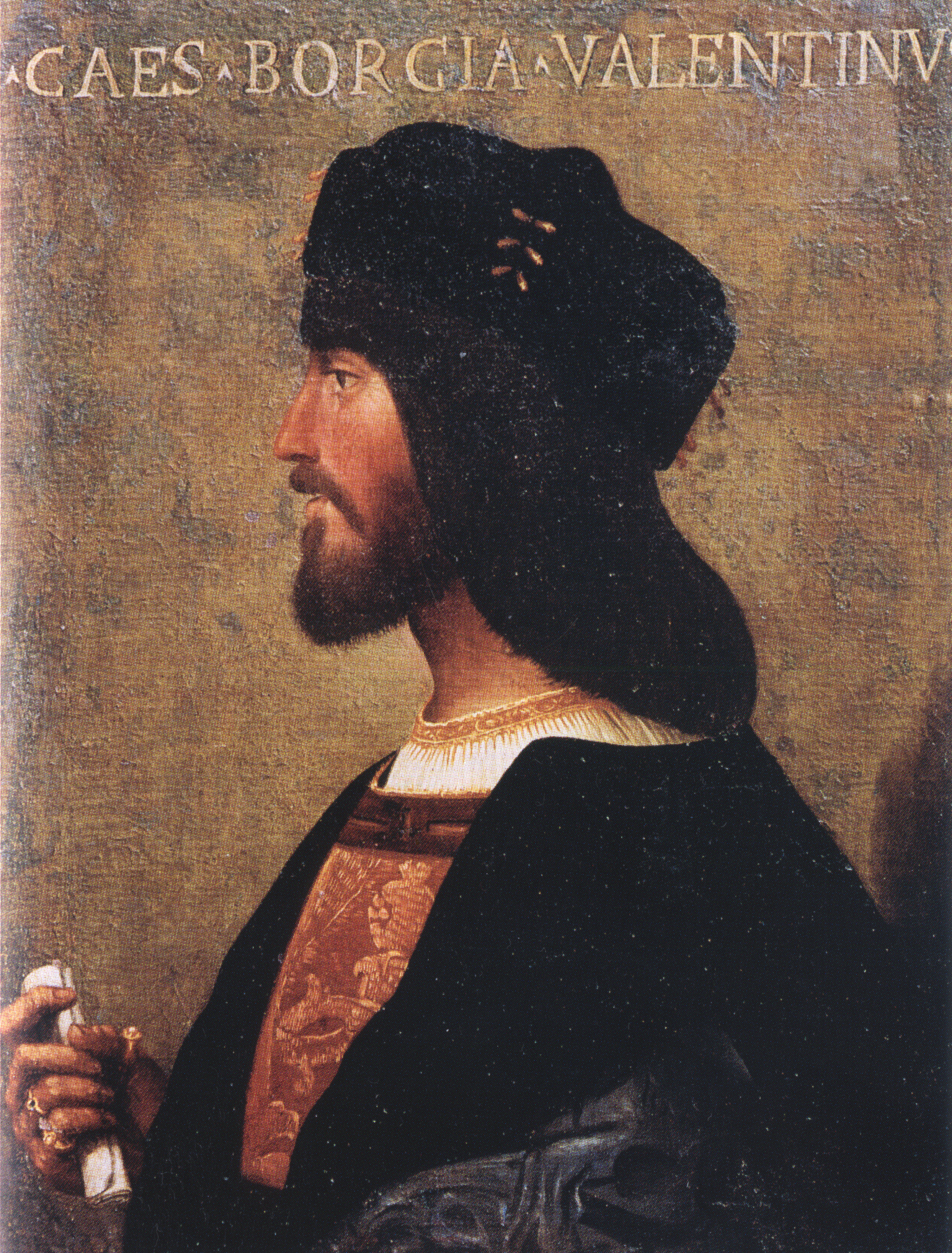
Cesare Borgia, duca di Romagna

A partire dal XII secolo, analogamente a quanto accadeva in numerose realtà cittadine dell'Italia centro-settentrionale, anche in varie realtà della Romagna furono adottate istituzioni comunali, che in seguito, a distanza di pochi secoli, si muteranno in signorie o principati.
Nel 1499, grazie a una serie di azioni militari, il figlio di papa Alessandro VI, Cesare Borgia, riuscì a prendere possesso della regione, sconfiggendo i signori locali, da tempo in lotta tra loro, diventando così duca di Romagna. Alla morte del padre, tuttavia, il Borgia non sarà più in grado di mantenere il controllo dei territori conquistati che nel 1507 saranno riannessi allo Stato Pontificio.

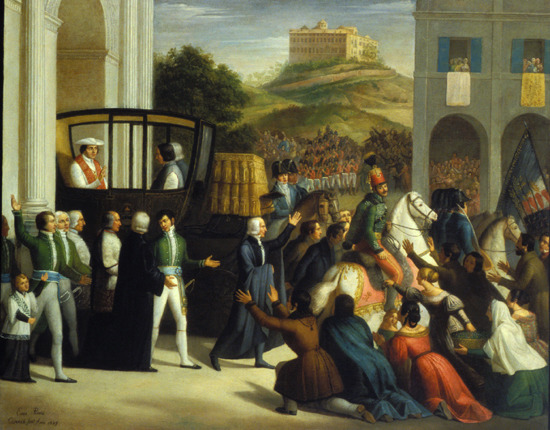
Il papa Pio VII entra a Cesena, sua città natale, dopo la caduta di Napoleone. Dipinto di Enea Peroni

Il territorio romagnolo rimarrà in mano al Pontefice fino al 1796, anno dell'invasione napoleonica. Caduto Napoleone e con il Congresso di Vienna del 1815, tuttavia, la regione ritornerà allo Stato della Chiesa.
Con i plebisciti dell'11 e del 12 marzo 1860 i territori della Romagna vennero ufficialmente annessi al Regno di Sardegna che l'anno successivo sarebbe divenuto Regno d'Italia.
Nel corso del secondo conflitto mondiale, nella primavera del 1944, l'esercito tedesco stabilì, in territorio romagnolo, una linea di difesa che costituiva la frontiera tra l'Italia ormai liberata dagli alleati e la Pianura Padana: la Linea Gotica, che da Rimini giungeva fino a La Spezia. Successivamente, sfondata la Linea Gotica, numerose città vennero liberate. Le ultime città a essere definitivamente liberate furono quelle ubicate a nord del fiume Senio, in cui gli alleati giunsero solo nella primavera del 1945.

## Società

### Evoluzione demografica
Al momento dell'Unità d'Italia l'Emilia-Romagna contava circa 2 100 000 abitanti. La popolazione è cresciuta costantemente fino alla metà del XX secolo, dopodiché si è registrato un lieve calo; negli ultimi tre decenni il numero di abitanti ha registrato nuovamente un deciso incremento (grazie anche all'immigrazione) e oggi il totale dei residenti ammonta a 4 467 082 persone (dato 2024).

### Città principali
L'Emilia-Romagna è la seconda regione (dopo la Campania) con il maggior numero di città ai primi posti in Italia per popolazione, con nove comuni che contano oltre 100 000 abitanti.
Segue un elenco dei dieci principali comuni ordinati per numero di abitanti:
| Posizione | Posizione in Italia | Comune di     | Popolazione (abitanti) | Superficie (km²) | Densità (ab./km²) | Altitudine (m s.l.m.) | Provincia |
| --------- | ------------------- | ------------- | ---------------------- | ---------------- | ----------------- | --------------------- | --------- |
| 1º        | 7º                  | Bologna       | 391 601                | 140,86           | 2 800,67          | 54                    | BO        |
| 2º        | 16º                 | Parma         | 199 203                | 260,77           | 747,70            | 57                    | PR        |
| 3º        | 20º                 | Modena        | 184 873                | 183,23           | 1 014             | 34                    | MO        |
| 4º        | 21º                 | Reggio Emilia | 172 858                | 231,56           | 746,39            | 58                    | RE        |
| 5º        | 24º                 | Ravenna       | 156 413                | 652,89           | 245               | 4                     | RA        |
| 6º        | 26º                 | Rimini        | 150 895                | 134,52           | 1 042             | 5                     | RN        |
| 7º        | 29º                 | Ferrara       | 129 257                | 404,36           | 333               | 9                     | FE        |
| 8º        | 38º                 | Forlì         | 117 758                | 228,19           | 509               | 34                    | FC        |
| 9º        | 43º                 | Piacenza      | 103 666                | 118,46           | 859               | 61                    | PC        |
| 10º       | 49º                 | Cesena        | 95 774                 | 249,47           | 383               | 44                    | FC        |

Elenco di altri comuni superiori ai 20 000 abitanti:
| Posizione | Comune di                 | Popolazione (abitanti) | Superficie (km²) | Densità (ab./km²) | Altitudine (m s.l.m.) | Provincia |
| --------- | ------------------------- | ---------------------- | ---------------- | ----------------- | --------------------- | --------- |
| 11º       | Carpi                     | 73 644                 | 131,14           | 527               | 26                    | MO        |
| 12º       | Imola                     | 69 490                 | 204,96           | 338               | 26                    | BO        |
| 13º       | Faenza                    | 58 755                 | 215,72           | 264               | 35                    | RA        |
| 14º       | Sassuolo                  | 41 173                 | 38,56            | 1 076             | 121                   | MO        |
| 15º       | Cento                     | 35 700                 | 64,80            | 534               | 15                    | FE        |
| 16º       | Casalecchio di Reno       | 35 390                 | 17,37            | 2 031             | 61                    | BO        |
| 17º       | Formigine                 | 34 475                 | 46,82            | 707               | 82                    | MO        |
| 18º       | Riccione                  | 34 372                 | 17,11            | 2 059             | 12                    | RN        |
| 19º       | Castelfranco Emilia       | 33 557                 | 101,31           | 301               | 42                    | MO        |
| 20º       | Lugo                      | 32 162                 | 116,92           | 280               | 12                    | RA        |
| 21º       | San Lazzaro di Savena     | 32 851                 | 44,70            | 694               | 62                    | BO        |
| 22º       | Valsamoggia               | 32 211                 | 178,13           | 168,81            | 93                    | BO        |
| 23º       | Cervia                    | 28 977                 | 82,19            | 347               | 5                     | RA        |
| 24º       | San Giovanni in Persiceto | 28 061                 | 114,40           | 233               | 21                    | BO        |
| 25º       | Fidenza                   | 27 434                 | 95,15            | 266               | 75                    | PR        |
| 26º       | Vignola                   | 26 224                 | 22,70            | 1 062             | 125                   | MO        |
| 27º       | Cesenatico                | 26 014                 | 45,13            | 553               | 2                     | FC        |
| 28º       | Scandiano                 | 25 968                 | 49,81            | 506               | 95                    | RE        |
| 29º       | Correggio                 | 25 228                 | 77,79            | 327               | 31                    | RE        |
| 30º       | Mirandola                 | 24 804                 | 137,00           | 176               | 18                    | MO        |
| 31°       | Santarcangelo di Romagna  | 22 272                 | 45,13            | 461               | 42                    | RN        |
| 32º       | Comacchio                 | 21 887                 | 283,81           | 82                | 0                     | FE        |
| 33º       | Argenta                   | 21 122                 | 311,05           | 71                | 4                     | FE        |
| 34°       | Castel San Pietro Terme   | 20 628                 | 148,48           | 137               | 75                    | BO        |
| 35°       | Salsomaggiore Terme       | 20 598                 | 81,50            | 252               | 157                   | PR        |

#### Fusioni di comuni
Di seguito è riportata la lista delle nuove entità comunali nate a seguito del riordino territoriale messo in atto dal governo regionale, primi esempi in Emilia-Romagna da quando è stato istituito il processo di fusione:
- Istituzione 1º gennaio 2014
- Valsamoggia - fusione comuni Bazzano, Crespellano, Castello di Serravalle, Monteveglio e Savigno (Città metropolitana di Bologna);
- Sissa Trecasali - fusione comuni Sissa e Trecasali (provincia di Parma);
- Poggio Torriana - fusione comuni Poggio Berni e Torriana (provincia di Rimini);
- Fiscaglia - fusione comuni Massa Fiscaglia, Migliaro e Migliarino (provincia di Ferrara).

- Istituzione 1º gennaio 2016
- Ventasso - fusione comuni Busana, Collagna, Ligonchio e Ramiseto (provincia di Reggio Emilia);
- Alto Reno Terme - fusione comuni Granaglione e Porretta Terme (Città metropolitana di Bologna);
- Polesine Zibello - fusione comuni Polesine Parmense e Zibello (provincia di Parma);
- Montescudo-Monte Colombo - fusione comuni Montescudo e Monte Colombo (provincia di Rimini);

- Istituzione 1º gennaio 2017
- Terre del Reno - fusione comuni Mirabello e Sant'Agostino (provincia di Ferrara).

- Istituzione 1º gennaio 2018
- Alta Val Tidone - fusione comuni Caminata, Nibbiano e Pecorara (provincia di Piacenza).

- Istituzione 1º gennaio 2019
- Riva del Po - fusione comuni Berra e Ro (provincia di Ferrara);
- Tresignana - fusione comuni Formignana e Tresigallo (provincia di Ferrara);
- Sorbolo Mezzani - fusione comuni Mezzani e Sorbolo (provincia di Parma).

### Etnie e minoranze straniere
Secondo i dati ISTAT Al 31 dicembre 2019 i cittadini stranieri residenti in regione erano 559 586, le nazionalità più rappresentate erano:
1. Romania: 97 392
2. Marocco: 62 855
3. Albania: 59 583
4. Ucraina: 33 363
5. Cina: 30 066
6. Moldavia: 27 501

### Lingue locali

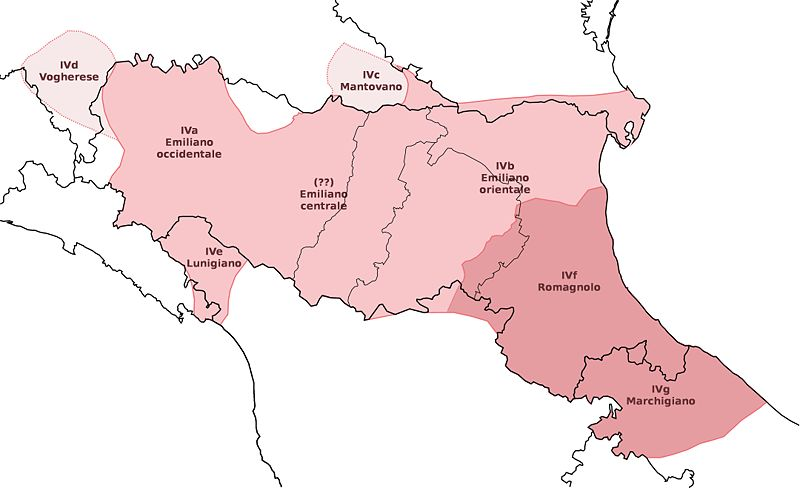
Diffusione dei dialetti emiliani e romagnoli

In Emilia-Romagna sono diffuse tre lingue regionali appartenenti alla famiglia gallo-italica: l'emiliano, il romagnolo e il ligure (in alcuni comuni dell'Appennino piacentino e parmense).
Emiliano e romagnolo si suddividono in numerose varietà linguistiche locali (dialetti) e si estendono oltre i confini regionali e nazionali (Repubblica di San Marino) formando il continuum emiliano-romagnolo.
Nell'ambito accademico italiano, essendo classificati da alcuni autori e linguisti come dialetti romanzi primari, emiliano, romagnolo e ligure sono sovente indicati anche come dialetti, intendendo con questo termine l'accezione di lingua contrapposta a quella ufficiale dello Stato.
La Regione Emilia-Romagna, che non attribuisce alcuno status di ufficialità o forma di riconoscimento alle tre lingue, tutela e valorizza i dialetti del continuum emiliano romagnolo e del ligure tramite apposita legge del 2014. Essi sono così ripartiti:
- Emiliano
  - dialetto bolognese
    - cittadino
    - montano
      - medio
      - alto

    - della pianura
      - occidentale
      - orientale
      - settentrionale

  - dialetto ferrarese
  - dialetto modenese, dialetto carpigiano, dialetto mirandolese e dialetto frignanese
  - dialetto parmigiano
  - dialetto piacentino e dialetto bobbiese
  - dialetto reggiano e dialetto guastallese
- Romagnolo
  - dialetto cesenate
  - dialetto forlivese
  - dialetto ravennate
  - dialetto riminese
  - dialetto sammarinese
  - dialetto gallo-piceno

## Politica
Dal 1º gennaio 1948, ex art. 131 della Costituzione italiana, l'Emilia-Romagna è una regione ad autonomia ordinaria della Repubblica, ma fu solo con la legge n. 281 del 1970 che vennero attuate le sue funzioni. L'attuale Presidente della regione è Michele De Pascale, esponente del Partito Democratico, vincitore delle elezioni regionali che si sono svolte il 17 e 18 novembre 2024, registrando un'affluenza del 46,4%, in calo rispetto alle precedenti consultazioni. Il candidato del centrosinistra, Michele De Pascale, ha ottenuto il 56,8% dei voti, superando Elena Ugolini del centrodestra, che si è fermata al 40,1%.

### Suddivisione amministrativa

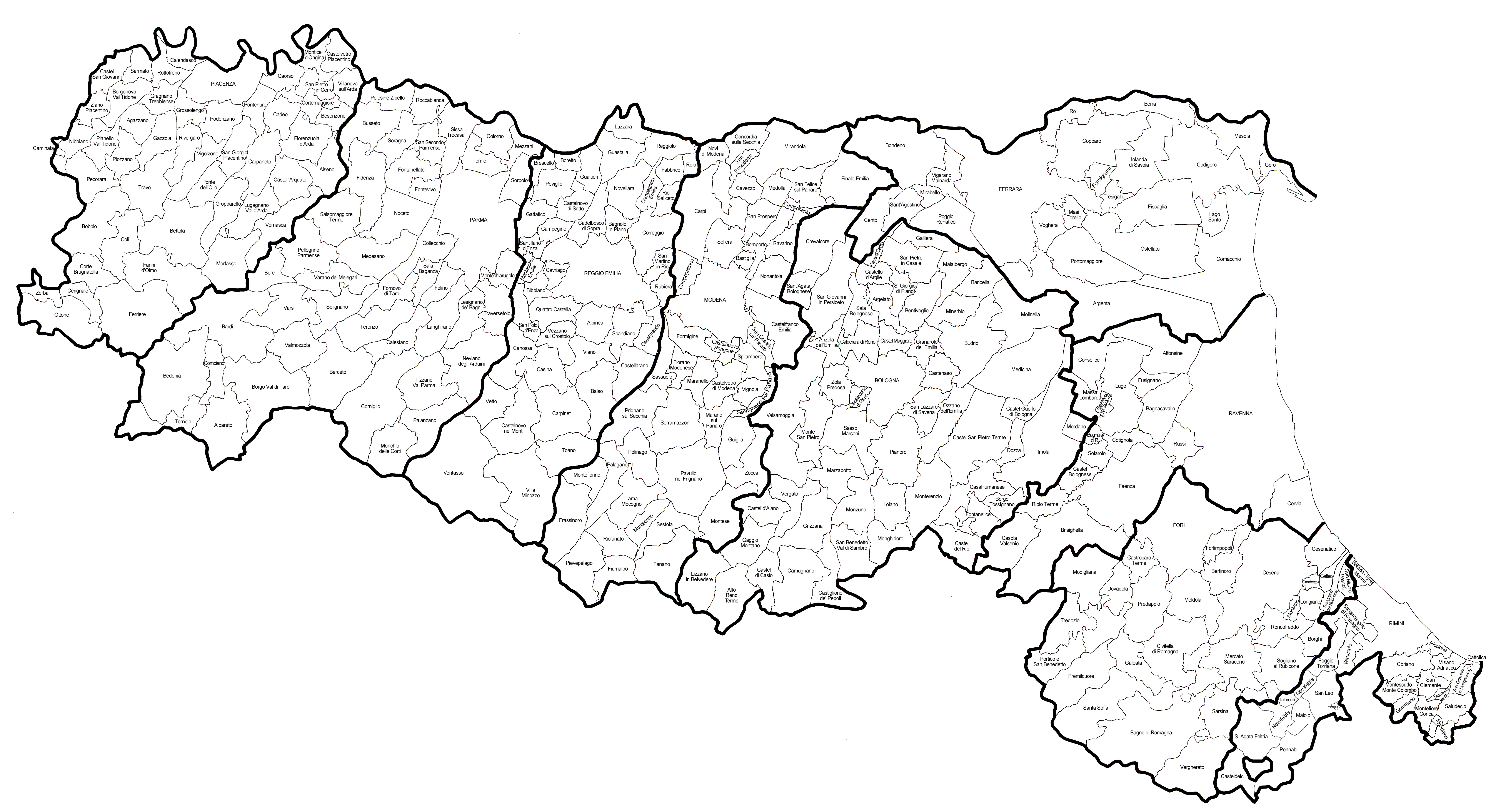
Carta dei confini regionali, provinciali e comunali aggiornata all'annessione di nuovi Comuni sotto la provincia di Rimini. Non comprende le fusioni tra Comuni avvenute dal 2012 in poi.

Il gonfalone della regione

L'Emilia-Romagna si divide in otto province e una città metropolitana, abitate complessivamente da 4 471 014 abitanti. L'ultima provincia a essere istituita è stata quella di Rimini, una volta compresa in quella di Forlì (poi diventata Forlì-Cesena), mentre dal gennaio 2015 la Città metropolitana di Bologna ha sostituito la ex provincia di Bologna. Le principali città e la maggior parte della popolazione residente si trovano in pianura.
| Provincia     | Comuni | Popolazione |
| ------------- | ------ | ----------- |
| Bologna       | 55     | 1 022 764   |
| Ferrara       | 21     | 340 072     |
| Forlì-Cesena  | 30     | 393 935     |
| Modena        | 47     | 710 248     |
| Parma         | 44     | 456 495     |
| Piacenza      | 46     | 287 310     |
| Ravenna       | 18     | 387 541     |
| Reggio Emilia | 42     | 531 647     |
| Rimini        | 27     | 341 002     |

### Onorificenze
Medaglia non portativa.

## Economia
L'Emilia-Romagna è una delle regioni più ricche d'Italia, al quarto posto dopo Trentino-Alto Adige, Lombardia e Valle d'Aosta per PIL pro capite a parità di potere d'acquisto.
I tassi d'occupazione aggiornati al 2023 superano il 70% in tutte le province della regione ad eccezione di Ferrara (69,4%), Ravenna (69,4%) e Rimini (65,1%). Bologna (73,4%) e Parma (71,5%) risultano rispettivamente la seconda e la sesta provincia in Italia per tasso d'occupazione.
Il tasso di disoccupazione molto basso, quasi corrispondente a un regime di piena occupazione, ha favorito un forte arrivo di immigrati nelle città, che in quattro province (Reggio Emilia, Piacenza, Parma e Modena) ha portato i residenti e domiciliati stranieri a un'incidenza sulla popolazione totale del 10% circa.
Secondo l'Eurostat, al 2023 l'Emilia-Romagna vanta un PIL pro capite del 13% superiore alla media dell'Unione europea. In questa regione, Bologna (42600€), Parma (42400€) e Modena (41400€) si distinguono occupando rispettivamente il 3º, 4º e 5º posto in Italia per PIL pro capite a prezzi correnti.
Nella classifica della qualità della vita delle città italiane per il 2023 stilata da Il Sole 24 Ore, Bologna si è classificata al secondo posto.

### Disoccupazione
Il tasso di disoccupazione in Emilia-Romagna risulta al 4,4% per il 2024 ed è più basso di quello nazionale, corrispondente al 6,6%.
Di seguito la tabella con il tasso di disoccupazione, sia a livello regionale che provinciale.
|                | 2019 | 2020  | 2021 | 2022 | 2023 | 2024 |
| -------------- | ---- | ----- | ---- | ---- | ---- | ---- |
| Emilia-Romagna | 5,6% | 6%    | 5,6% | 5,1% | 5,1% | 4,4% |
| Piacenza       | 5,7% | 5,9%  | 6,1% | 6,5% | 6,5% | 5,1% |
| Parma          | 5%   | 5,9%  | 5,8% | 5,4% | 4,1% | 4,6% |
| Reggio Emilia  | 4,1% | 4,8%  | 5,3% | 4,4% | 5%   | 3,6% |
| Modena         | 6,6% | 6,2%  | 4,5% | 5,1% | 5,5% | 4,4% |
| Bologna        | 4,5% | 4,7%  | 4,6% | 3,6% | 3,8% | 4,6% |
| Ferrara        | 8,9% | 7,1%  | 7,2% | 8,3% | 5,7% | 5,1% |
| Ravenna        | 4,7% | 7%    | 6,4% | 5,5% | 4,7% | 4,3% |
| Forlì-Cesena   | 5,8% | 5,5%  | 5,7% | 4,1% | 5,3% | 3,5% |
| Rimini         | 8,2% | 10,2% | 7,5% | 6,7% | 7,6% | 4,9% |

Per quanto riguarda il tasso di occupazione relativo al 2024, in Emilia-Romagna si attesta al 70,3%, di gran lunga superiore al dato nazionale del 62,2%.

### Dati economici
Di seguito la tabella che riporta il PIL pro capite a prezzi correnti di mercato prodotto nell'Emilia-Romagna e nelle sue province dal 2014 al 2022, per il 2023 è disponibile esclusivamente il dato regionale:
| Anno           | 2014    | 2015    | 2016    | 2017    | 2018    | 2019    | 2020    | 2021    | 2022    | 2023    |
| -------------- | ------- | ------- | ------- | ------- | ------- | ------- | ------- | ------- | ------- | ------- |
| Emilia Romagna | 32900 € | 33500 € | 34500 € | 35500 € | 36200 € | 36500 € | 34100 € | 38100 € | 40700 € | 43300 € |
| Piacenza       | 30500 € | 30800 € | 31300 € | 32100 € | 33400 € | 34000 € | 32600 € | 35400 € | 37500 € | n. d.   |
| Parma          | 35100 € | 35600 € | 36400 € | 37300 € | 38600 € | 39000 € | 37200 € | 42200 € | 42700 € | n. d.   |
| Reggio Emilia  | 32400 € | 33600 € | 34700 € | 35900 € | 36600 € | 37200 € | 35000 € | 38700 € | 42000 € | n. d.   |
| Modena         | 35400 € | 35800 € | 37600 € | 38900 € | 39000 € | 38200 € | 35900 € | 41900 € | 45000 € | n. d.   |
| Bologna        | 37700 € | 38500 € | 39200 € | 40300 € | 41400 € | 42300 € | 39300 € | 43000 € | 46600 € | n. d.   |
| Ferrara        | 24800 € | 25600 € | 26300 € | 27000 € | 27300 € | 27000 € | 25100 € | 28200 € | 28900 € | n. d.   |
| Ravenna        | 30600 € | 30800 € | 31700 € | 32000 € | 32500 € | 32400 € | 30600 € | 33400 € | 35800 € | n. d.   |
| Forlì-Cesena   | 30000 € | 30800 € | 31500 € | 32200 € | 33000 € | 33300 € | 31500 € | 34900 € | 37100 € | n. d.   |
| Rimini         | 28300 € | 28200 € | 29300 € | 30000 € | 30500 € | 31000 € | 27400 € | 31000 € | 33900 € | n. d.   |

Di seguito la tabella che riporta il PIL prodotto in Emilia-Romagna ai prezzi correnti di mercato nel 2006 espresso in milioni di euro e suddiviso tra le principali macro-attività economiche:
| Macro-attività economica                                                        | PIL prodotto | % settore su PIL regionale | % settore su PIL italiano |
| ------------------------------------------------------------------------------- | ------------ | -------------------------- | ------------------------- |
| Agricoltura, silvicoltura, pesca                                                | 2642,6 €     | 2,05%                      | 1,84%                     |
| Industria in senso stretto                                                      | 30834,0 €    | 23,94%                     | 18,30%                    |
| Costruzioni                                                                     | 6867,6 €     | 5,33%                      | 5,41%                     |
| Commercio, riparazioni, alberghi e ristoranti, trasporti e comunicazioni        | 24444,8 €    | 18,98%                     | 20,54%                    |
| Intermediazione monetaria e finanziaria; attività immobiliari e imprenditoriali | 30830,4 €    | 23,94%                     | 24,17%                    |
| Altre attività di servizi                                                       | 18915,3 €    | 14,69%                     | 18,97%                    |
| Iva, imposte indirette nette sui prodotti e imposte sulle importazioni          | 14260,6 €    | 11,07%                     | 10,76%                    |
| PIL Emilia-Romagna ai prezzi di mercato                                         | 128795,3 €   |                            |                           |

### Settori macroeconomici regionali
In Emilia-Romagna l'economia è molto sviluppata, similmente a tutto il nordest. Come nel resto d'Italia, vi sono numerose piccole-medie aziende a conduzione familiare con produzioni di vario tipo, anche se non mancano esempi di grandi realtà industriali. Molto diffuse sono inoltre le cooperative, specialmente nelle province di Reggio Emilia, Modena, Bologna e Forlì-Cesena.
Il confronto tra i dati regionali dei macro settori economici con quelli nazionali mette in evidenza come nella regione il peso del settore industriale sull'economia generale sia superiore al dato medio italiano, evidenziando la forte vocazione industriale dell'Emilia-Romagna. Peraltro, come accade per la regione Veneto, questa maggiore incidenza dell'industria si riflette su un minor peso che ha sull'economia regionale tutto quanto ricade nel settore "Altri Servizi" (terziario), dove essenzialmente sono raggruppati i servizi resi dalla pubblica amministrazione, sanità, servizi sociali e istruzione pubblica.

#### Settore primario

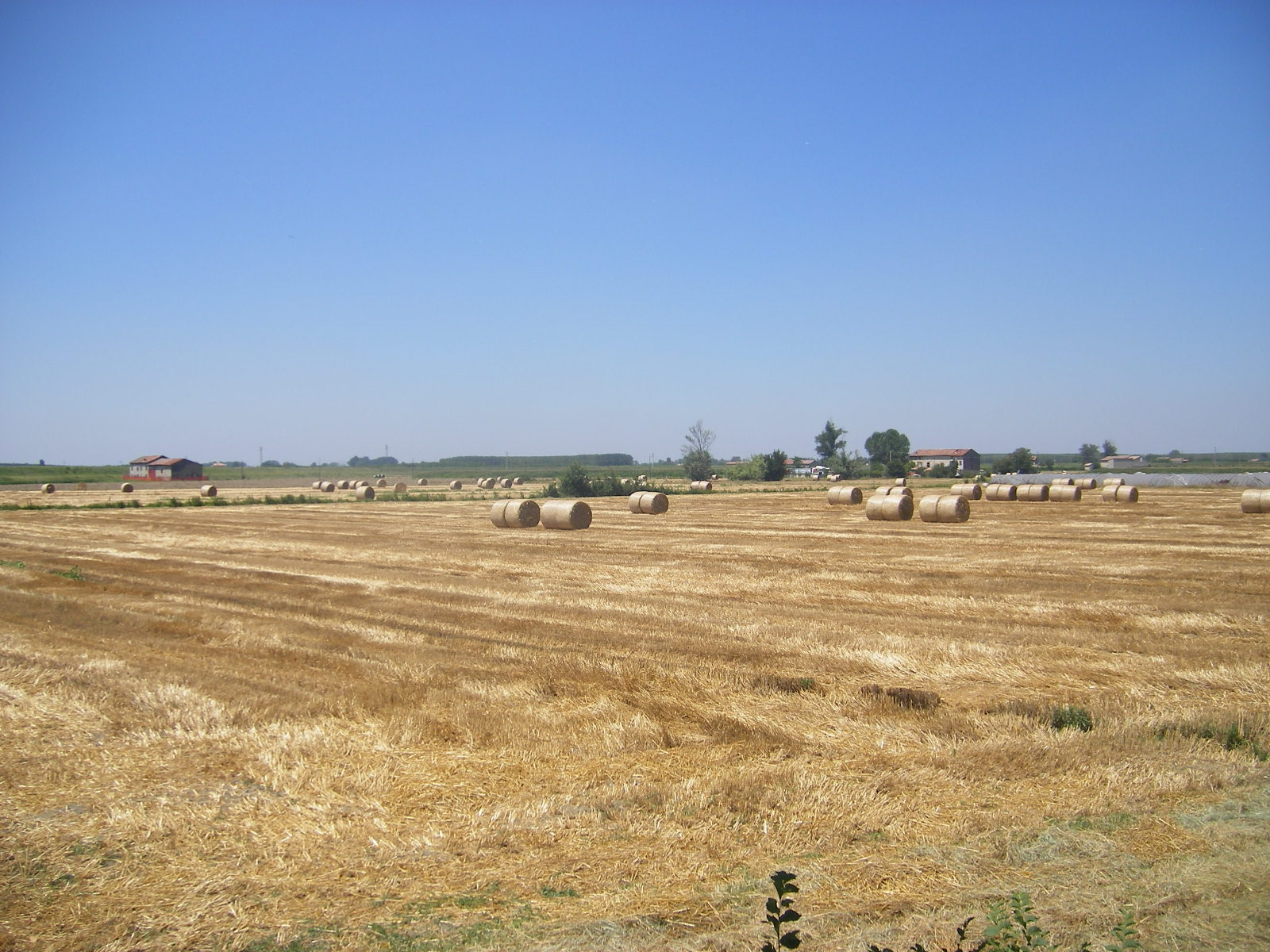
Campi di pianura dopo la raccolta del frumento, Brescello (RE)

Nel settore primario la regione può contare su un forte sviluppo in tutta la sua area pianeggiante. Sono molti i prodotti tipici DOP e IGP ed è diffuso l'allevamento a grande scala di bovini e suini. Poiché il suo territorio comprende ampi settori della Pianura Padana, l'Emilia-Romagna è una regione ad alta produttività (il rapporto tra raccolto e seminato è tra i più alti d'Italia) e questo è dovuto in parte anche ai numerosi lavori di bonifica effettuati in passato. La rete di irrigazione e canalizzazione è capillare ed efficiente e questo ha permesso lo sviluppo di una moderna agricoltura altamente meccanizzata e specializzata che ha portato alcune delle più grandi aziende di macchinari agricoli (come la Goldoni e la Landini) ad avere sede qui. Le colture tipiche della pianura sono quelle orto-frutticole e cerealicole. L'Emilia è soprattutto vocata alla produzione di grano, mentre in Romagna si coltivano maggiormente frutteti e vite. Negli ultimi anni il variare del prezzo sul mercato internazionale del frumento ha spinto molti agricoltori e aziende a spostarsi sulla coltivazione del mais, ritenuto più redditizio. Tra le colture da frutto la regione è la prima produttrice italiana di pesche e pere, con anche ottimi valori di mele, albicocche, susine e ciliegie; è inoltre ai primi posti in Italia ed Europa per la produzione di insalate, finocchio, pomodori, lattuga, rapa, ravanello, carote, patate, zucchine, zucche, peperoni, cetrioli e molti altri. La viticoltura è sviluppata e produce vini di pregio conosciuti in Italia e all'estero come il Lambrusco e il Sangiovese di Romagna. Da ricordare il primato nazionale nella produzione di barbabietola da zucchero. Le maggiori aziende alimentari di trasformazione hanno sede in Emilia mentre quelle orto-frutticole nel cesenate e nel ferrarese. Interessante è la produzione di castagne e marroni, specie nell'Appennino romagnolo e modenese (Zocca). Anche la pesca ha ruolo un ruolo importante nella regione, e i pesci pescati in mare principalmente sono alici, sarde e sgombri, e in laguna anguille, cefali e branzini.
Il Ministero delle Politiche agricole e alimentari, in collaborazione con la regione Emilia-Romagna, ha riconosciuto 184 prodotti emiliani e romagnoli come "tradizionali".

#### Settore secondario

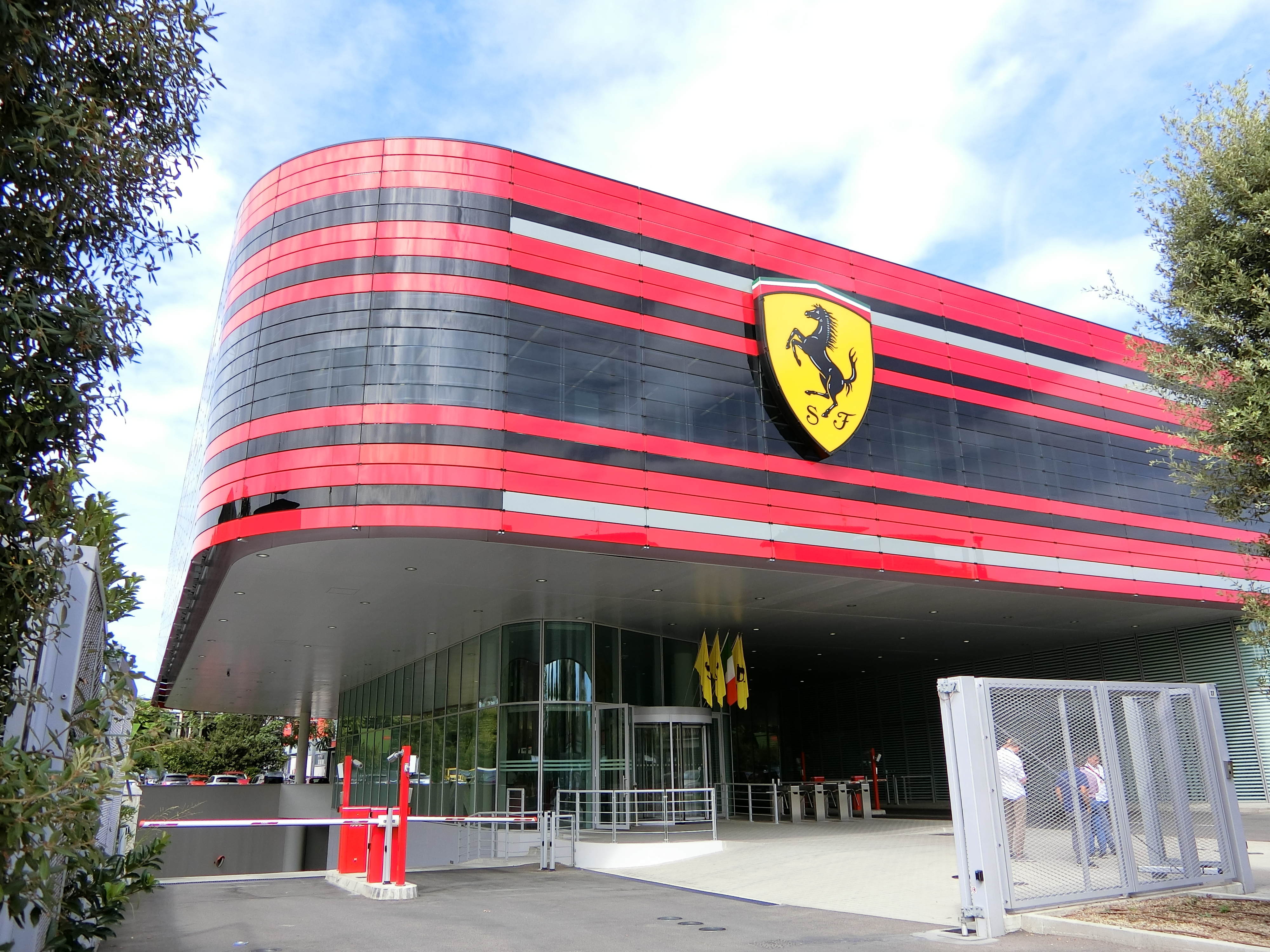
Gestione Sportiva della Ferrari (GES), Maranello (MO)

Anche il settore secondario è molto sviluppato e diversificato a seconda della provincia, poiché ognuna di esse ha proprie peculiarità: a Parma sono presenti numerose industrie alimentari di dimensioni mondiali come Barilla e Parmalat, a Modena, Reggio Emilia e Bologna sono diffuse (nella zona nota come "Terra dei Motori") le industrie meccaniche, con nomi illustri come quali Dallara, Ducati, Ferrari, Italjet, Moto Morini, Malaguti, Maserati, Pagani Automobili, De Tomaso e Lamborghini. La regione si dimostra presente in ogni settore produttivo, dal chimico di Ravenna al meccanico dell'Emilia centrale e dal tessile all'elettronico passando per il ceramico, biomedicale ed editoriale (Panini) della zona modenese per arrivare al settore logistico di Piacenza e alle macchine per la lavorazione del legno di Rimini.

#### Settore terziario

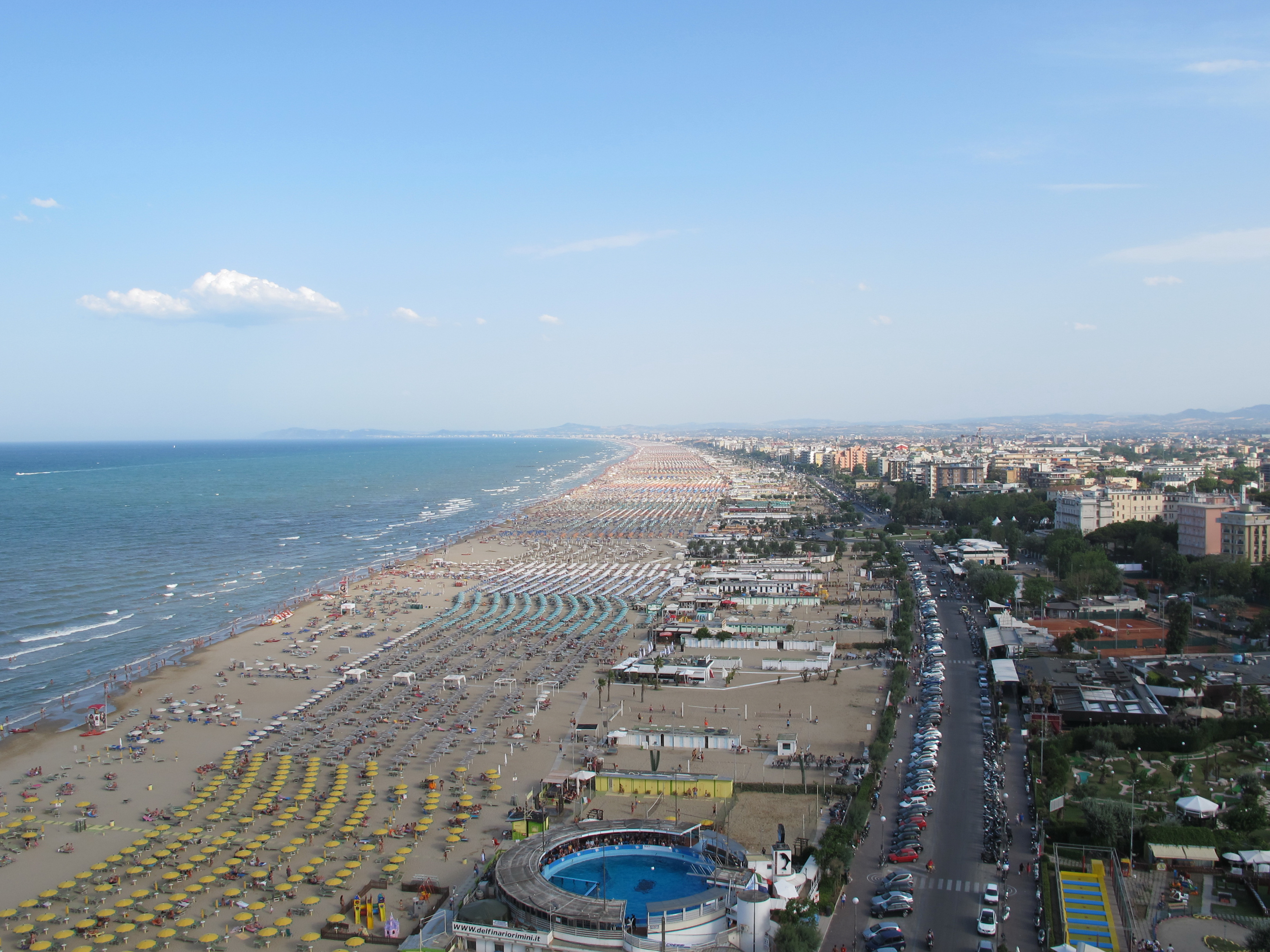
Le spiagge e il litorale di Rimini

Il settore terziario è anch'esso sviluppato: la Riviera romagnola è centro d'attrazione turistica sia d'estate, per la ricca e organizzata ricettività (oltre 5 000 alberghi), sia negli altri periodi di bassa stagione grazie ai numerosi locali d'intrattenimento giovanile. Nell'anno 2022 vi sono stati registrati oltre 42 milioni di presenze e 7 milioni di arrivi.
Discreto anche il turismo invernale sulle località sciistiche dell'Appennino, fra cui ricordiamo Sestola, il monte Cimone e il Corno alle Scale. Molto fiorente è il turismo nelle città d'arte, specialmente dall'estero.
Complessivamente, nel 2022, sono stati registrati oltre 60 milioni di presenze turistiche in regione con quasi 14 milioni di arrivi.

## Infrastrutture e trasporti
Il sistema infrastrutturale dei trasporti dell'Emilia-Romagna consiste in linee ferroviarie, aeroportuali, autostradali, stradali, marittime e fluviali. La regione è il punto strategico commerciale più importante del paese: Bologna è un nodo ferroviario di primaria importanza nel Nord e la sua stazione merci è la più grande d'Italia come volume di traffico. In Emilia confluiscono, poi, alcune tra le principali autostrade del paese (A1, A13, A14, A15, A21 e A22). Il porto di Ravenna è il maggiore della regione, e con 26.256.248 di tonnellate di traffico merci nel 2019, è il sesto porto d'Italia per flusso di merci e il secondo del Mare Adriatico dopo quello di Trieste.

## Cultura

### Istruzione
La regione vanta quattro università di antica tradizione:

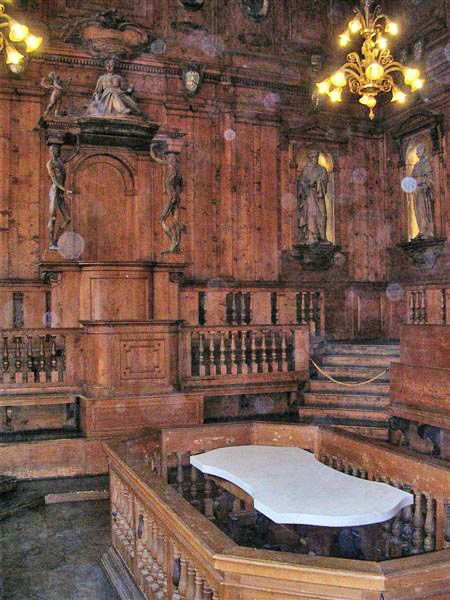
Lo storico teatro anatomico dell'Università di Bologna presso il Palazzo dell'Archiginnasio

- Alma Mater Studiorum-Università di Bologna: il principale ateneo della regione e uno dei più importanti a livello nazionale ed europeo. Una commissione di storici istituita nel 1888 e presieduta da Giosuè Carducci, ne ha fissato la fondazione nel 1088, facendone la più antica università del mondo occidentale, con un'attività continuativa di quasi un millennio. Per l'A.A. 2017/2018, contava 81 048 iscritti[52], seconda a livello nazionale solo a La Sapienza di Roma. A ottobre 2018, risultava alla 180ª posizione[53] della classifica World University Ranking stilata dalla rivista inglese Times Higher Education. Oltre alle sedi cittadine, l'offerta formativa è divisa tra i campus di Cesena, Forlì, Ravenna e Rimini; è inoltre presente una Representación en la República Argentina presso Buenos Aires[54].
- Università degli Studi di Parma: fondata nel 1412 per volontà di Niccolò III d'Este sulle ceneri di una precedente istituzione risalente al X secolo[55], contava, per l'A.A. 2017/2018, 25 280 iscritti, dato che ne fa il secondo ateneo della regione.
- Università degli Studi di Modena e Reggio Emilia: nata Modena nel 1125 e poi rifondata, dopo un lungo periodo di chiusura, nel 1682, dal 1998 è stata scorporata in un secondo polo con sede a Reggio Emilia, città che poteva vantare una tradizione minore[56]. Per l'A.A. 2017/2018 risultano 24 393 iscritti.
- Università degli Studi di Ferrara: fondata nel 1391 dal marchese Alberto V d'Este su concessione del Papa Bonifacio IX[57], per l'A.A. 2017/2018 contava 19 260 studenti.
- A Piacenza sono presenti una sede distaccata dell'Università Cattolica di Milano, una sede distaccata del Politecnico di Milano e alcuni corsi di laurea dell'Università di Parma[58].

A questi si aggiungono le seguenti istituzioni indipendenti, affiliate all'Alta Formazione Artistica e Musicale del MIUR:
- Accademia di Belle Arti di Bologna: tra le più antiche accademie artistiche d'Italia, fondata nel 1709 da un gruppo di pittori bolognesi – ispirati al modello della romana Accademia di San Luca, nonché alla concittadina Accademia degli Incamminati fondata nel 1590 dai Carracci –, nel 1711 ottenne il riconoscimento del proprio statuto da parte di Papa Clemente XI (dal quale ricevette la denominazione di Accademia Clementina); la rifondazione e il trasferimento presso la sede di via delle Belle Arti, sono dovuti alle riforme del periodo di dominazione napoleonica[59].
- Conservatorio Giovanni Battista Martini: fondato nel 1804 come "Liceo Filarmonico di Bologna", assunse l'attuale denominazione nella prima metà del '900, sotto la direzione di Cesare Nordio[60].
- Conservatorio Girolamo Frescobaldi: fondato nel 1870 a Ferrara[61].
- Conservatorio Arrigo Boito: istituito nel 1825 a Parma per volontà della duchessa Maria Luisa[62].
- Conservatorio Giuseppe Nicolini: nato nel 1839 a Piacenza come "Scuola di musica".
- Conservatorio Bruno Maderna: fondato a Cesena nel 1988, inizialmente nato nel 1970 come sezione distaccata del Conservatorio di Bologna.

## Arte e monumenti
Diverse sono le produzioni e le realtà artistiche che nel corso dei secoli hanno interessato la regione o parte di essa. Tra le principali, che più hanno segnato la storia e la cultura del territorio, ricordiamo:
- Arte ravennate
- Romanico emiliano
- Rinascimento emiliano
  - Rinascimento ferrarese
  - Rinascimento parmense
- Rinascimento romagnolo
  - Rinascimento a Cesena
  - Rinascimento riminese
- Scuola bolognese di pittura
- Scuola ferrarese
- Scuola forlivese

### Beni protetti dall'UNESCO
In Emilia-Romagna si trovano diversi importanti siti classificati come Patrimonio dell'umanità dall'UNESCO:

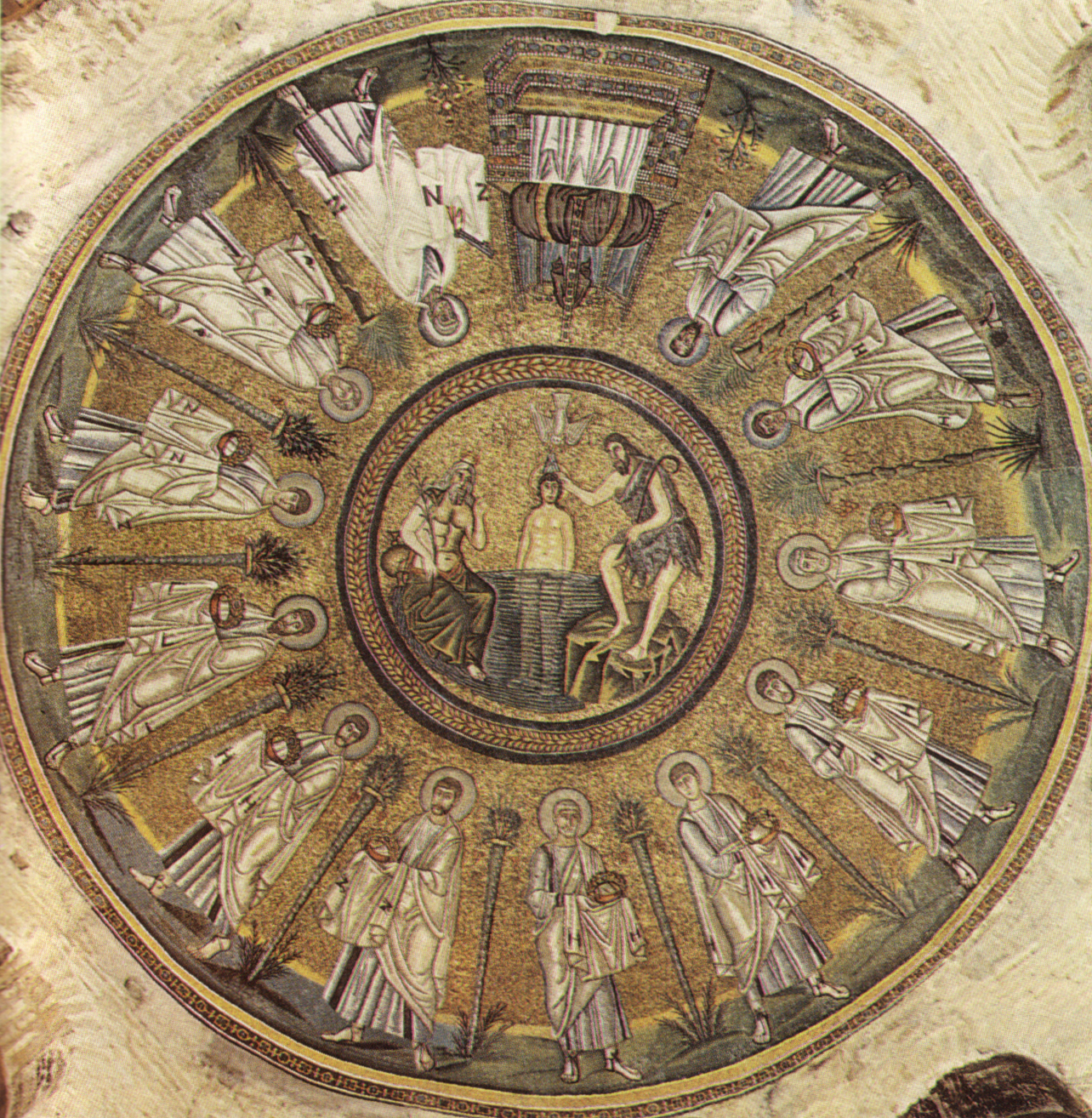
Battistero degli Ariani a Ravenna

- Ferrara città del Rinascimento e il suo Delta del Po - 1995-1999:
  - Ferrara (Ferrara e altri comuni[63])
- Monumenti paleocristiani di Ravenna - 1996:
  - Mausoleo di Galla Placidia (Ravenna)
  - Chiesa di San Vitale (Ravenna)
  - Battistero Neoniano (Ravenna)
  - Cappella Arcivescovile (Ravenna)
  - Basilica di Sant'Apollinare Nuovo (Ravenna)
  - Battistero degli Ariani (Ravenna)
  - Mausoleo di Teodorico (Ravenna)
  - Basilica di Sant'Apollinare in Classe (Ravenna)
- Cattedrale, Torre Civica e Piazza Grande di Modena[64] - 1997
- Riserva Naturale Integrale di Sasso Fratino[65] - 2017
- Portici di Bologna - 2021
- Carsismo nelle evaporiti e grotte dell'Appennino settentrionale (Reggio Emilia, Bologna, Rimini e Ravenna) - 2023

Sono inoltre comprese nel progetto città creativa:
- Bologna: Città creativa della Musica
- Parma: Città creativa per la Gastronomia

Nel programma Memoria del mondo è inclusa la Biblioteca Malatestiana di Cesena, mentre il Museo internazionale delle ceramiche in Faenza è stato riconosciuto come "Monumento testimone di una cultura di pace".

## Cucina
Amministrativamente unite, l'Emilia e la Romagna hanno tradizioni e usi alimentari differenti. La cucina emiliana, a causa di quasi otto secoli di autonomia di comuni e città, conta diverse tradizioni culinarie. Essa ha fama riconosciuta di cucina solida, saporita e generosamente condita. La cucina romagnola, legata alla tradizione contadina della regione, è in confronto più semplice e ruvida, come scrisse il forlivese Piero Camporesi «di gusto primitivo, quasi di fondo barbarico».
Rispetto alla tradizione vitivinicola sia l'Emilia che la Romagna hanno un'ottima tradizione in tale settore.
Nonostante le differenze di fondo, esistono punti di contatto tra le due tradizioni culinarie e diverse pietanze sono proprie di entrambe. Alcuni piatti tipici sono:

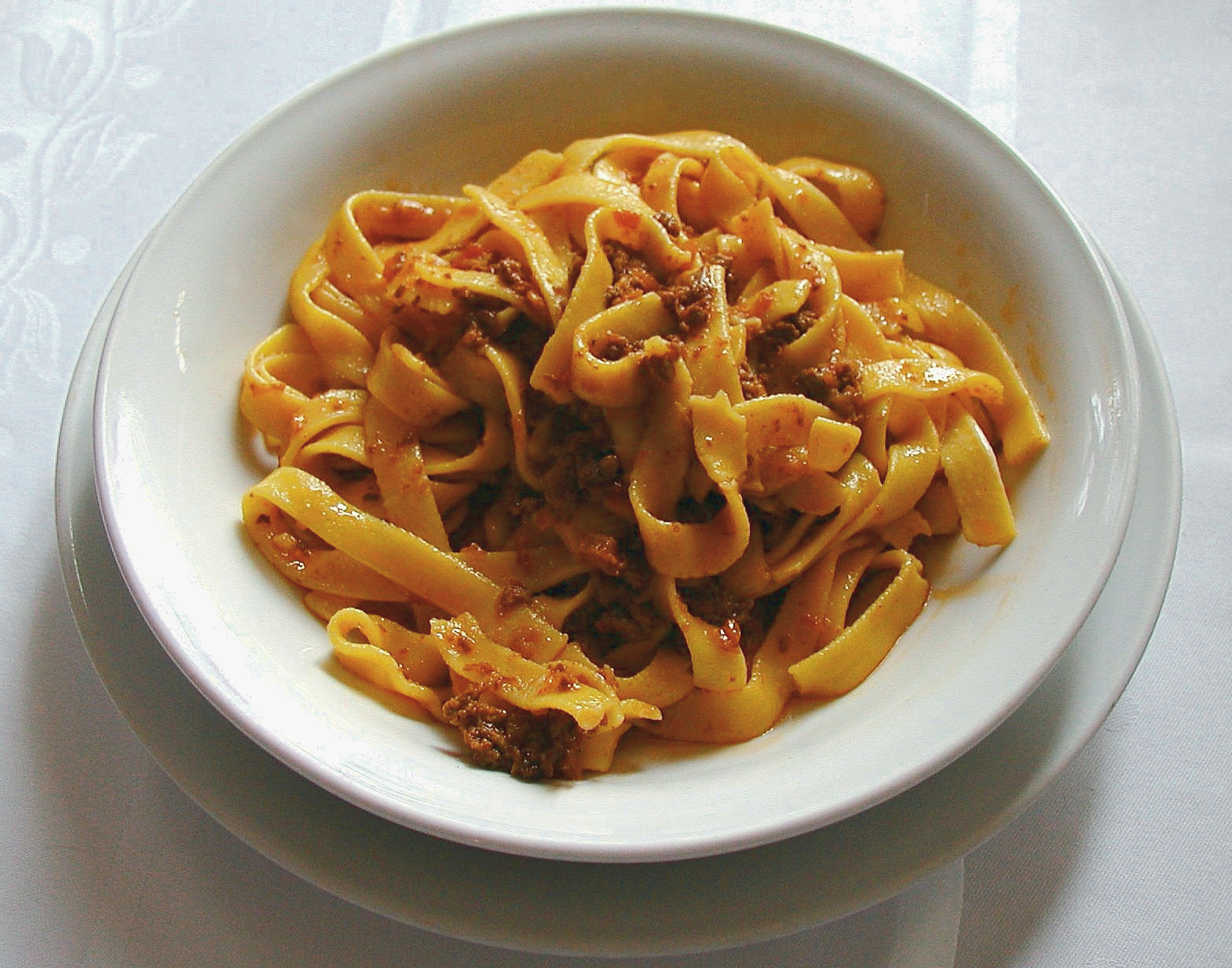
Tagliatelle al ragù bolognese

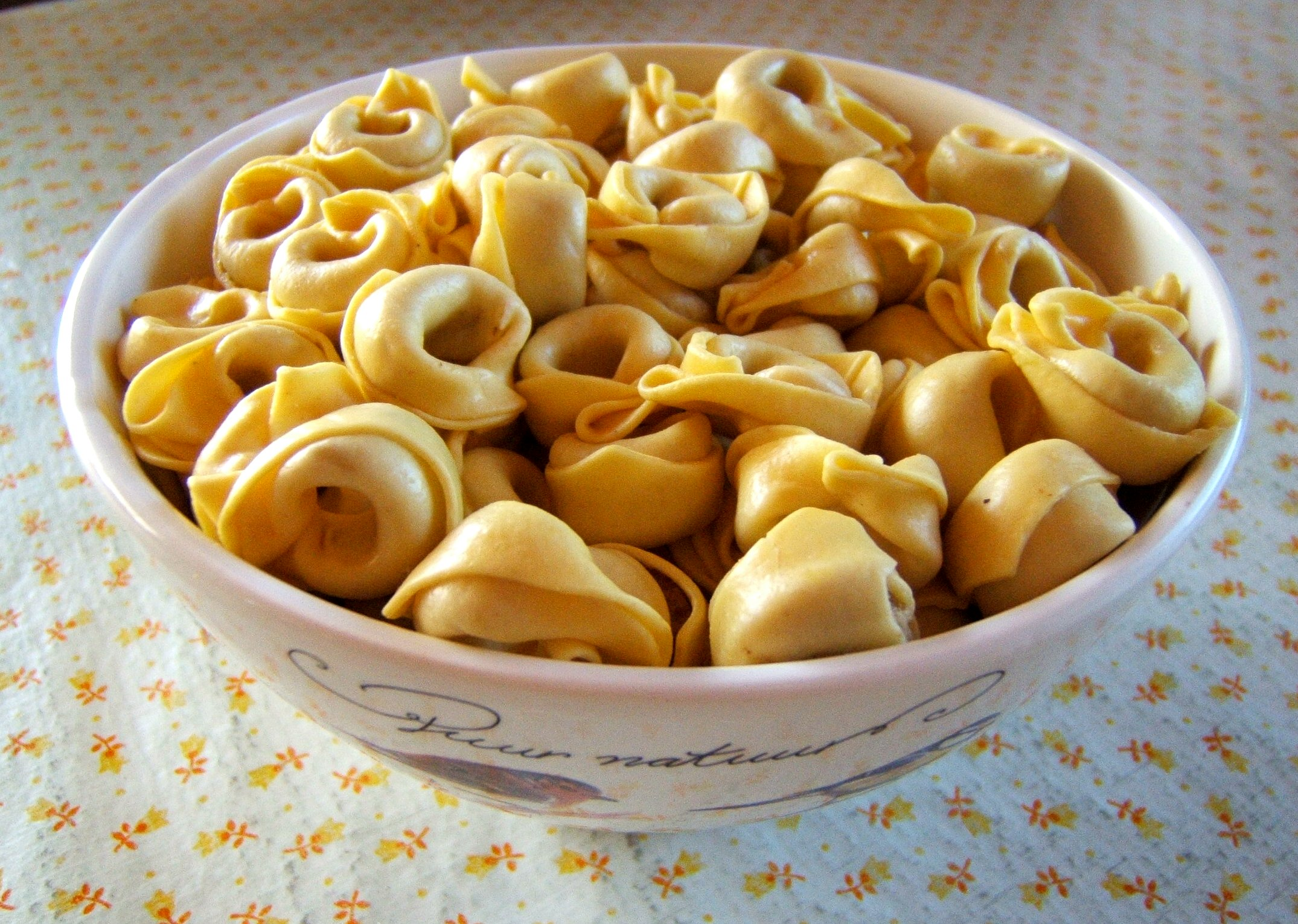
Tortellini

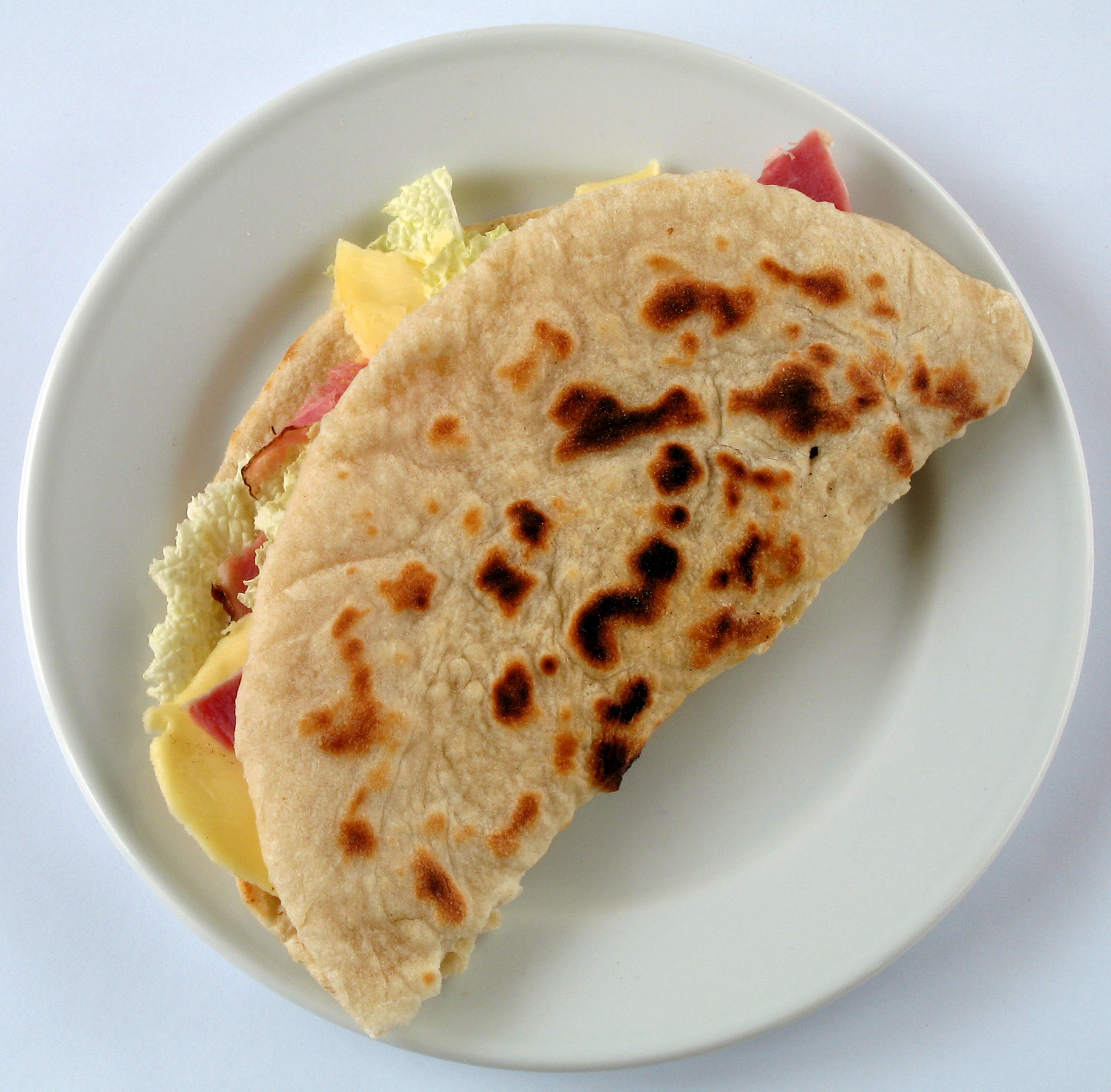
La piadina romagnola

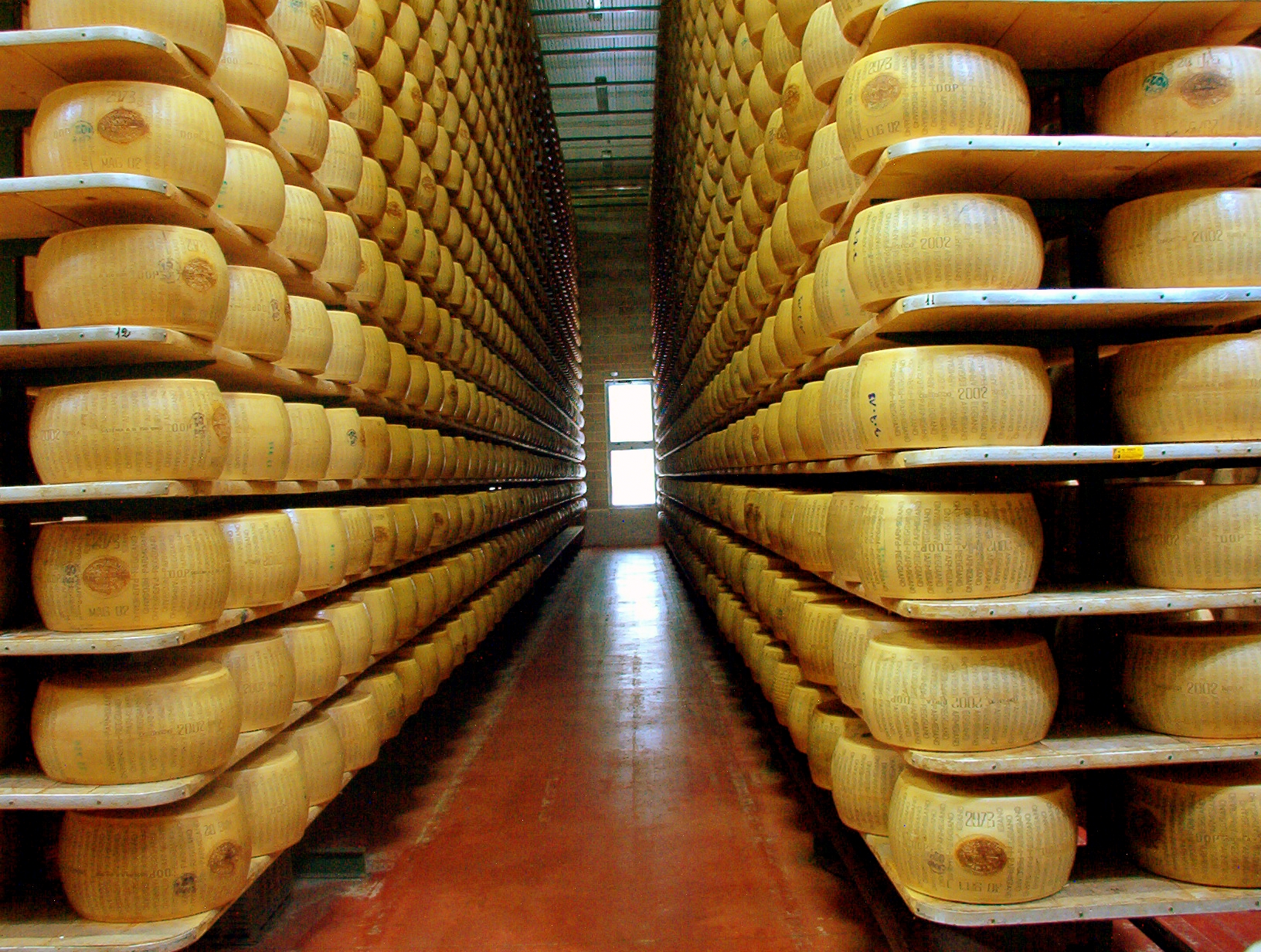
Parmigiano reggiano

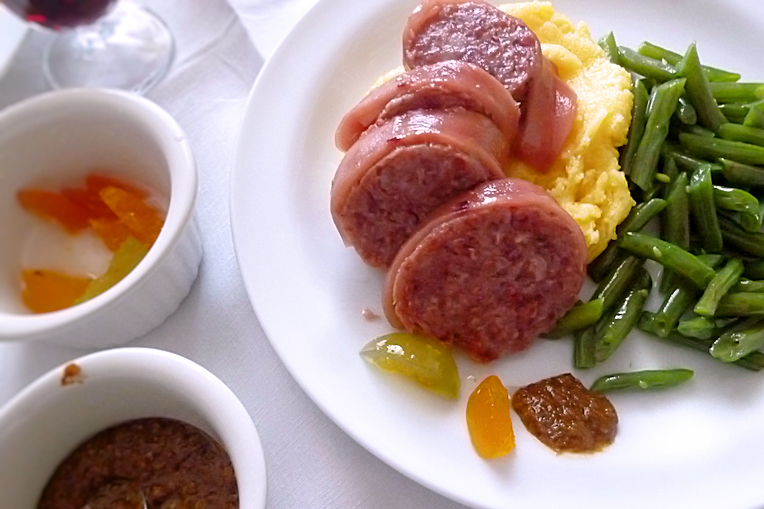
Lo zampone

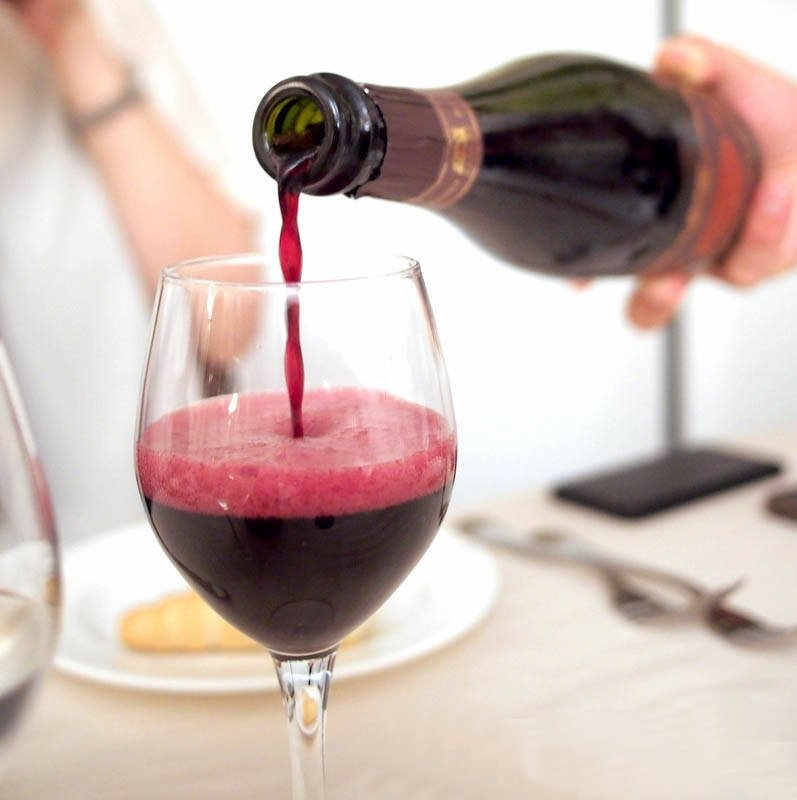
Un bicchiere di Lambrusco

### Primi
- Anolini
- Cappelletti
- Cappellacci di zucca ferraresi IGP
- Pasticcio di maccheroni alla ferrarese
- Garganelli
- Maccheroni al pettine
- Gnocchi
- Gramigna alla salsiccia o alla salsiccia e panna
- Lasagne alla bolognese
- Passatelli
- Pasta e fagioli
- Pisarei e faśö
- Risotto alla parmigiana
- Tagliatelle
- Tortelli
- Tortellini
- Strozzapreti
- Zuppa imperiale

### Secondi e insaccati
- Anguilla marinata di Comacchio
- Brodetto alla marinara
- Castrato
- Ciccioli di maiale (secchi o montanari da affettare)
- Coppa piacentina
- Coppa di Parma
- Cotechino
- Culatello di Zibello
- Mortadella di Bologna
- Salama da sugo ferrarese IGP
- Salame piacentino
- Salame gentile
- Salame di Felino
- Spalla di San Secondo
- Pancetta piacentina
- Pancetta coppata
- Prosciutto di Parma
- Prosciutto di Modena
- Zampone
- Culatello con cotenna
- Giambonetto

### Dolci
- Bracciatello
- Ciambella
- Fave dei morti all'anice
- Migliaccio
- Pampepato ferrarese IGP
- Savòr
- Torta tenerina
- Bensone
- Amaretti di Sassuolo
- Spongata di Piacenza, Parma (Busseto e Corniglio), Reggio Emilia (Brescello) e Modena
- Tortelli fritti (o al forno) ripieni
- Torta di tagliatelle
- Mostarda fine di Carpi
- Croccante del Frignano
- Torta Barozzi

### Formaggi, salumi, frutta e altro
- Casatella romagnola
- Chizza reggiana
- Coppa
- Culatello
- Parmigiano Reggiano
- Piadina romagnola
- Prosciutti del Parmense
- Raviggiolo
- Squacquerone e Squacquerone di Romagna DOP
- Crescentina modenese e reggiana (detta erroneamente tigella)
- Borlengo
- Gnocco fritto
- Gnocco al forno o ingrassato
- Torta degli ebrei di Finale Emilia (o sfogliata)
- Erbazzone reggiano
- Coppia ferrarese (pane IGP)
- Pere modenesi
- Ciliegie e susine di Vignola
- Mela campanina di Modena
- Marrone di Castel del Rio (IGP), Marrone del Frignano e Marrone di Zocca (castagne)
- Scalogno di Romagna IGP
- Pesca e Nettarina di Romagna
- Mirtillo nero dell'Appennino modenese
- Aceto balsamico tradizionale di Modena

### Vini e liquori
- Nocino di Modena
- Sassolino
- Anicione di Finale Emilia
- Colli Piacentini Gutturnio DOC
- Ortrugo dei Colli Piacentini
- Lambrusco Modenese (Santa Croce, Graspa Rossa, Castelvetro) IGP e DOC
- Lambrusco Reggiano IGP e DOC
- Bosco Eliceo DOC delle Province di Ferrara e Ravenna
- Colli Bolognesi Classico Pignoletto
- Romagna Albana
- Pagadebit
- Sangiovese di Romagna
- Cagnina di Romagna

## Sanità
Il Servizio sanitario dell'Emilia-Romagna comprende otto Aziende USL, quattro Aziende ospedaliero-universitarie e quattro Istituti di ricovero e cura a carattere scientifico (IRCCS). È considerato tra i migliori in Italia e in Europa, grazie anche a una buona governance generale e al notevole contributo dato dalle Università di Bologna, Ferrara, Modena e Reggio Emilia e Parma. L'aspettativa di vita della popolazione emiliano-romagnola è tra le più alte in Occidente e al mondo, così come lo stato di salute generale.

## Sport
Lo sport in Emilia-Romagna è praticato e diffuso in molti settori a livello agonistico e professionistico, sia per quanto riguarda le discipline più comuni sia quelle meno diffuse a livello nazionale. Tra gli sport di squadra particolare rilevanza ha la pallavolo, soprattutto nelle città di Modena, Parma e Ravenna, ma hanno una buona tradizione anche pallacanestro, calcio e rugby. Negli sport motoristici, la regione è sede della Scuderia Ferrari e della Ducati Corse, e ospita due circuiti di livello internazionale, l'Autodromo Enzo e Dino Ferrari a Imola e il Misano World Circuit Marco Simoncelli a Misano Adriatico.

## Galleria d'immagini

### Città metropolitana di Bologna

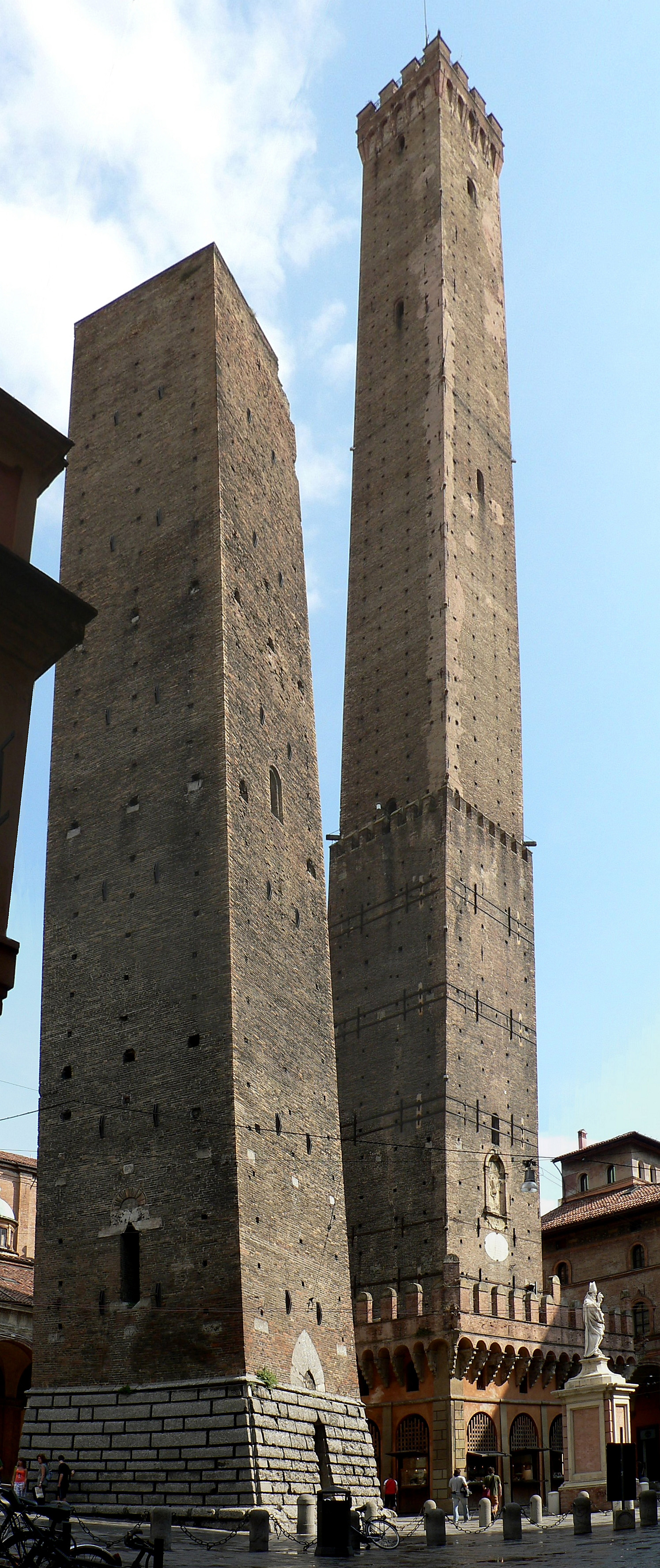
Le due torri, Bologna
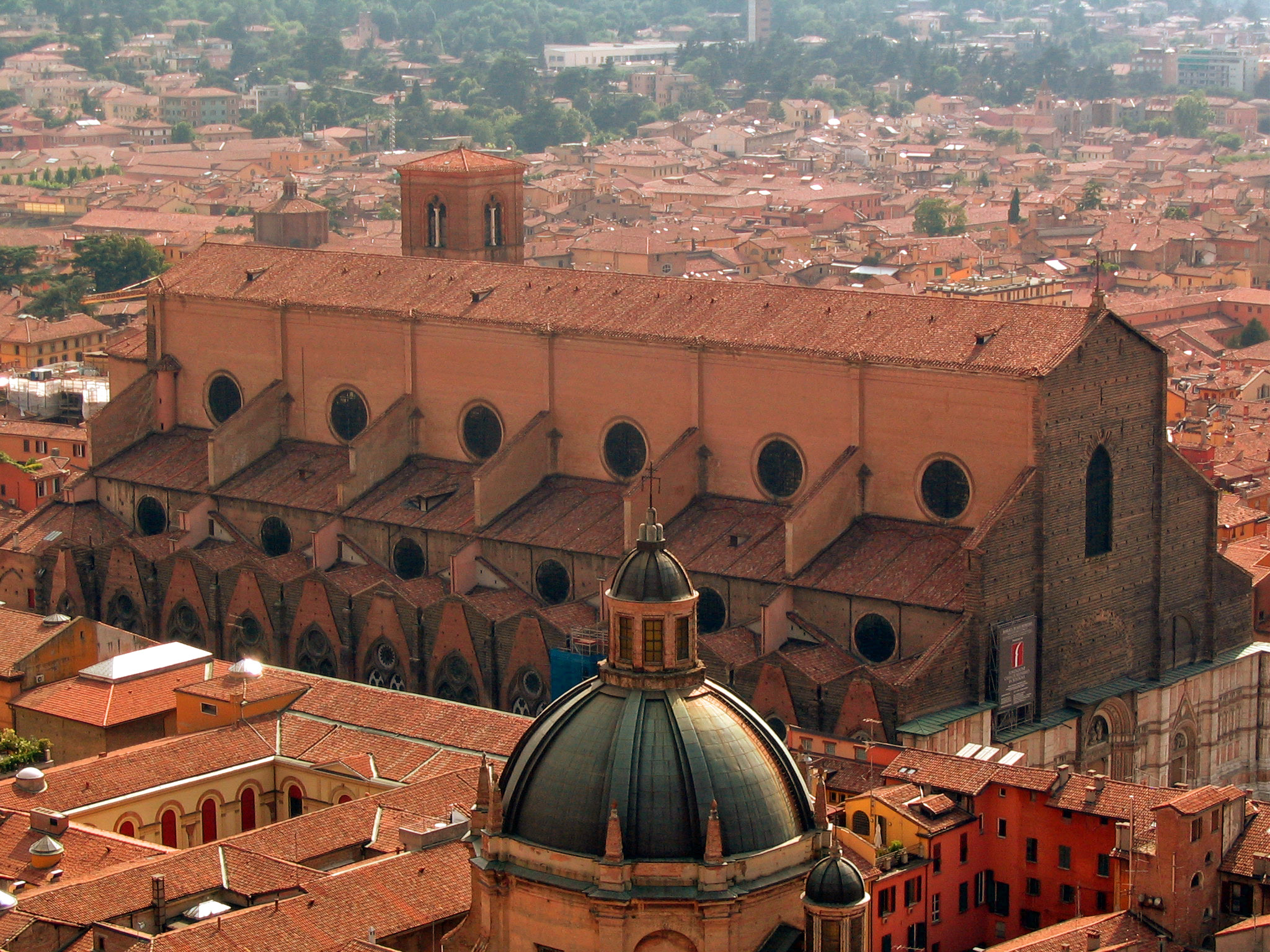
La Basilica di San Petronio, Bologna
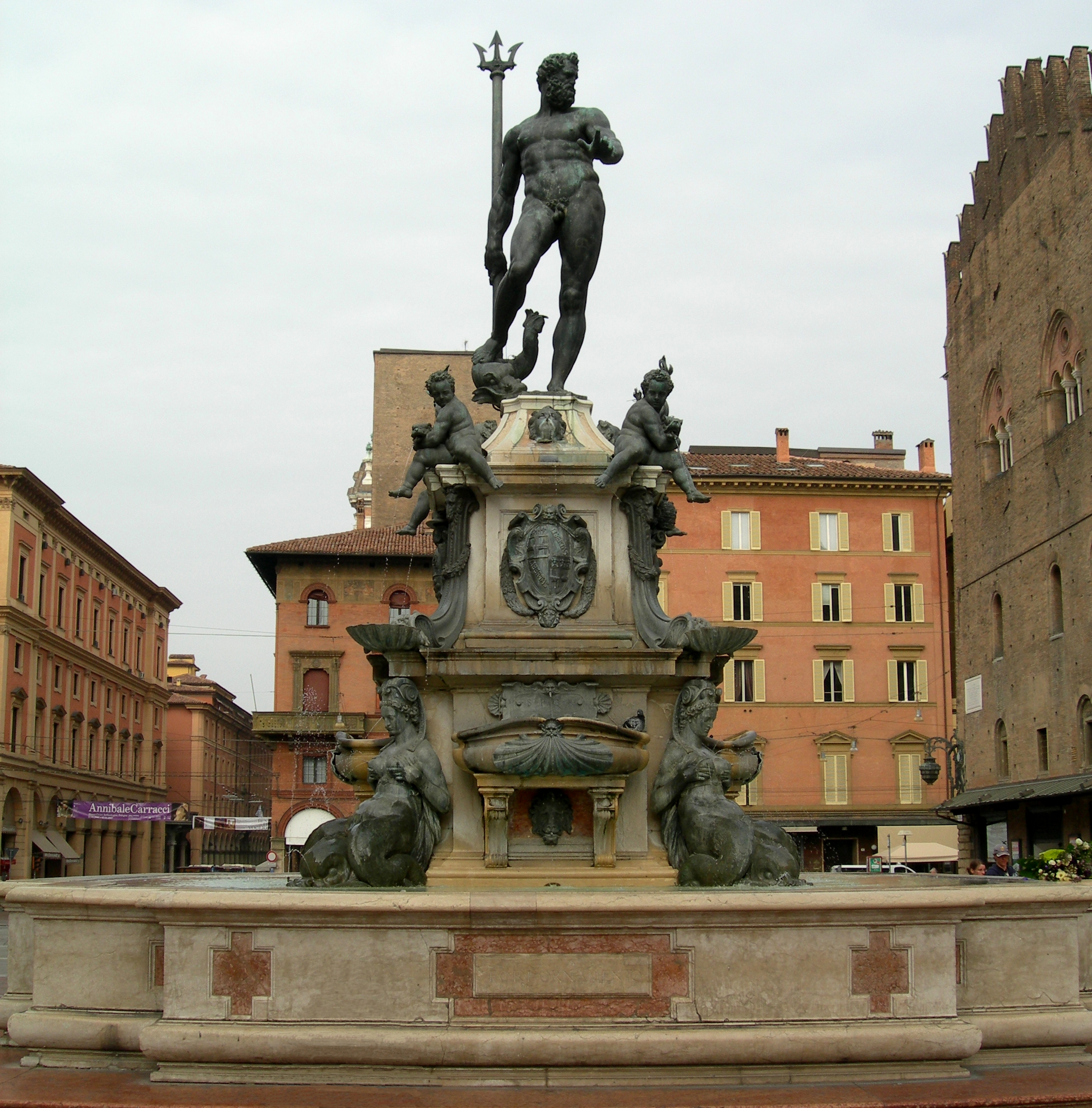
Fontana del Nettuno, Bologna
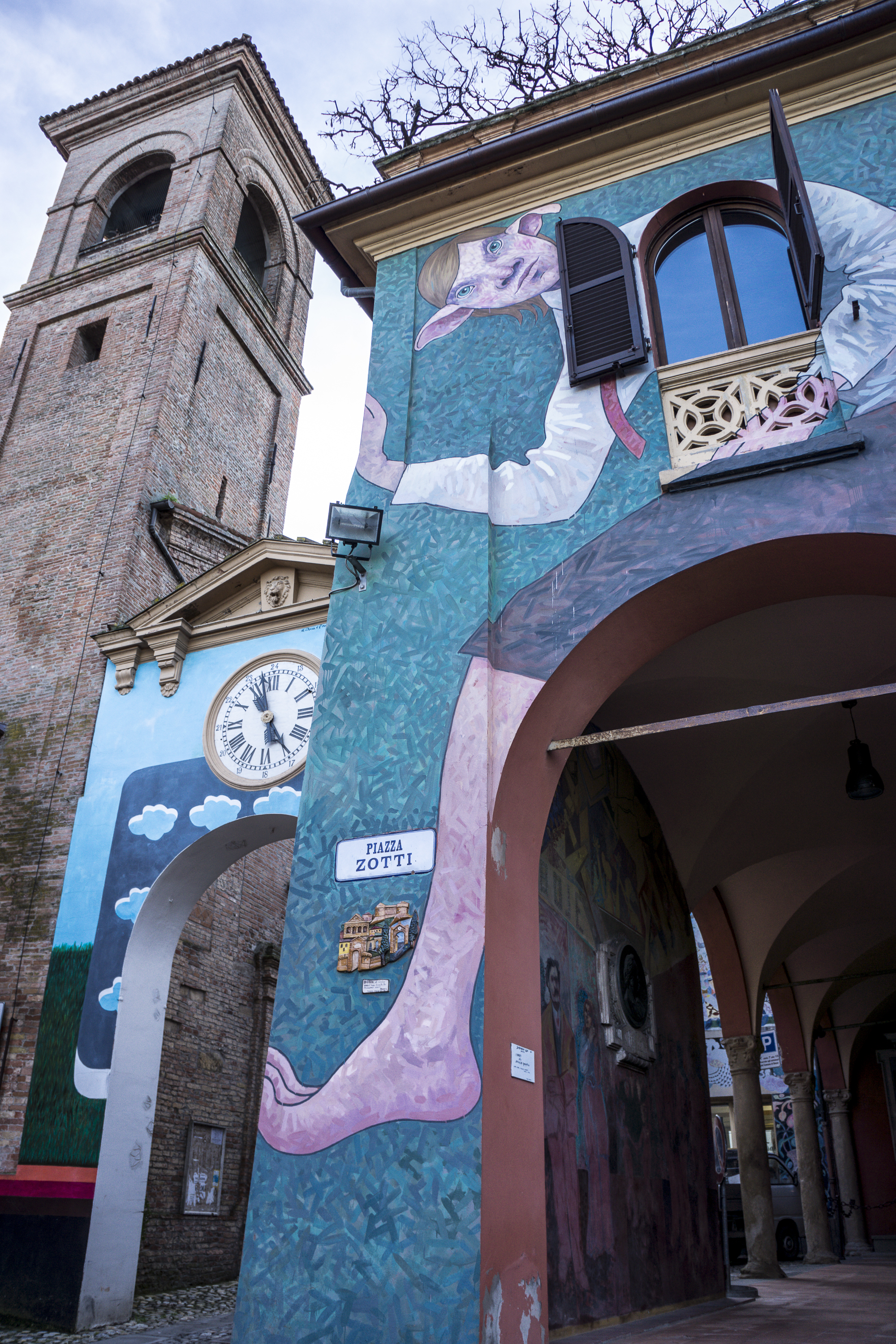
I dipinti murali di Dozza

### Provincia di Ferrara

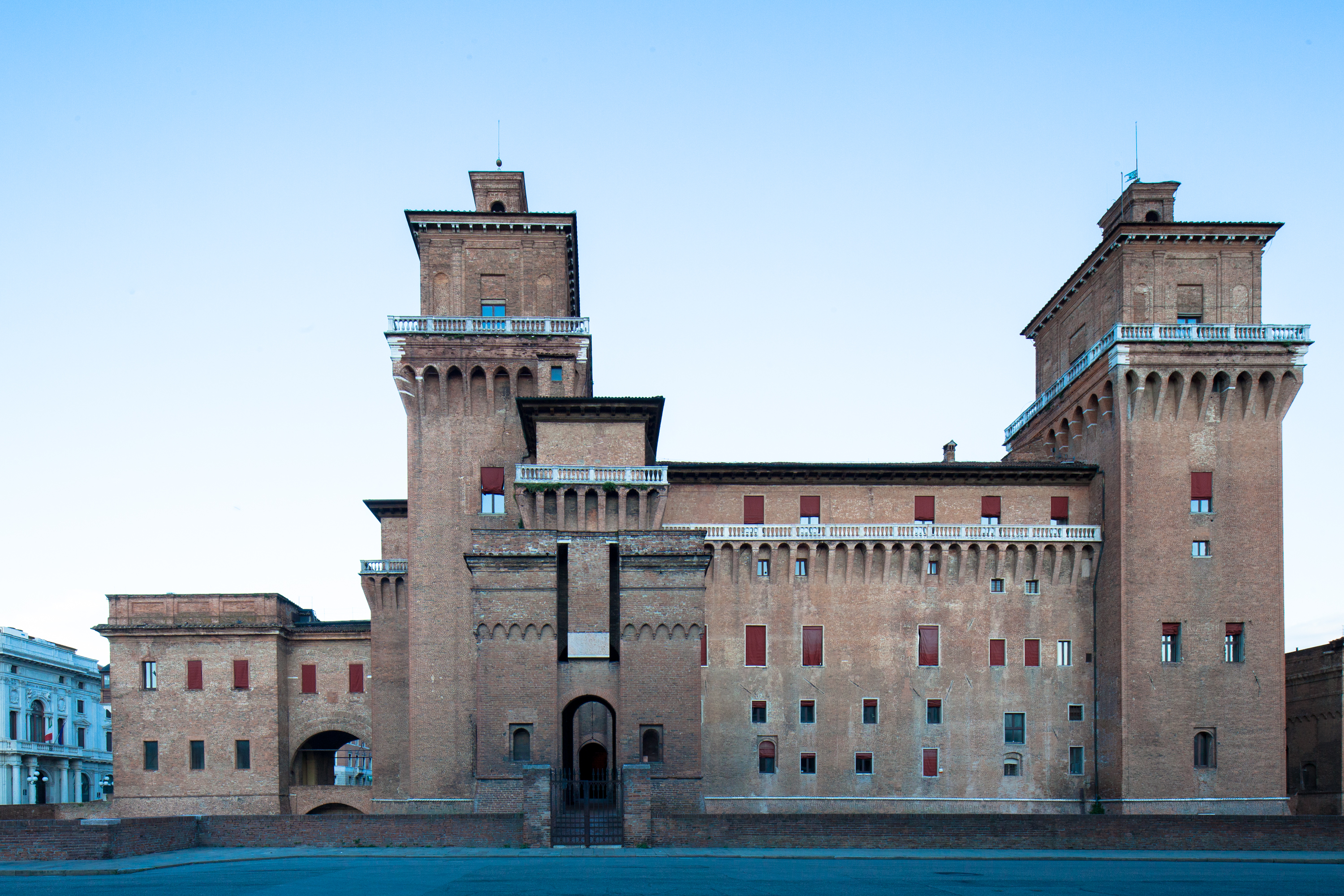
Il Castello Estense, Ferrara
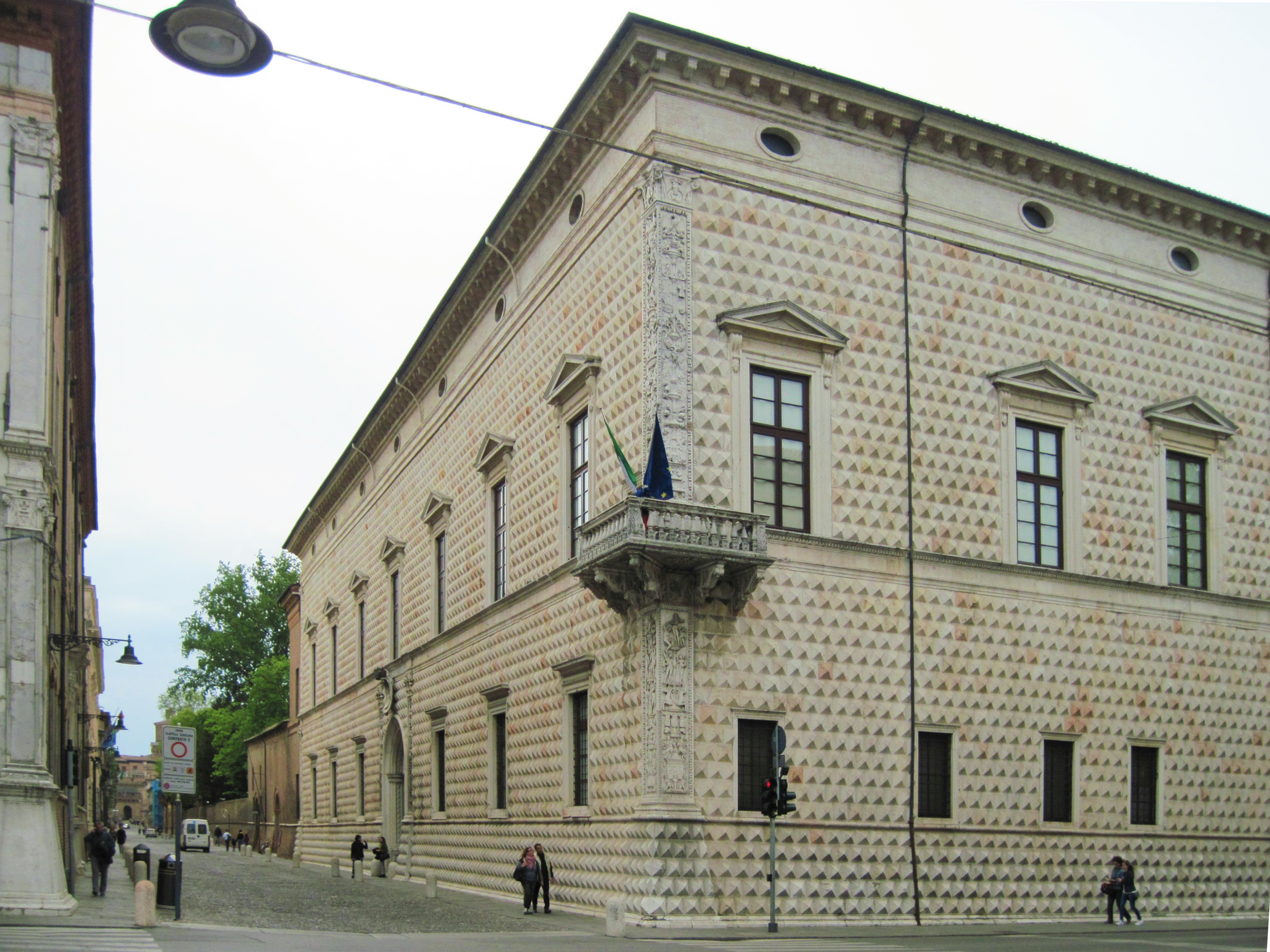
Palazzo dei Diamanti, Ferrara
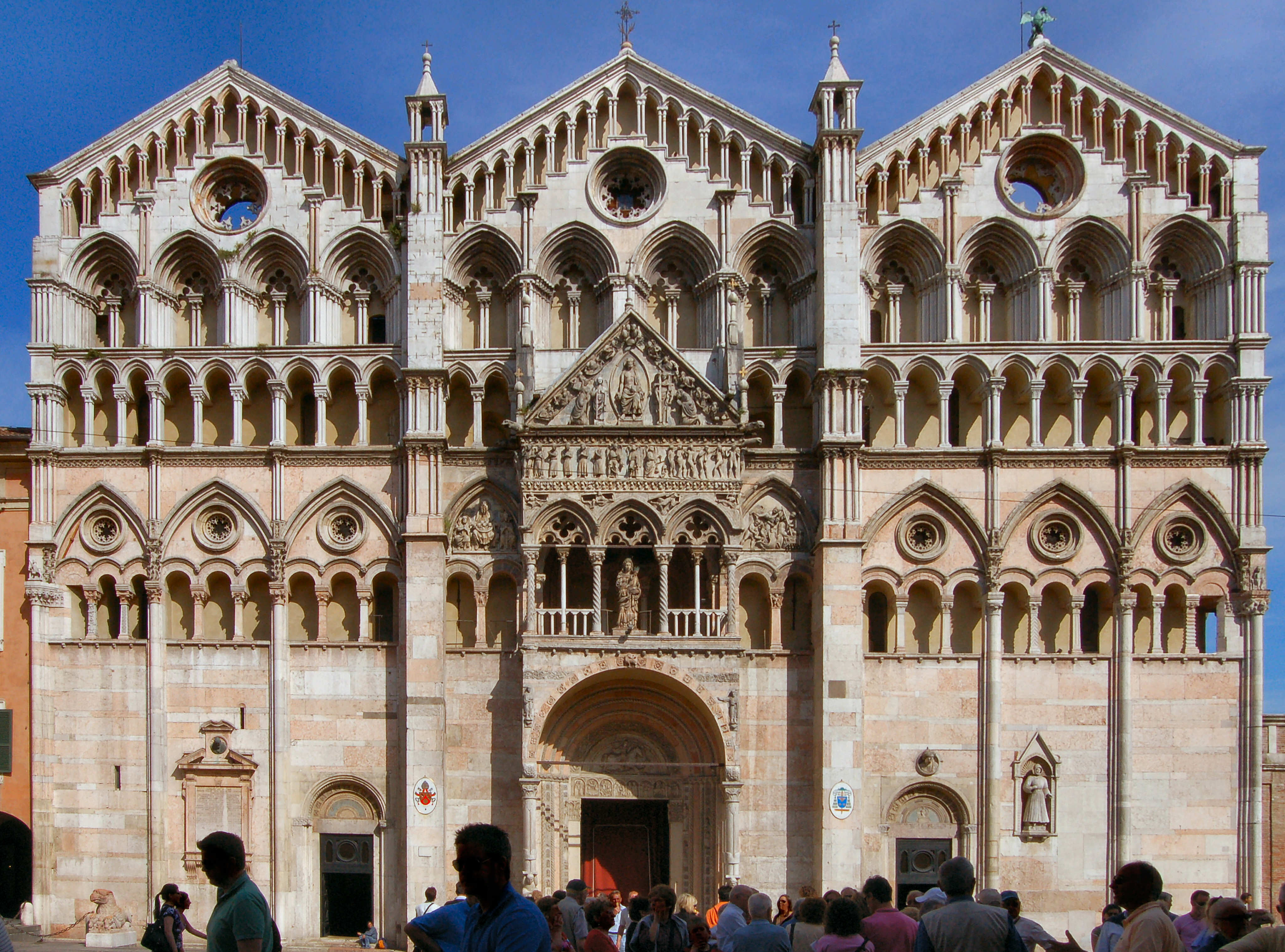
La Cattedrale di San Giorgio, Ferrara
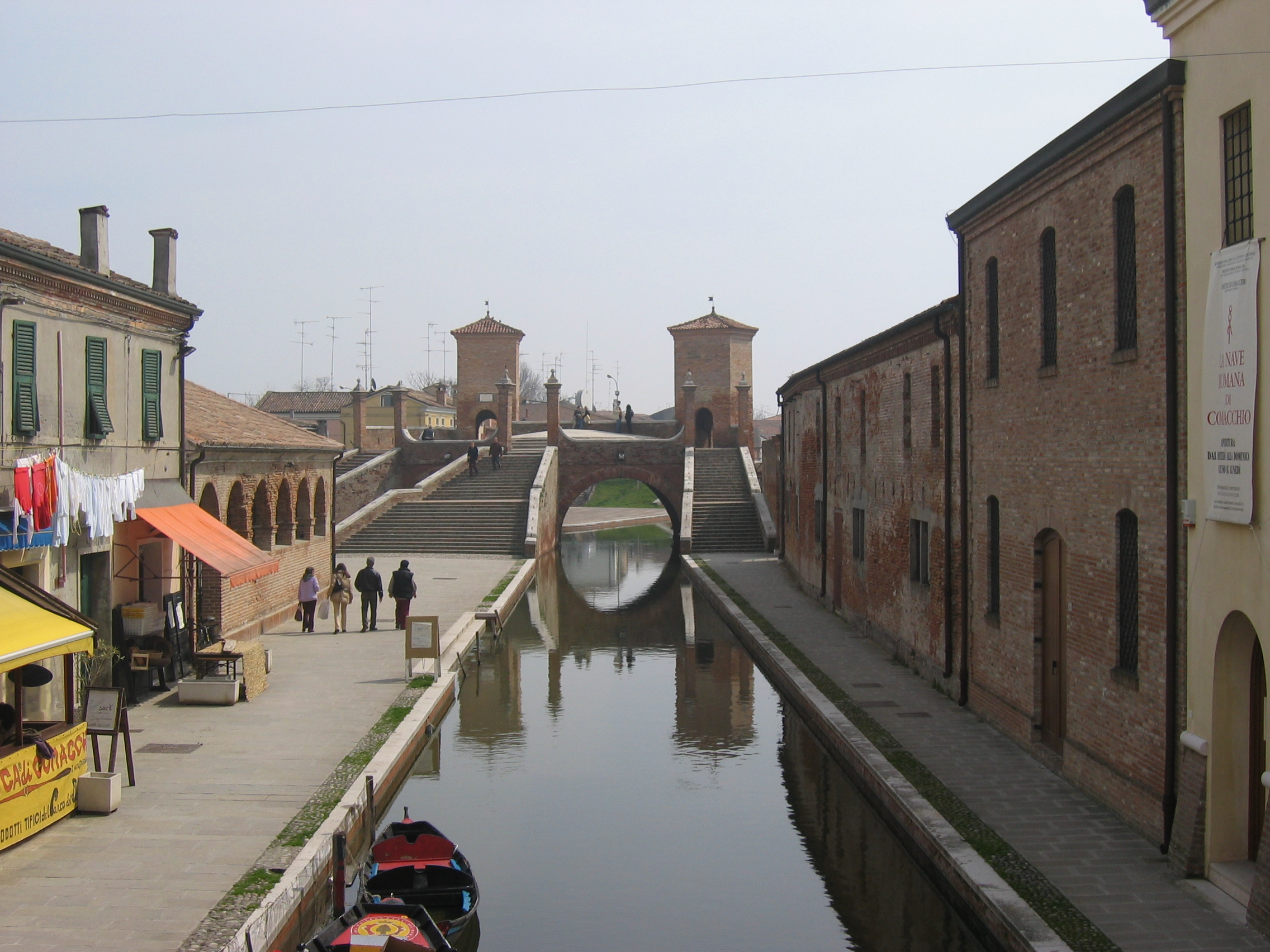
Comacchio

### Provincia di Forlì-Cesena

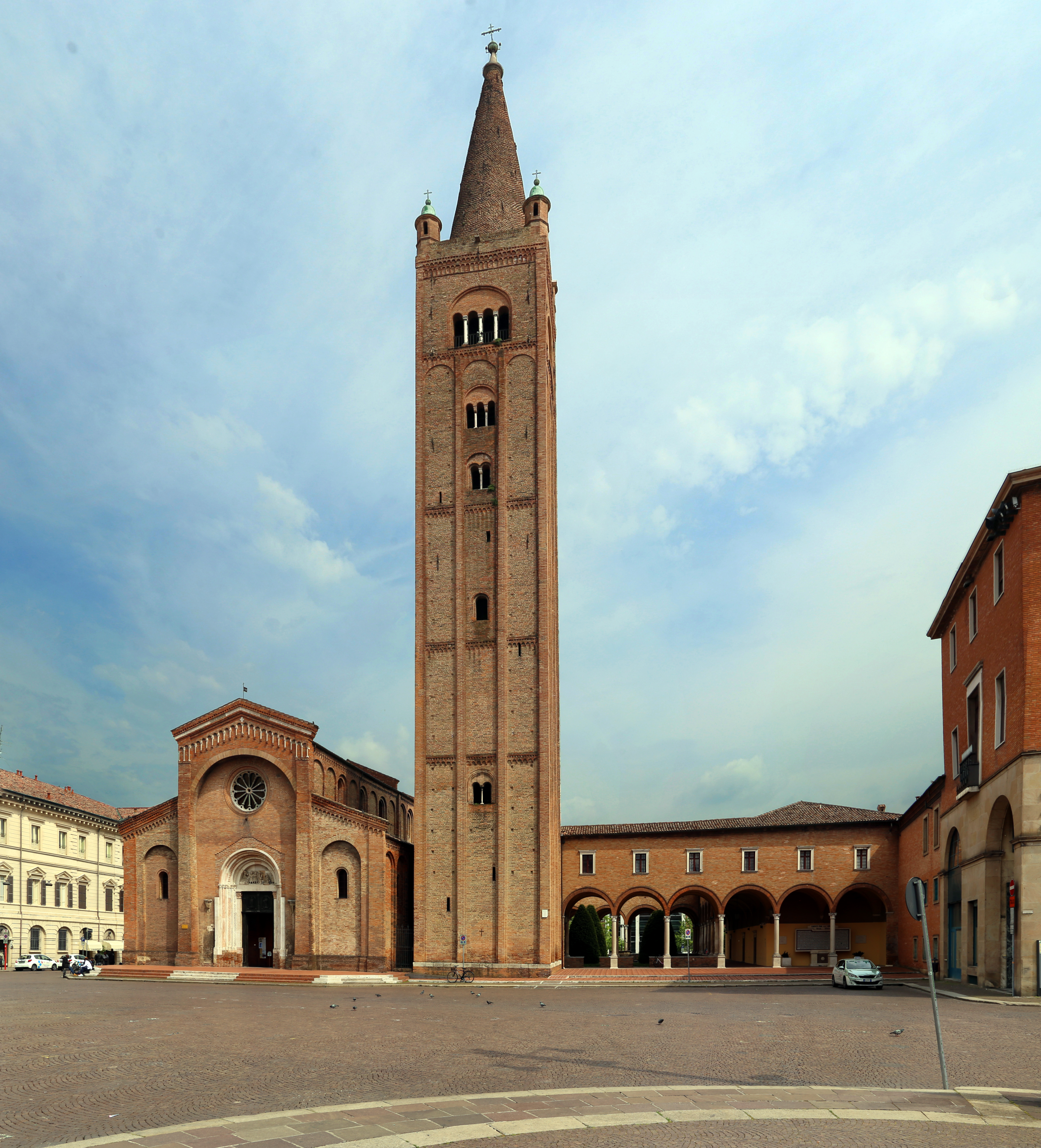
Abbazia di San Mercuriale, Forlì
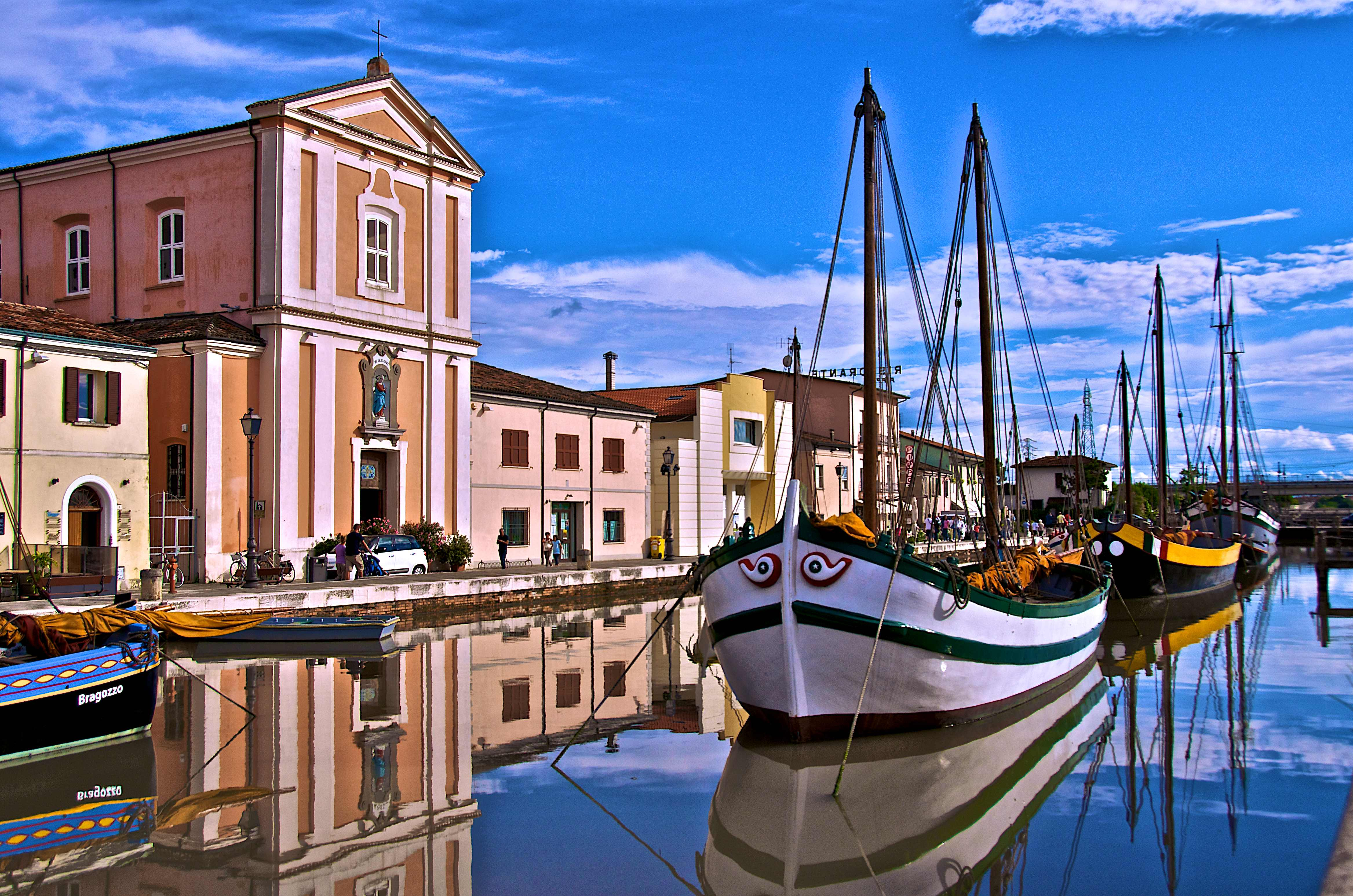
Il Porto Canale Leonardesco, Cesenatico
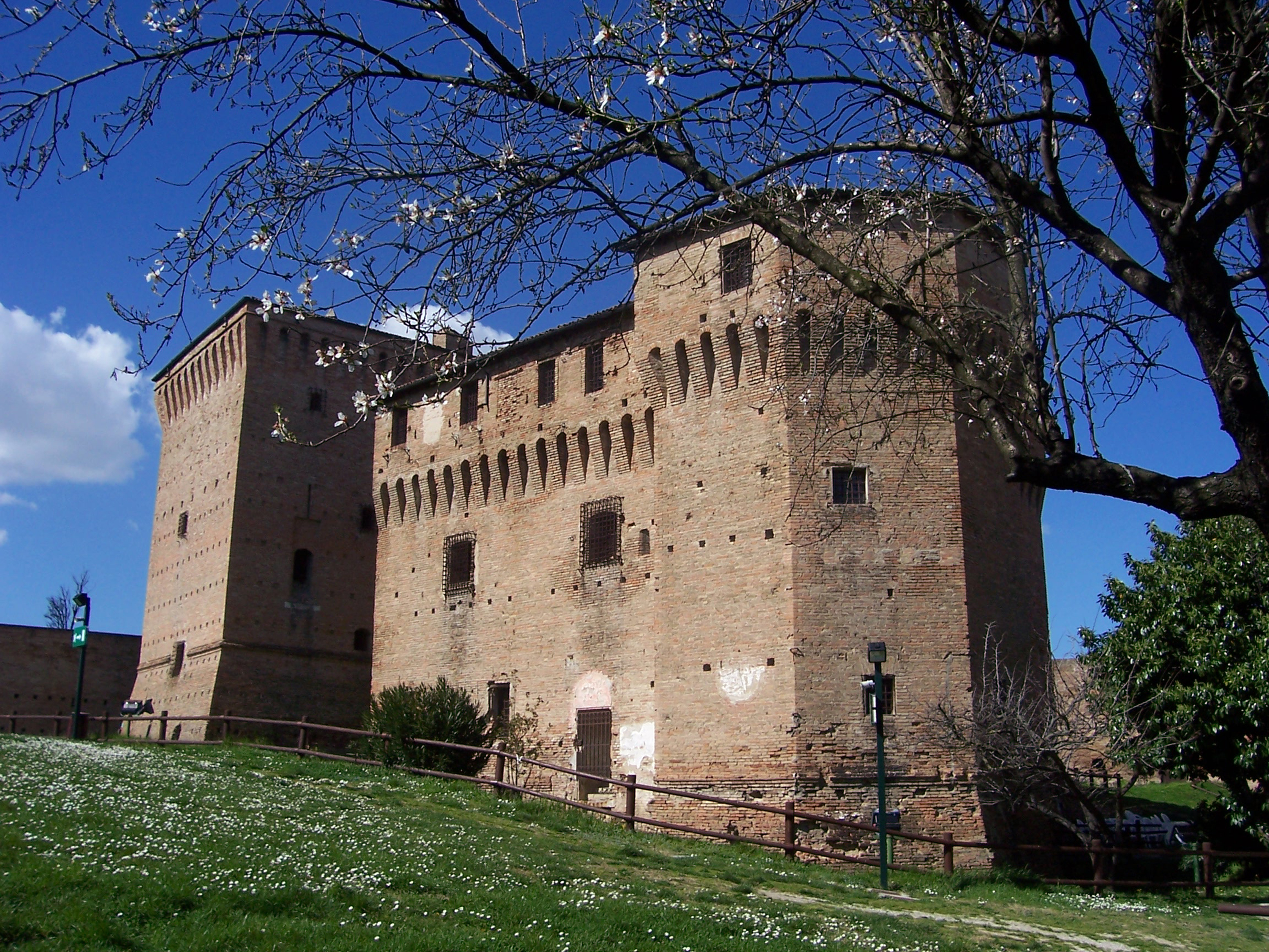
La Rocca Malatestiana, Cesena
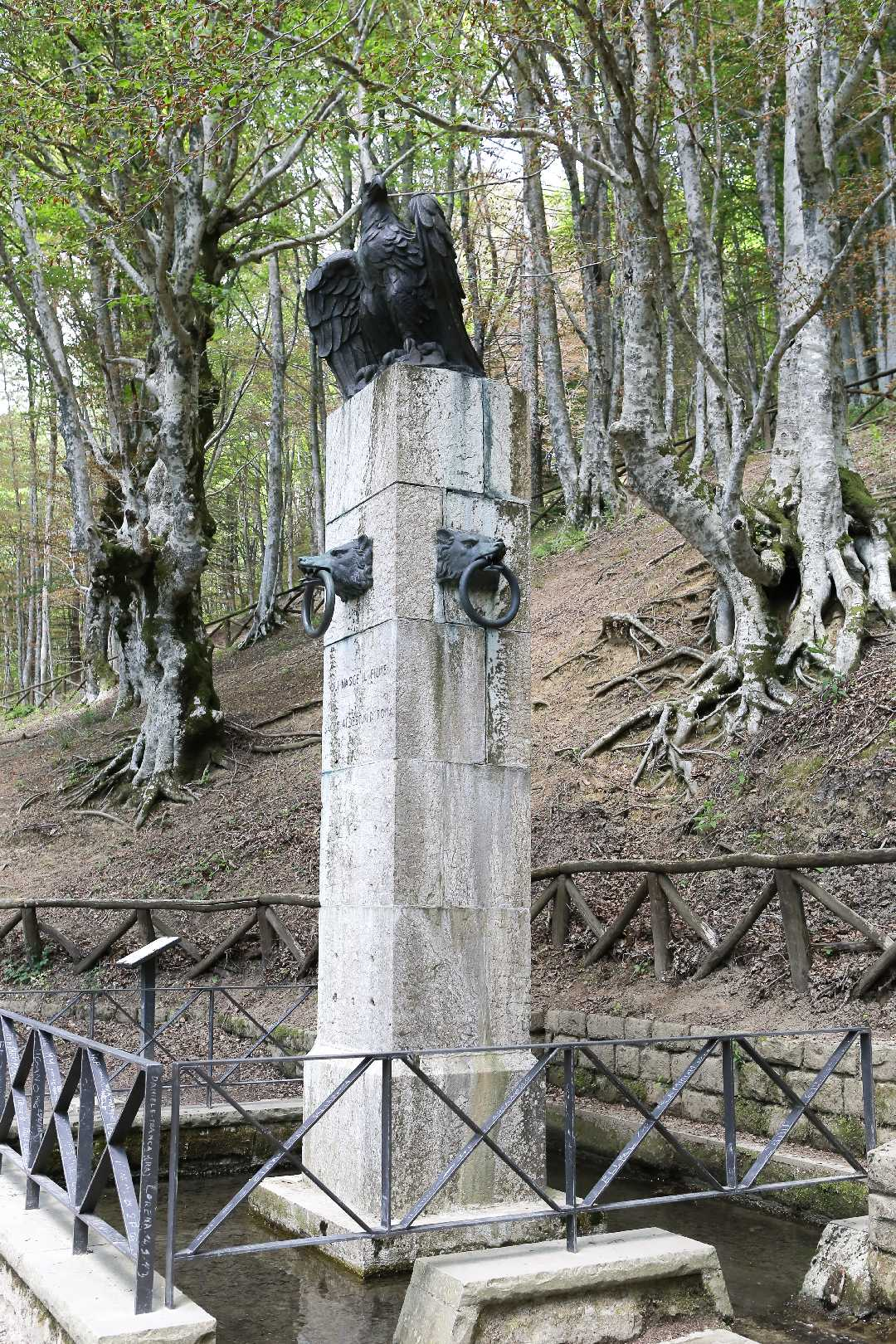
La sorgente del Tevere sul Monte Fumaiolo

### Provincia di Modena

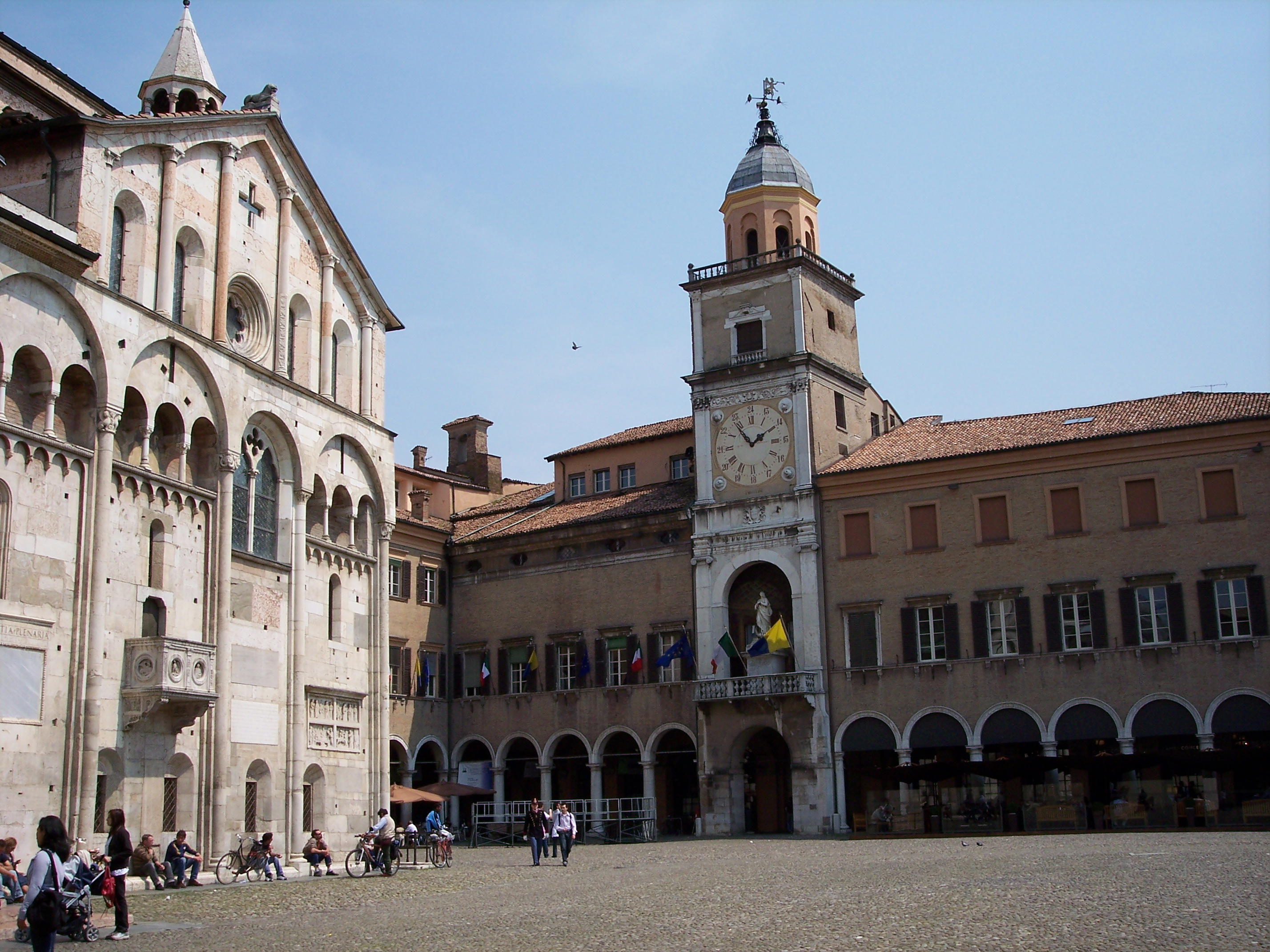
Duomo di Modena e Palazzo Comunale
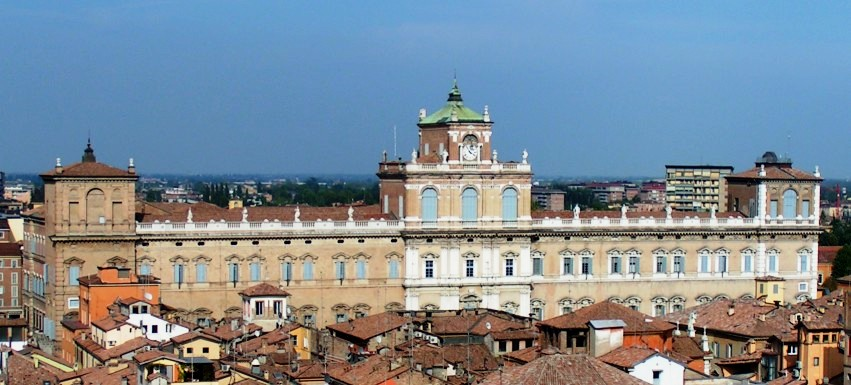
Palazzo Ducale, Modena
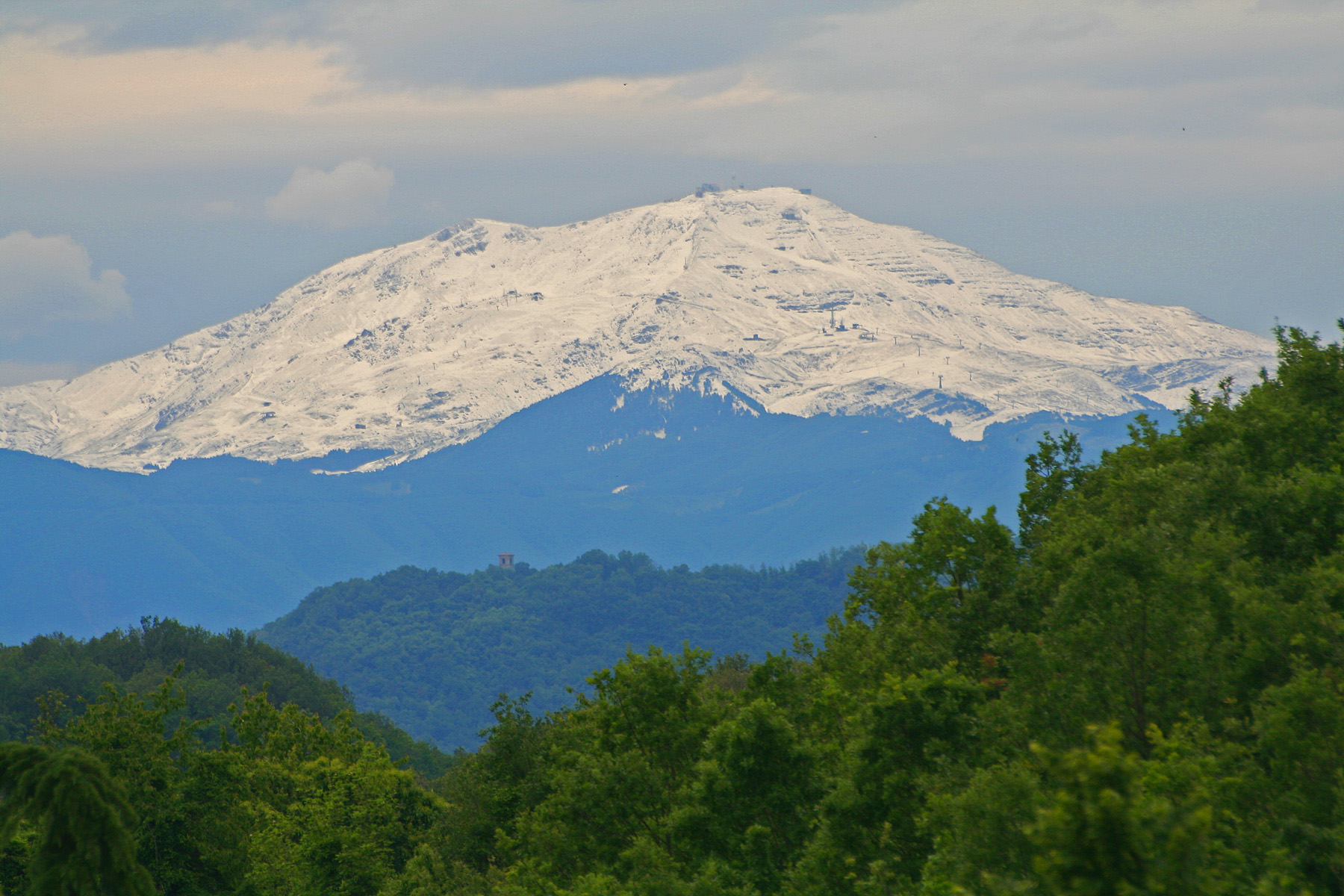
Il Monte Cimone
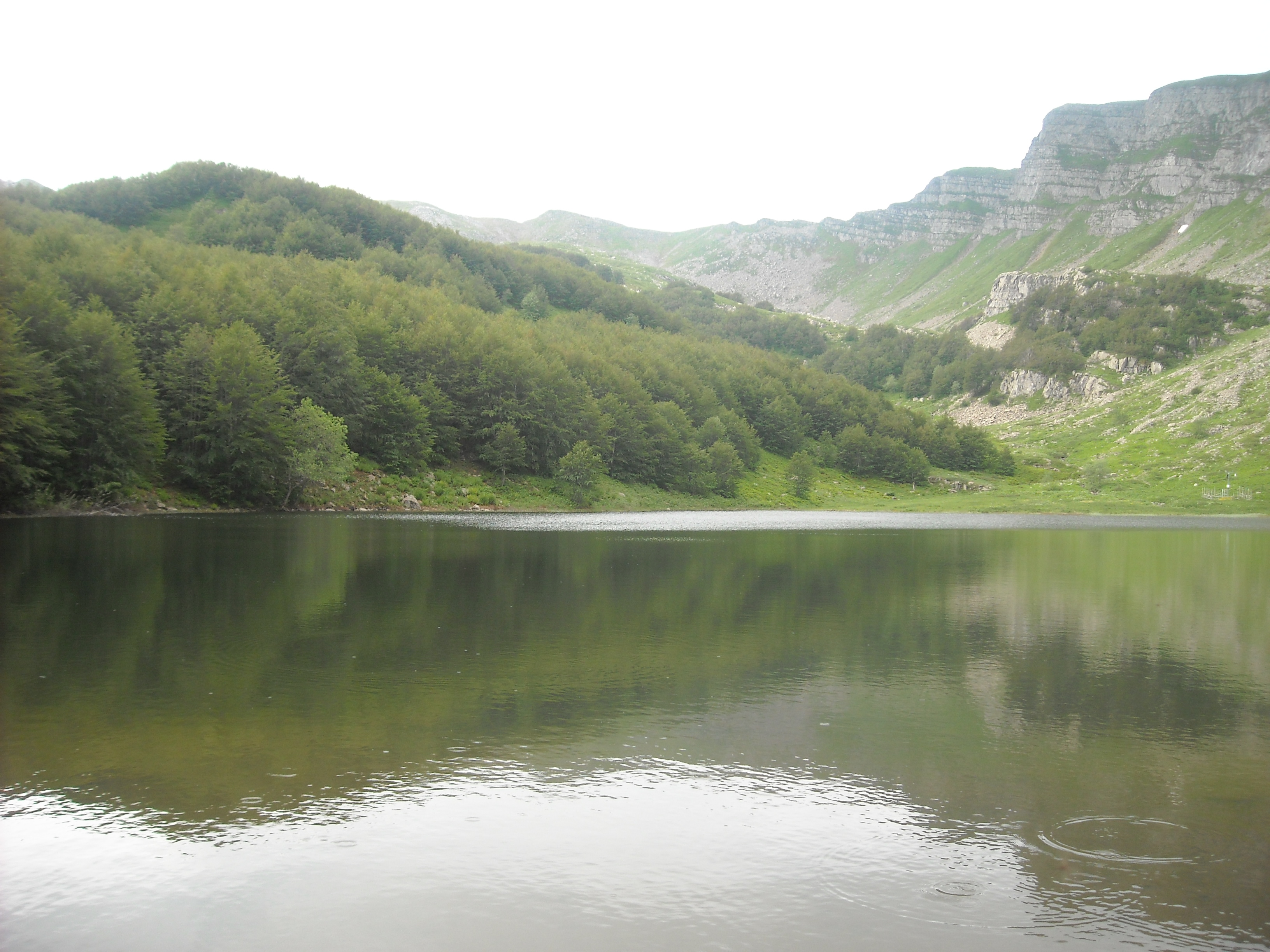
Il lago Baccio

### Provincia di Parma

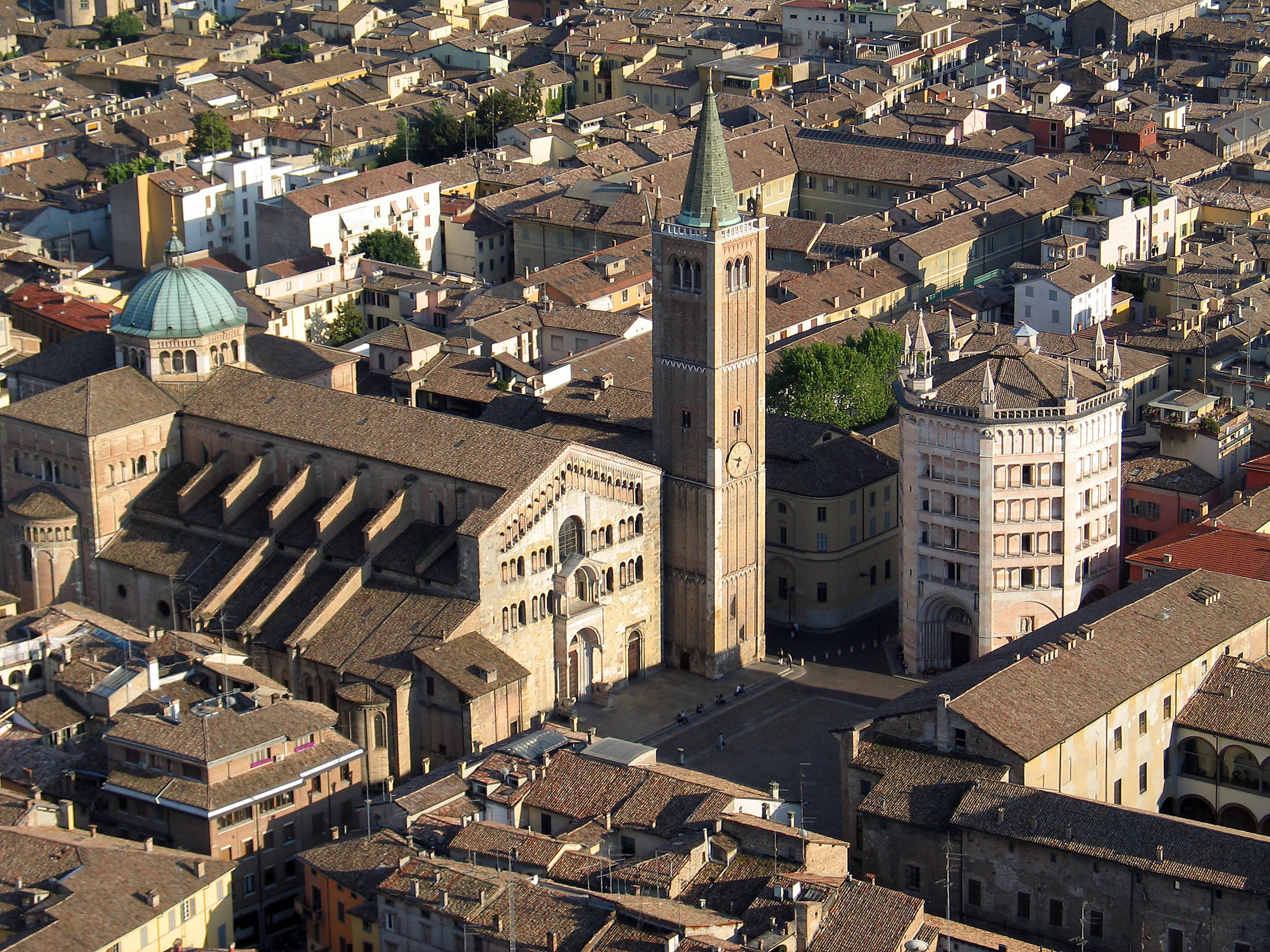
Il Duomo e il battistero di Parma
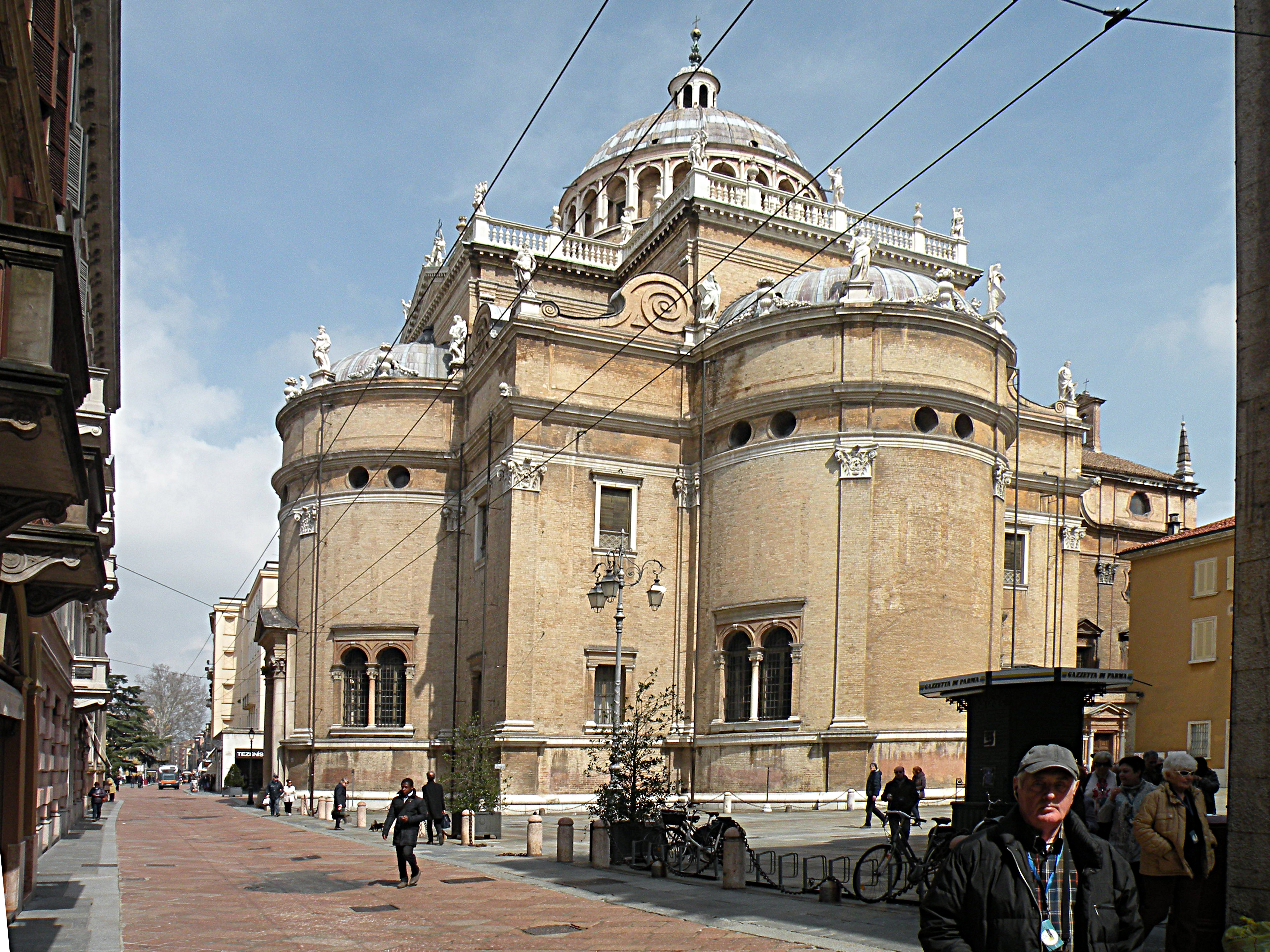
Basilica di Santa Maria della Steccata, Parma
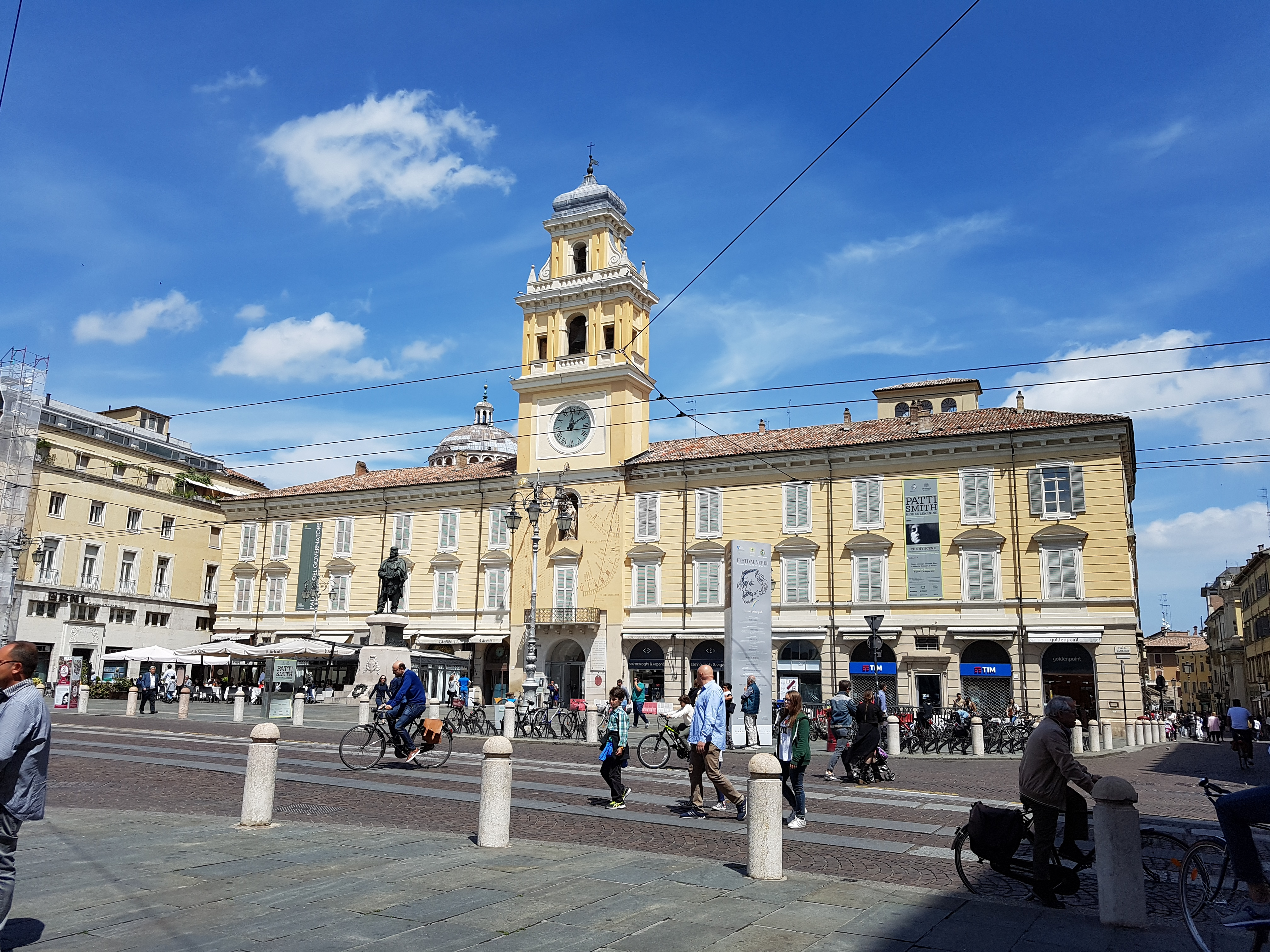
Palazzo del Governatore, Parma
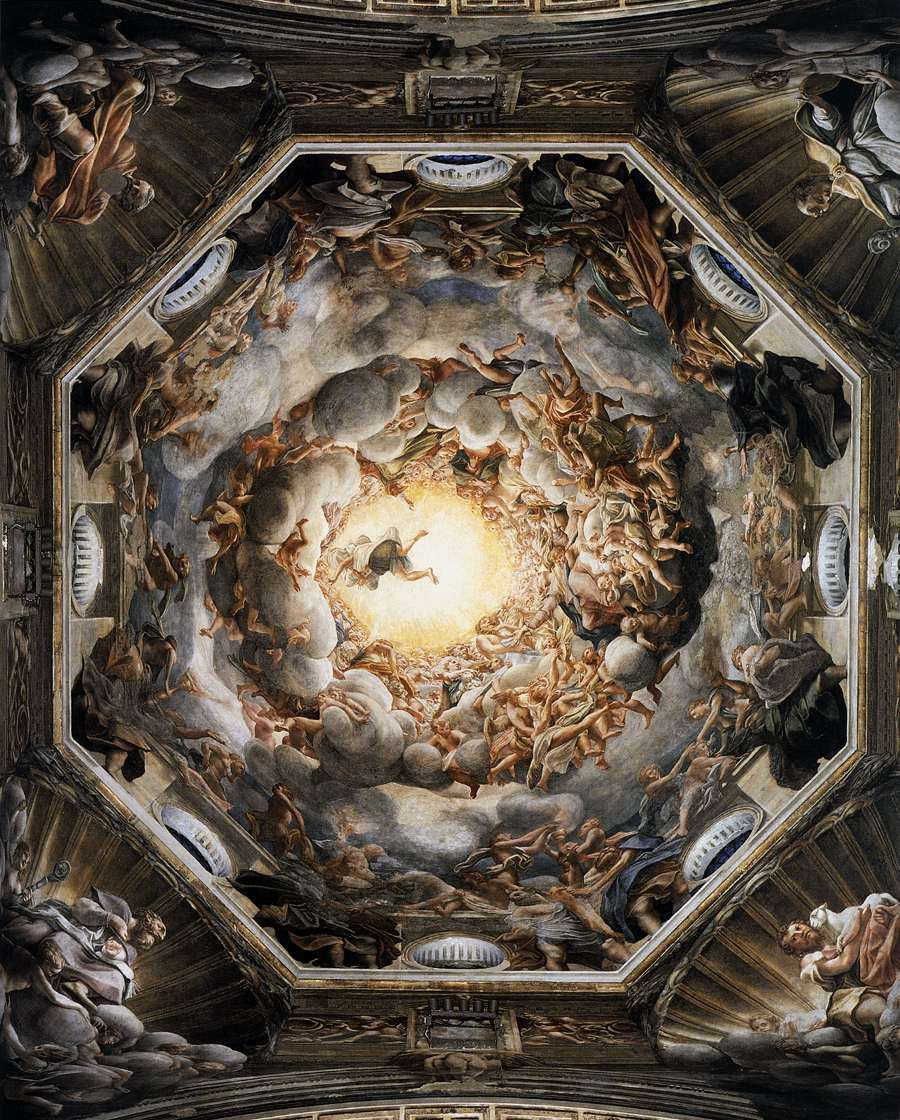
Assunzione della Vergine (Correggio), duomo di Parma

### Provincia di Piacenza

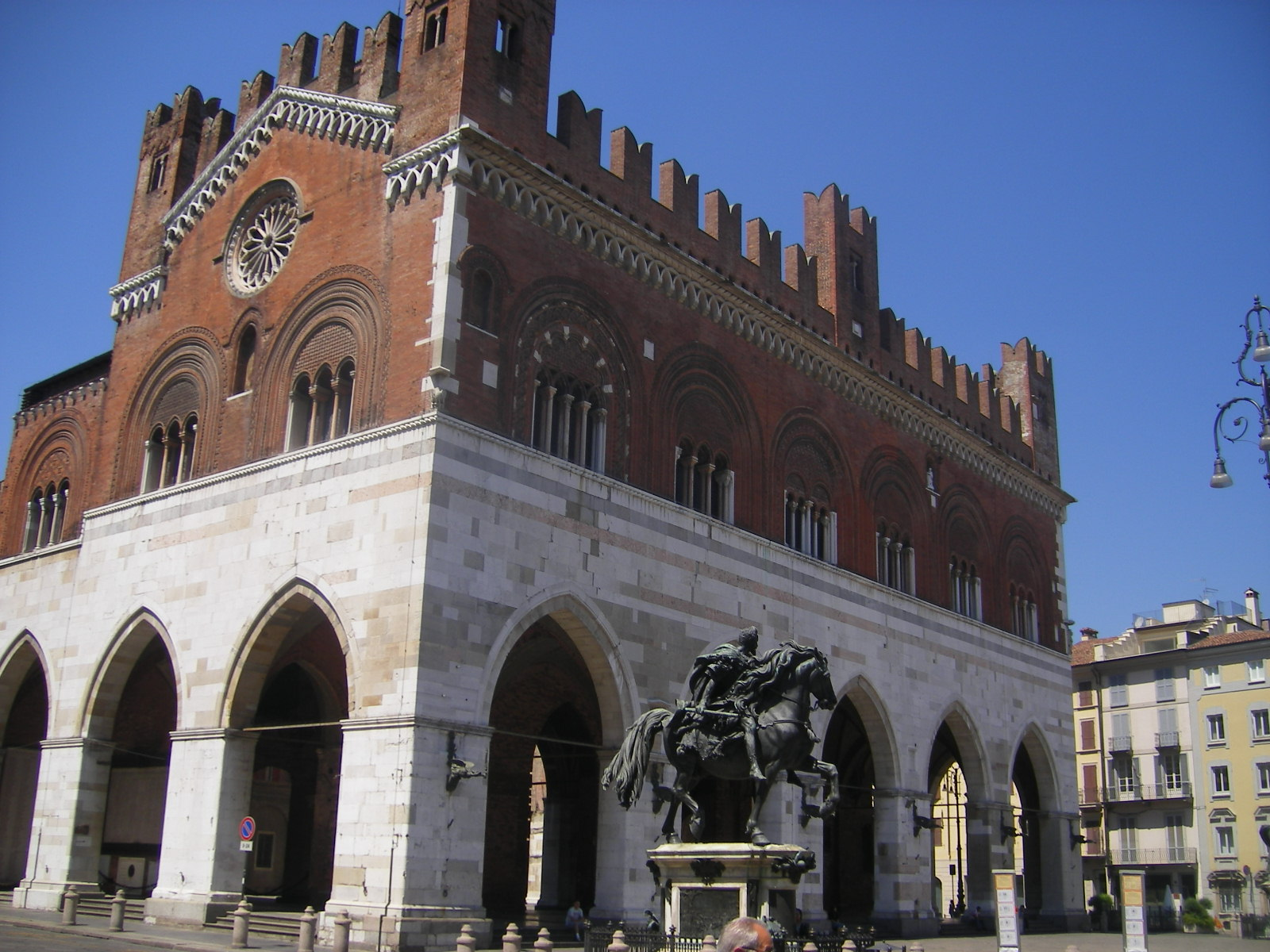
Palazzo Comunale, Piacenza
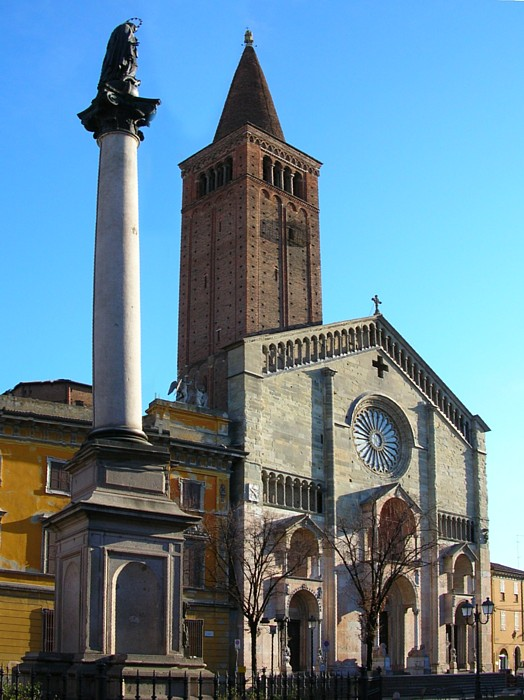
Il Duomo di Piacenza
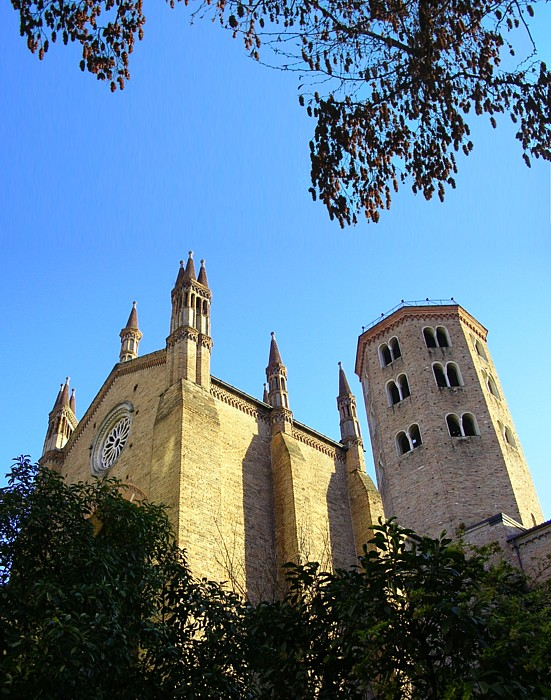
Basilica di Sant'Antonino, Piacenza
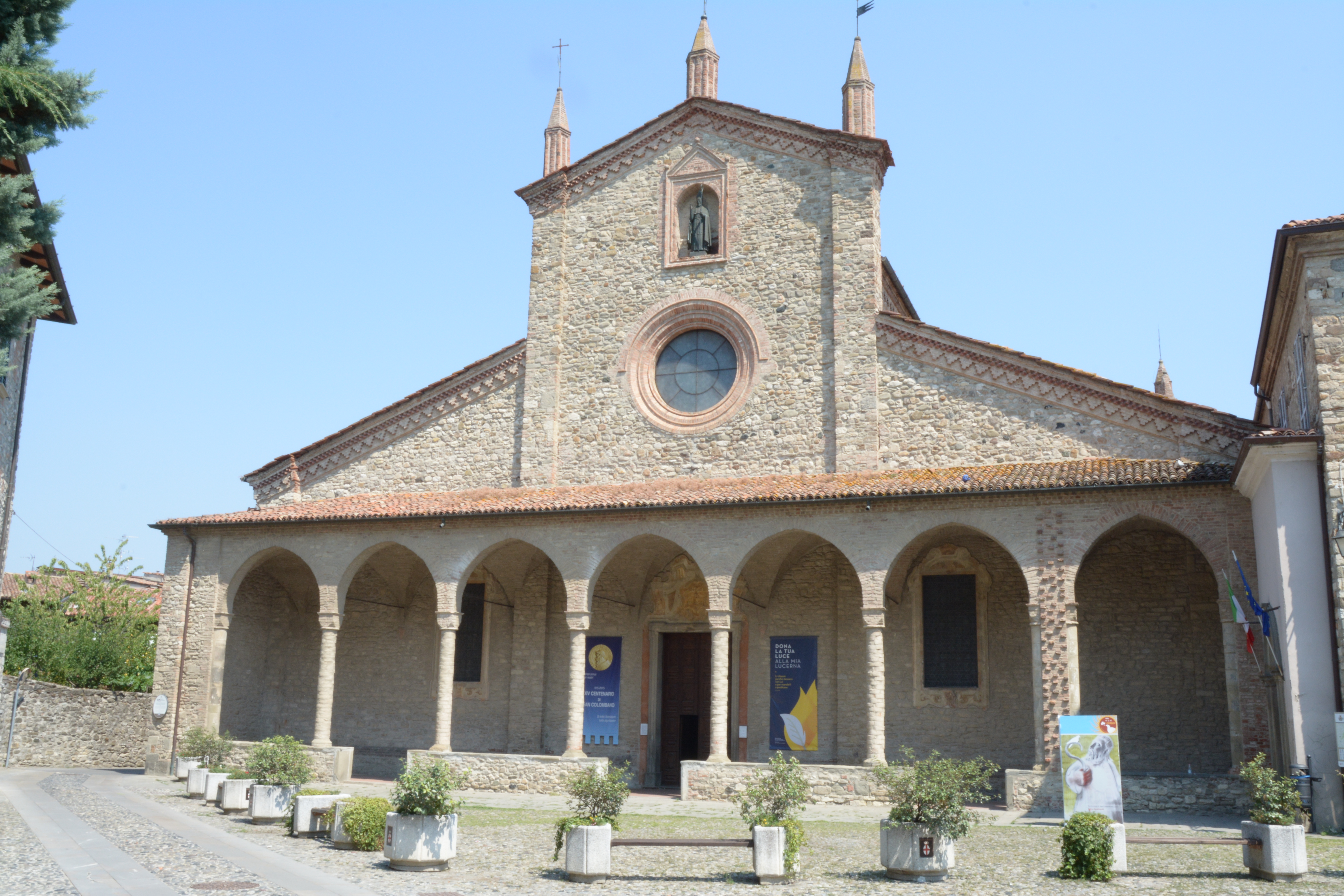
Abbazia di San Colombano, Bobbio

### Provincia di Ravenna

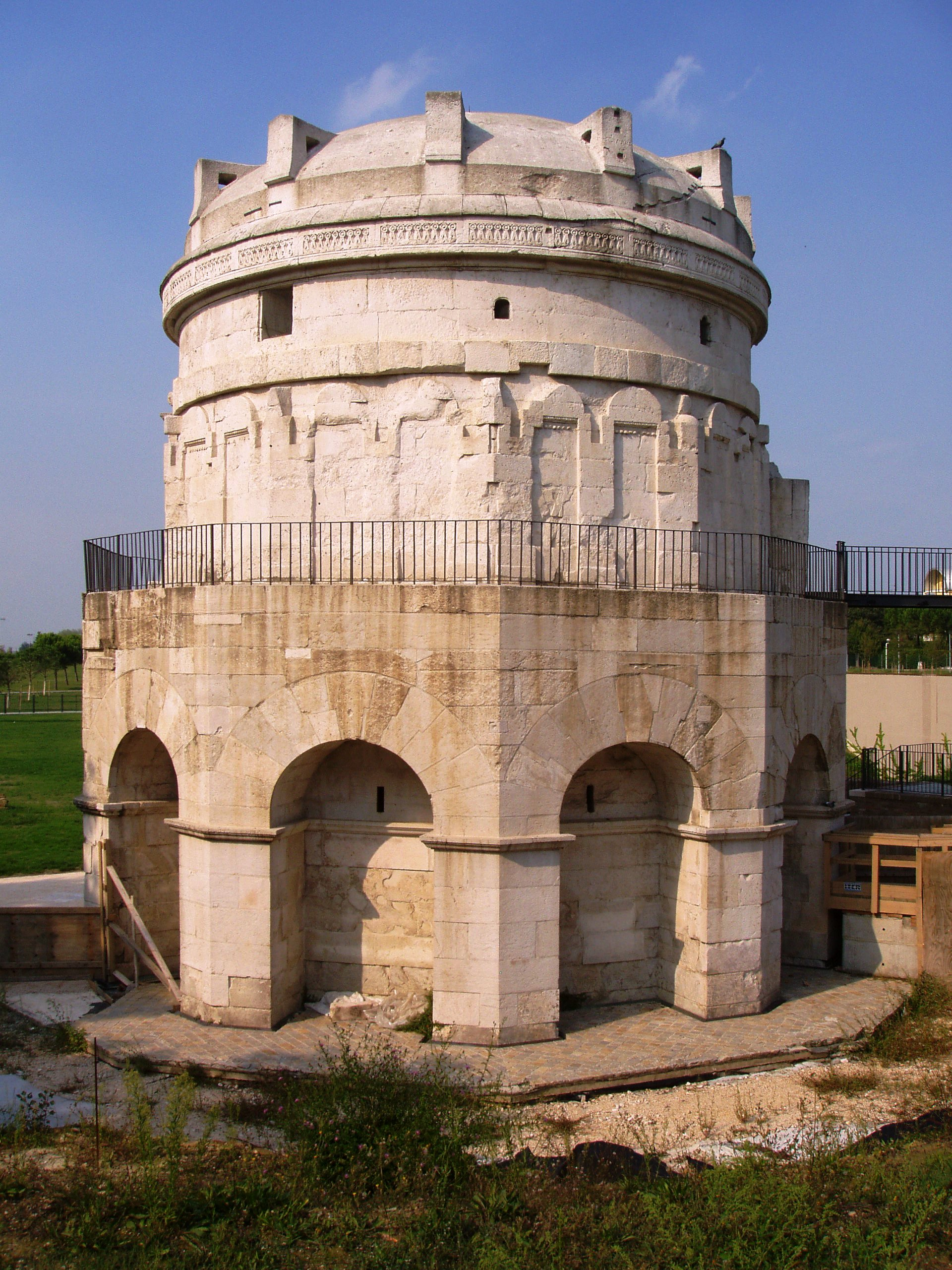
Il Mausoleo di Teodorico, Ravenna
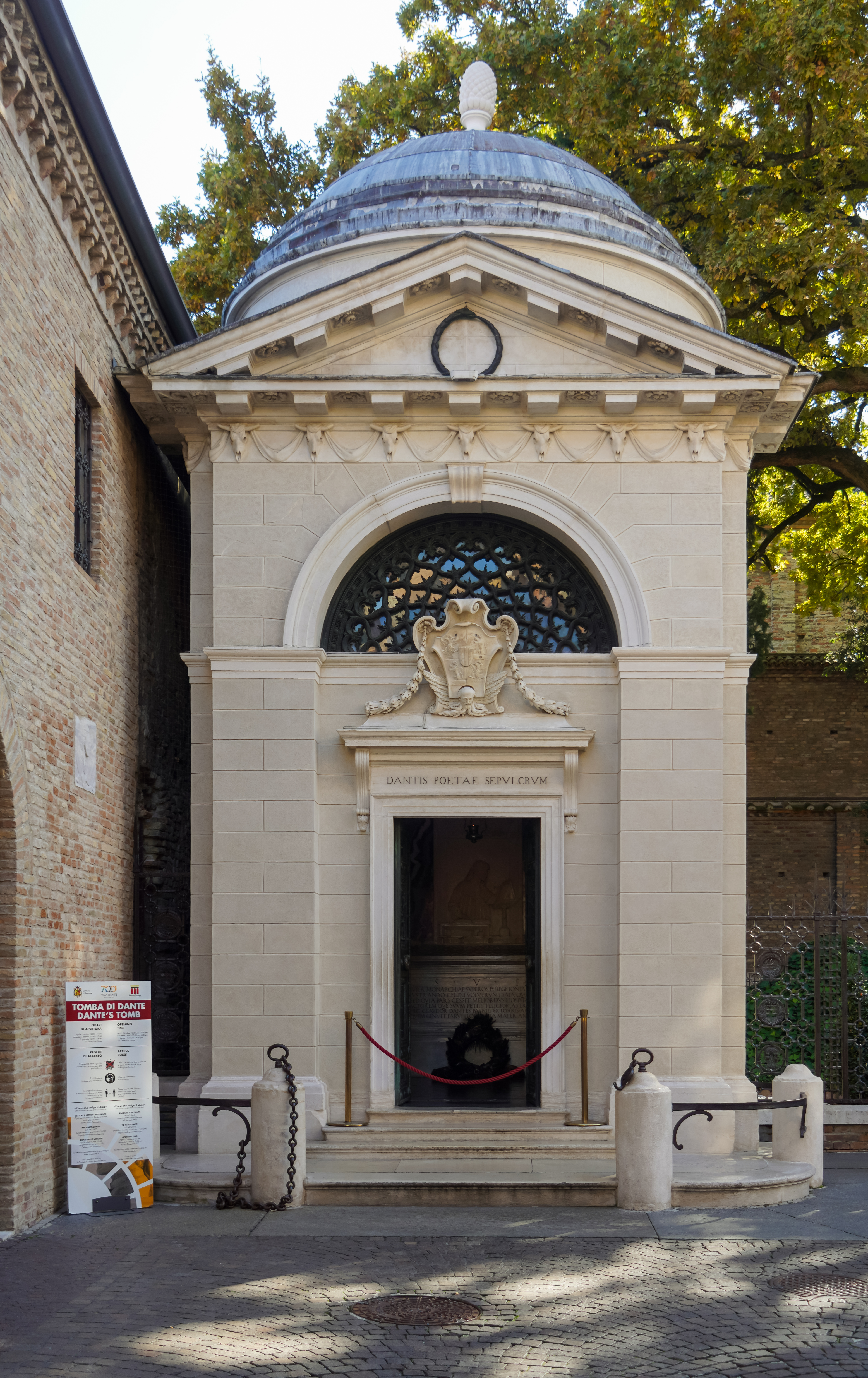
La tomba di Dante
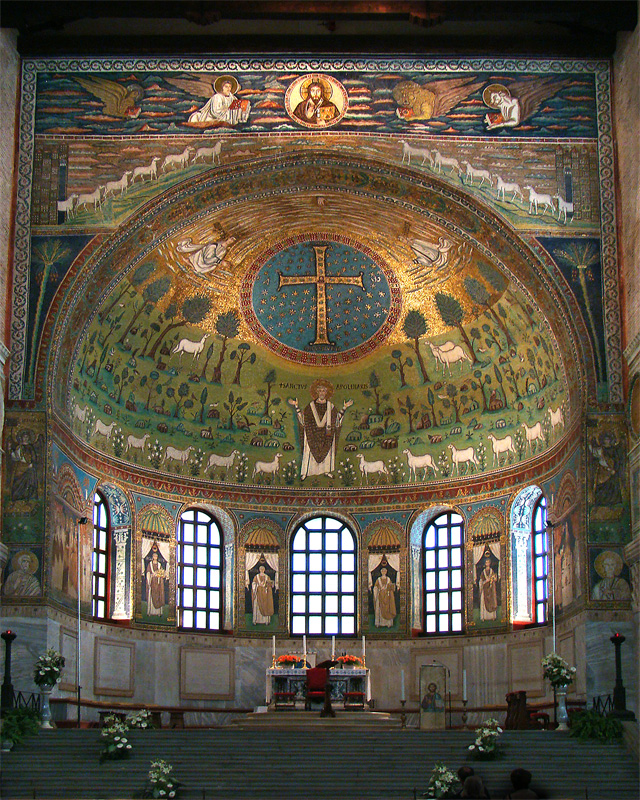
Abside della Basilica di Sant'Apollinare in Classe
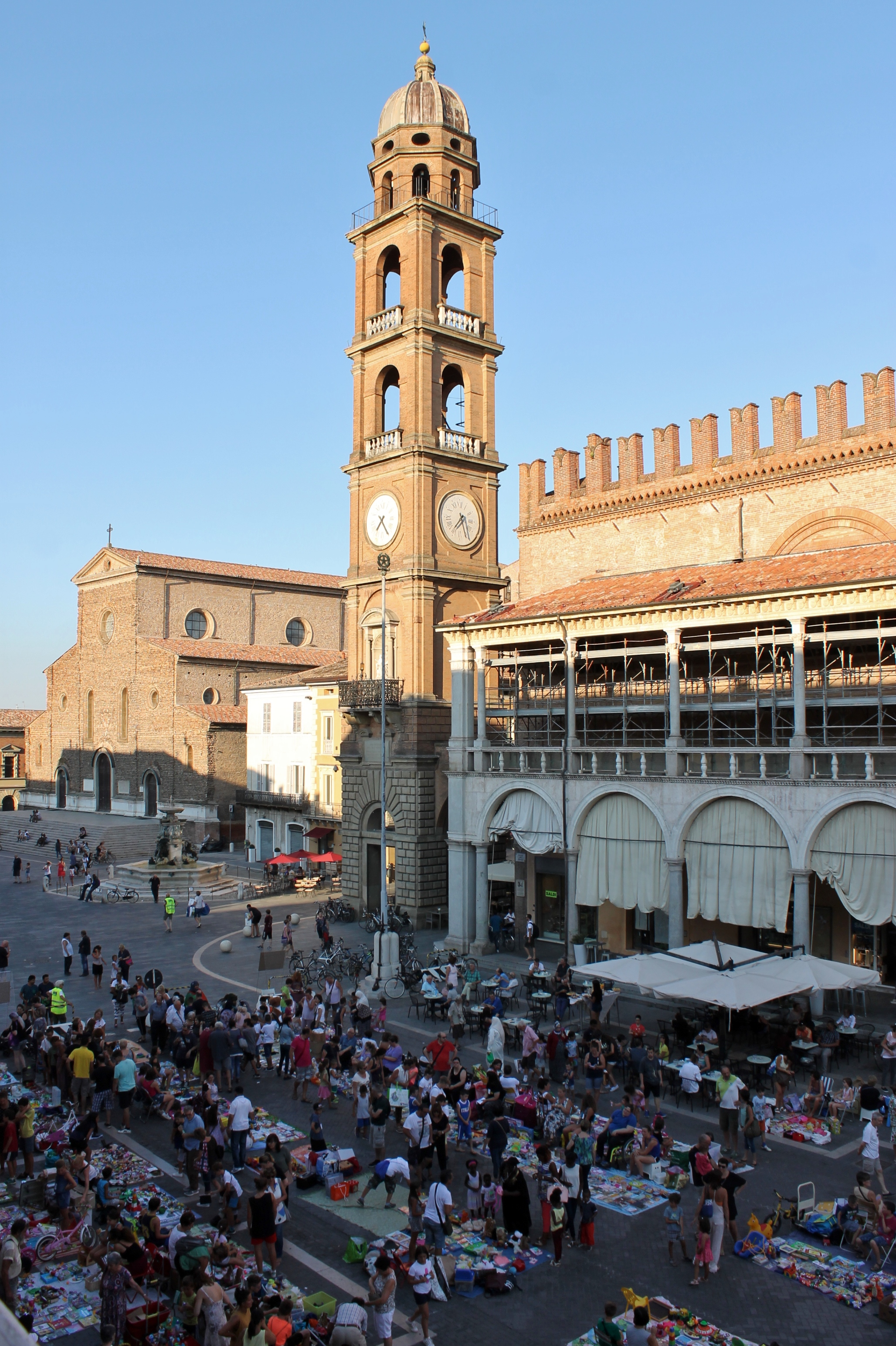
Piazza del Popolo, Faenza

### Provincia di Reggio Emilia

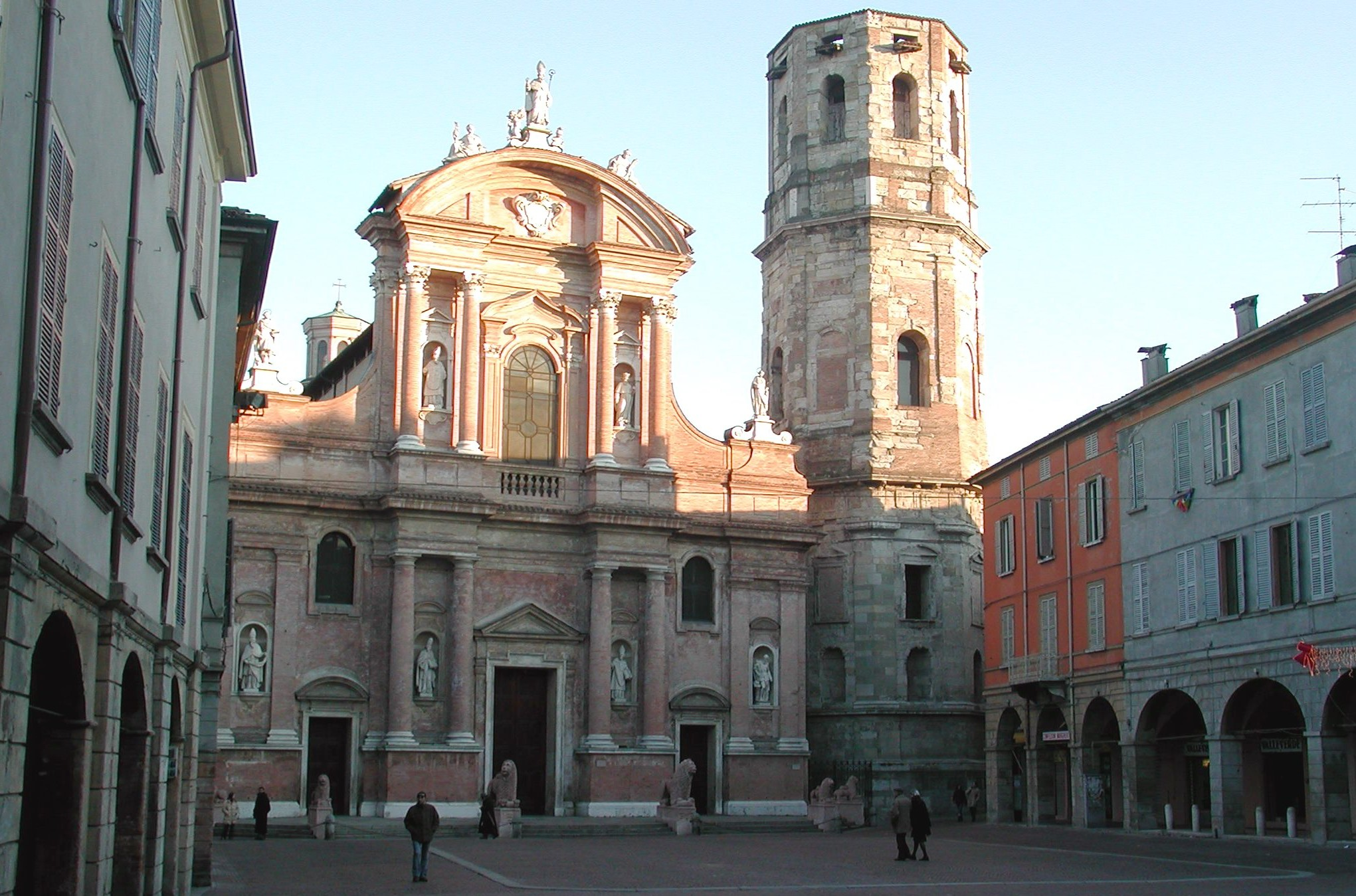
Facciata della basilica di San Prospero, Reggio Emilia
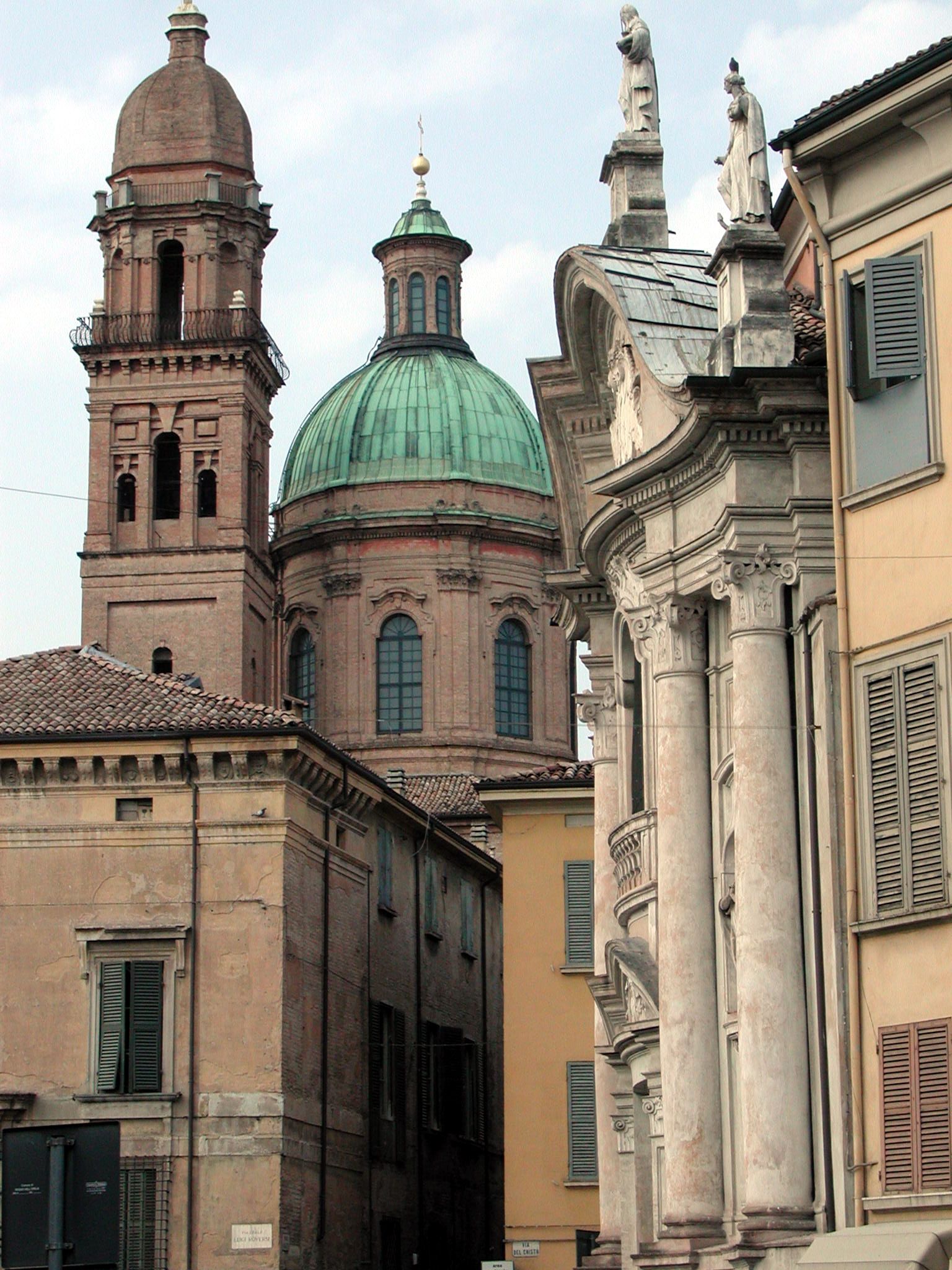
La chiesa di San Giorgio, Reggio Emilia
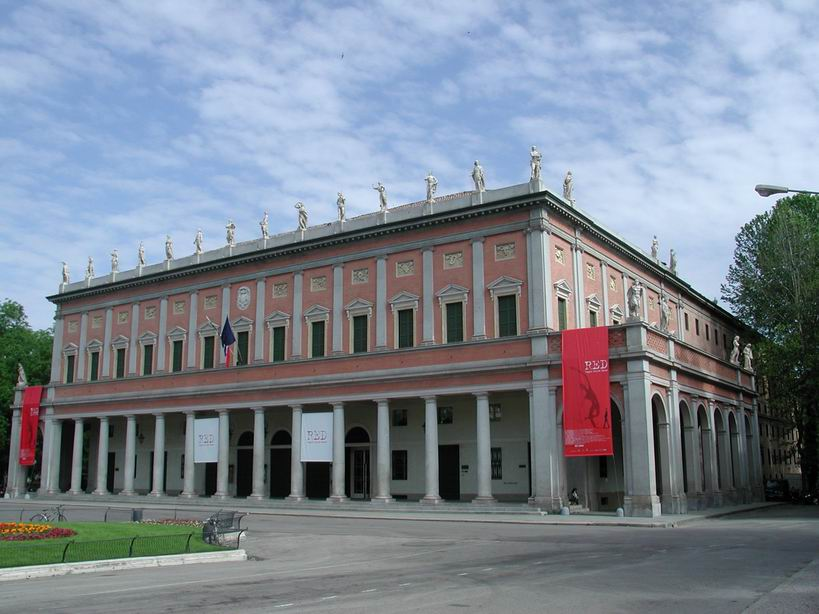
Il Teatro Municipale, Reggio Emilia
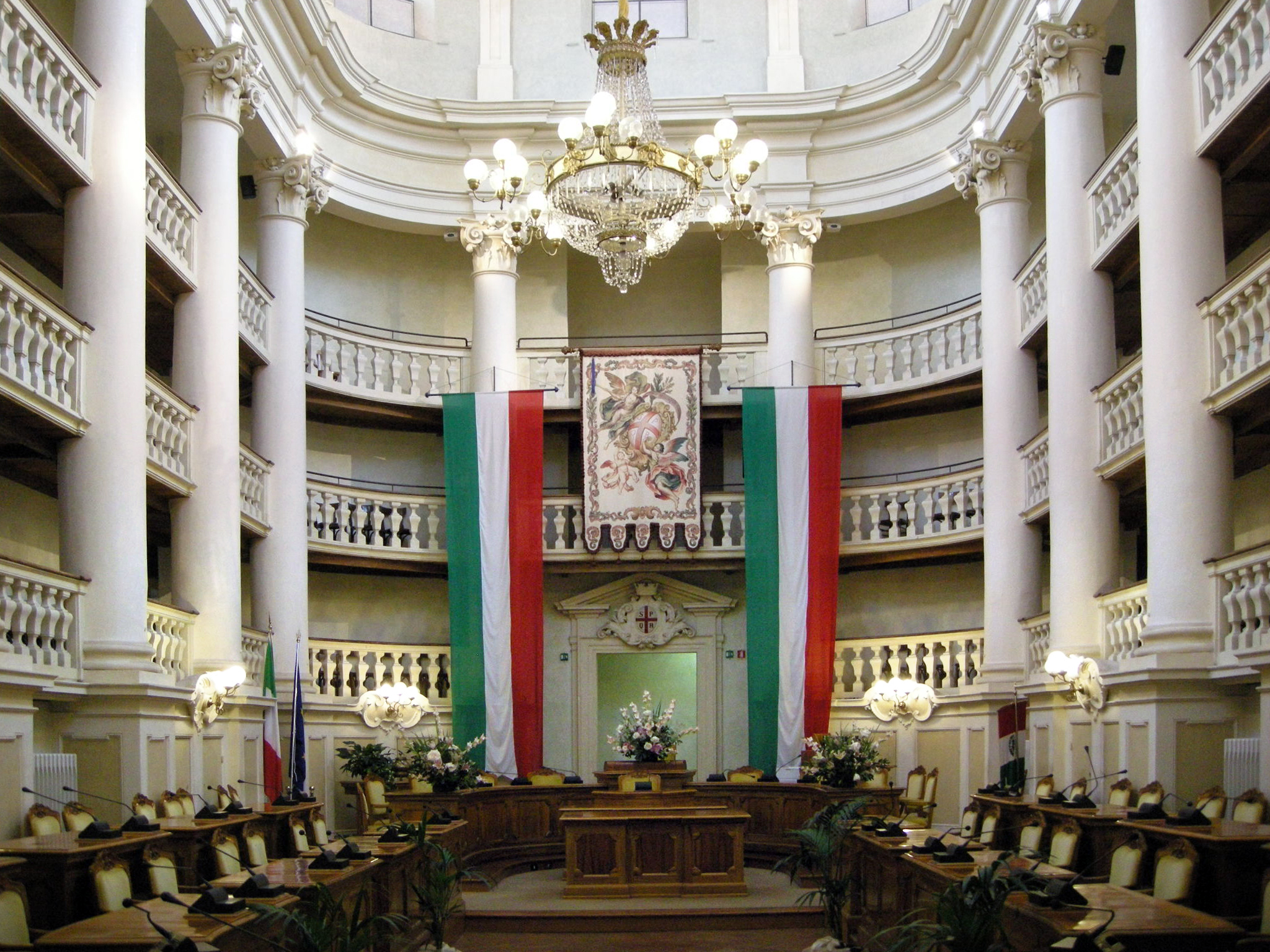
Sala del Tricolore, Reggio Emilia

### Provincia di Rimini

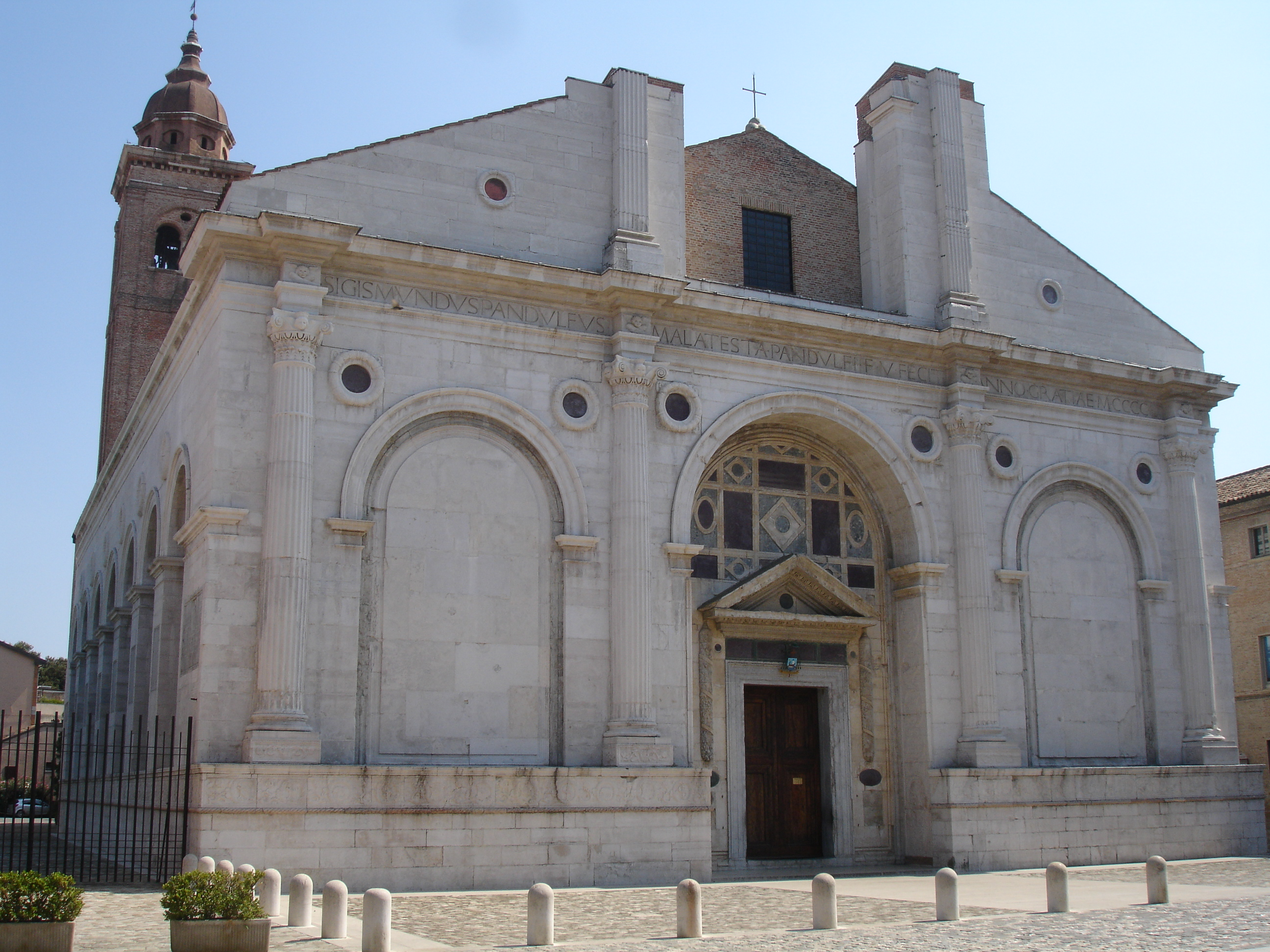
Il Tempio Malatestiano, Rimini
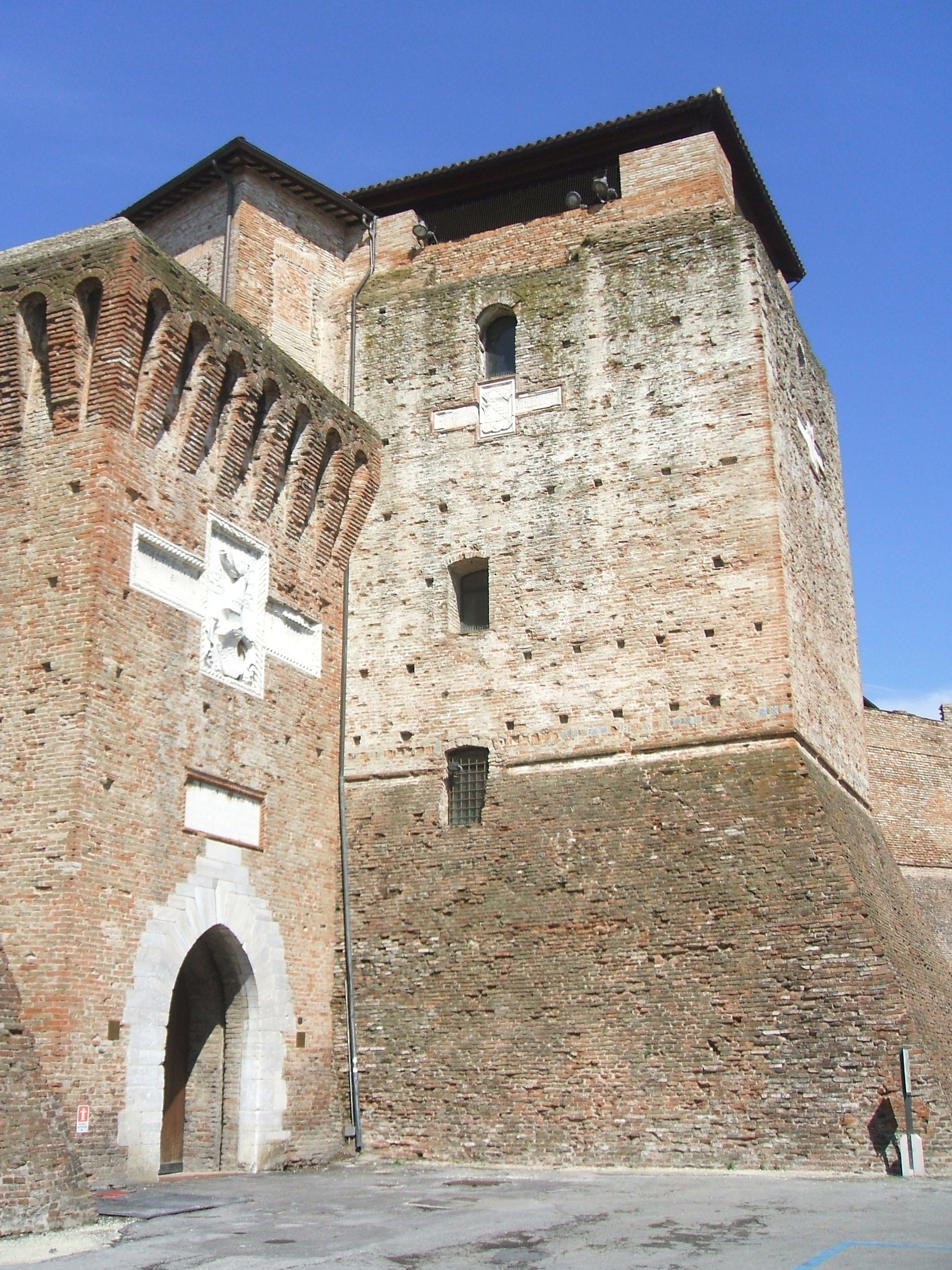
Castel Sismondo, Rimini
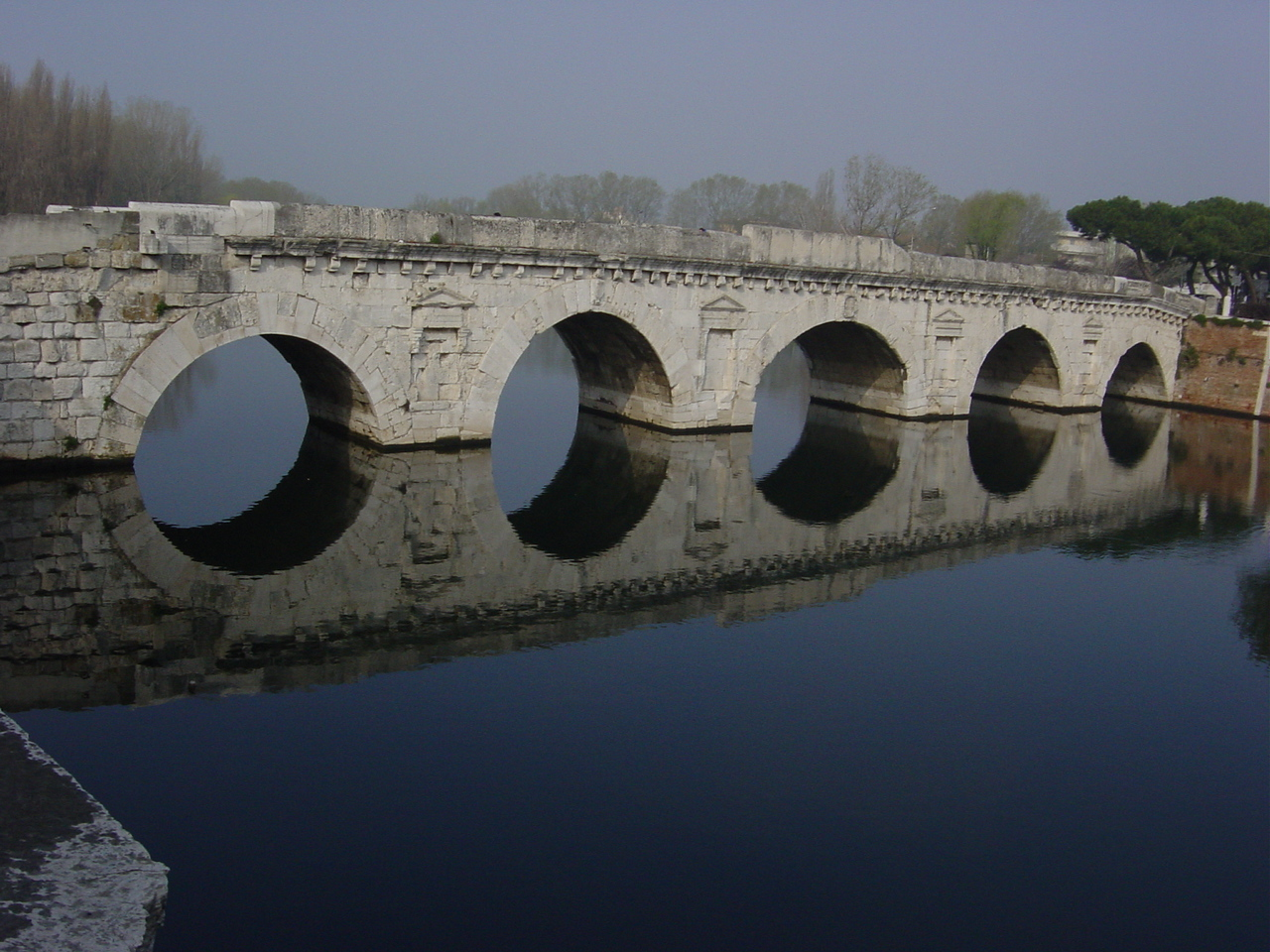
Il ponte di Tiberio a Rimini
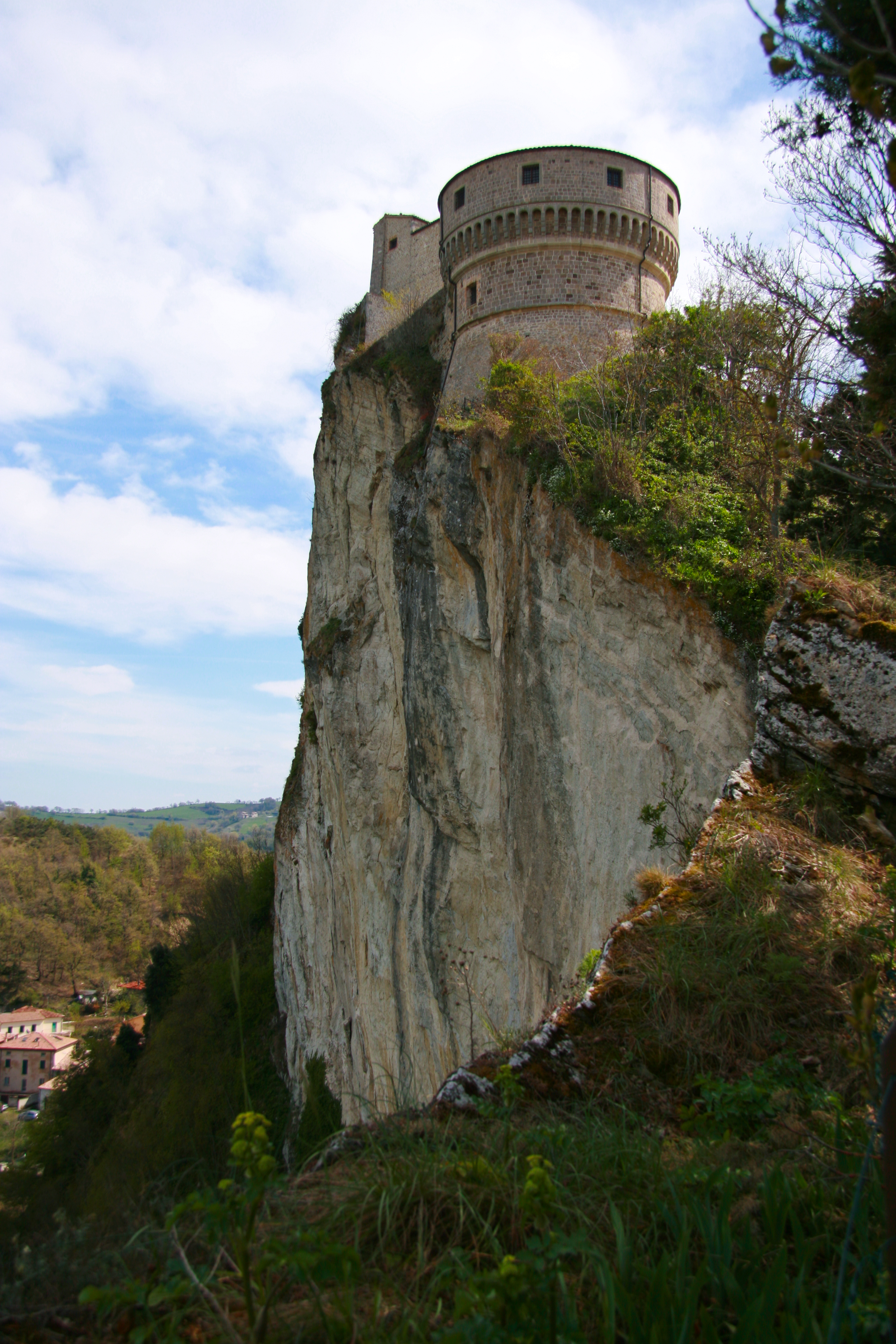
La fortezza di San Leo